# Список чрезвычайных и полномочных послов России
В списке представлены дипломаты Российской Федерации получившие дипломатический ранг Чрезвычайного и полномочного посла после 1991 года в хронологическом порядке по дате присвоения.
Дипломатический ранг (аналог воинского звания) Чрезвычайного и полномочного посла не обязательно совпадает с должностью Чрезвычайного и полномочного посла России в иностранном государстве. Списки послов по должности см. в соответствующих статьях.

## 1992—2000
| Дата указа       | Номер указа | Фамилия, имя, отчество             | Годы жизни | Годы службы          | Место службы и должность                                                                              |
| ---------------- | ----------- | ---------------------------------- | ---------- | -------------------- | --- |
| 4 января 1992    | 3           | Силаев, Иван Степанович            | 1930—2023  | 1990-1991            | Председатель Совета министров РСФСР                                                                   |
| 4 января 1992    | 3           | Силаев, Иван Степанович            | 1930—2023  | 1991-1994            | Постоянный представитель РФ при ЕС                                                                    |
| 24 января 1992   | 68          | Кузнецов, Артур Иванович           | р. 1945    | 1990-1991            | Министр по межнациональным отношениям Эстонии                                                         |
| 24 января 1992   | 68          | Кузнецов, Артур Иванович           | р. 1945    | 1992                 | Чрезвычайный и полномочный посол РФ в Эстонии (не согласован)                                         |
| 24 января 1992   | 68          | Кузнецов, Артур Иванович           | р. 1945    | 1995-2002            | Глава Представительства МИД РФ в Калининграде                                                         |
| 24 января 1992   | 70          | Елизаров, Николай Михайлович       | 1937—2020  | 1992-1997            | Чрезвычайный и полномочный посол РФ в Венесуэле                                                       |
| 24 января 1992   | 70          | Елизаров, Николай Михайлович       | 1937—2020  | 1992-1997            | Чрезвычайный и полномочный посол РФ в Доминиканской Респ. (по совм.)                                  |
| 24 января 1992   | 70          | Елизаров, Николай Михайлович       | 1937—2020  | 1997-1999            | Директор Департамента консульской службы МИД РФ                                                       |
| 24 января 1992   | 70          | Елизаров, Николай Михайлович       | 1937—2020  | 1999                 | Посол по особым поручениям МИД РФ                                                                     |
| 24 января 1992   | 70          | Елизаров, Николай Михайлович       | 1937—2020  | 1999-2004            | Чрезвычайный и полномочный посол РФ в Коста-Рике и Гватемале (по совм.)                               |
| 24 января 1992   | 75          | Разов, Сергей Сергеевич            | р. 1953    | 1990-1992            | Начальник Управления стран Дальнего Востока и Индокитая МИД СССР                                      |
| 24 января 1992   | 75          | Разов, Сергей Сергеевич            | р. 1953    | 1992-1996            | Чрезвычайный и полномочный посол РФ в Монголии                                                        |
| 24 января 1992   | 75          | Разов, Сергей Сергеевич            | р. 1953    | 1996-1999            | Директор 3-го Департамента стран СНГ МИД РФ                                                           |
| 24 января 1992   | 75          | Разов, Сергей Сергеевич            | р. 1953    | 1999-2002            | Чрезвычайный и полномочный посол РФ в Польше                                                          |
| 24 января 1992   | 75          | Разов, Сергей Сергеевич            | р. 1953    | 2002-2005            | Заместитель министра иностранных дел РФ                                                               |
| 24 января 1992   | 75          | Разов, Сергей Сергеевич            | р. 1953    | 2005-2013            | Чрезвычайный и полномочный посол РФ в Китае                                                           |
| 24 января 1992   | 75          | Разов, Сергей Сергеевич            | р. 1953    | 2013-2023            | Чрезвычайный и полномочный посол РФ в Италии и Сан-Марино (по совм.)                                  |
| 24 января 1992   | 78          | Лукин, Владимир Петрович           | р. 1937    | 1990-1992            | Председатель Комитета ВС РСФСР по международным делам                                                 |
| 24 января 1992   | 78          | Лукин, Владимир Петрович           | р. 1937    | 1992-1994            | Чрезвычайный и полномочный посол РФ в США                                                             |
| 24 января 1992   | 78          | Лукин, Владимир Петрович           | р. 1937    | 1993-2000            | Председатель Комитета ГД по международным делам                                                       |
| 24 января 1992   | 78          | Лукин, Владимир Петрович           | р. 1937    | 2000-2004            | Заместитель председателя Государственной Думы                                                         |
| 24 января 1992   | 80          | Фадеев, Юрий Дмитриевич            | 1932—2014  | 1992-1996            | Чрезвычайный и полномочный посол РФ в КНДР                                                            |
| 24 января 1992   | 80          | Фадеев, Юрий Дмитриевич            | 1932—2014  | 1996-1998            | Посол по особым поручениям МИД РФ                                                                     |
| 1 февраля 1992   | 100         | Колосовский, Андрей Игоревич       | р. 1956    | 1990-1991            | Руководитель Политического департамента МИД РСФСР                                                     |
| 1 февраля 1992   | 100         | Колосовский, Андрей Игоревич       | р. 1956    | 1991                 | Специальный полномочный представитель России в США                                                    |
| 1 февраля 1992   | 100         | Колосовский, Андрей Игоревич       | р. 1956    | 1991-1993            | Заместитель министра иностранных дел РСФСР, РФ                                                        |
| 1 февраля 1992   | 100         | Колосовский, Андрей Игоревич       | р. 1956    | 1993-1996            | Постпред РФ при отделении ООН в Женеве, наблюдатель при ВТО                                           |
| 10 февраля 1992  | 122         | Панов, Александр Николаевич        | р. 1944    | 1991-1992            | Директор Департамента Тихоокеанского региона МИД РФ                                                   |
| 10 февраля 1992  | 122         | Панов, Александр Николаевич        | р. 1944    | 1992-1993            | Чрезвычайный и полномочный посол РФ в Республике Корея                                                |
| 10 февраля 1992  | 122         | Панов, Александр Николаевич        | р. 1944    | 1993-1996            | Заместитель министра иностранных дел РФ                                                               |
| 10 февраля 1992  | 122         | Панов, Александр Николаевич        | р. 1944    | 1996-2003            | Чрезвычайный и полномочный посол РФ в Японии                                                          |
| 10 февраля 1992  | 122         | Панов, Александр Николаевич        | р. 1944    | 2004-2006            | Чрезвычайный и полномочный посол РФ в Норвегии                                                        |
| 10 февраля 1992  | 122         | Панов, Александр Николаевич        | р. 1944    | 2006-2010            | Ректор Дипломатической академии МИД РФ                                                                |
| 10 февраля 1992  | 131         | Зайцев, Юрий Владимирович          | 1933—2018  | 1992-1995            | Постпред РФ при международных организациях в Вене                                                     |
| 2 марта 1992     | 223         | Смоляков, Леонид Яковлевич         | р. 1942    | 1991-1996            | Полпред РСФСР, Чрезвычайный и полномочный посол РФ на Украине                                         |
| 2 марта 1992     | 223         | Смоляков, Леонид Яковлевич         | р. 1942    | 1996-1997            | Посол по особым поручениям МИД РФ                                                                     |
| 18 марта 1992    | 273         | Лосюков, Александр Прохорович      | 1943—2021  | 1990-1992            | Начальник Управления (Деп-та) общих проблем АТР МИД СССР, РФ                                          |
| 18 марта 1992    | 273         | Лосюков, Александр Прохорович      | 1943—2021  | 1992-1993            | Чрезвычайный и полномочный посол РФ в Новой Зеландии                                                  |
| 18 марта 1992    | 273         | Лосюков, Александр Прохорович      | 1943—2021  | 1992-1995            | Чрезвычайный и полномочный посол РФ в Западном Самоа и Тонга (по совм.)                               |
| 18 марта 1992    | 273         | Лосюков, Александр Прохорович      | 1943—2021  | 1993-1997            | Чрезвычайный и полномочный посол РФ в Австралии и по совм. в Фиджи                                    |
| 18 марта 1992    | 273         | Лосюков, Александр Прохорович      | 1943—2021  | 1995-1997            | Чрезвычайный и полномочный посол РФ в Вануату и Науру (по совм.)                                      |
| 18 марта 1992    | 273         | Лосюков, Александр Прохорович      | 1943—2021  | 1997-1999            | Директор 2-го Департамента Азии МИД РФ                                                                |
| 18 марта 1992    | 273         | Лосюков, Александр Прохорович      | 1943—2021  | 1999-2000            | Генеральный секретарь МИД РФ                                                                          |
| 18 марта 1992    | 273         | Лосюков, Александр Прохорович      | 1943—2021  | 2000-2004, 2007-2008 | Заместитель министра иностранных дел РФ                                                               |
| 18 марта 1992    | 273         | Лосюков, Александр Прохорович      | 1943—2021  | 2004-2006            | Чрезвычайный и полномочный посол РФ в Японии                                                          |
| 18 марта 1992    | 274         | Сидорский, Филипп Филиппович       | 1937—2023  | 1992-1997            | Чрезвычайный и полномочный посол РФ в Узбекистане                                                     |
| 18 марта 1992    | 274         | Сидорский, Филипп Филиппович       | 1937—2023  | 1997-1998            | Посол по особым поручениям МИД РФ                                                                     |
| 18 марта 1992    | 274         | Сидорский, Филипп Филиппович       | 1937—2023  | 1998-2000            | Чрезвычайный и полномочный посол РФ в Боснии и Герцеговине                                            |
| 18 марта 1992    | 275         | Шония, Вальтер Александрович       | р. 1936    | 1992-1995            | Чрезвычайный и полномочный посол РФ в Азербайджане                                                    |
| 18 марта 1992    | 276         | Ступишин, Владимир Петрович        | 1932—2016  | 1989-1992            | Генеральный консул СССР, РФ в Милане, Италия                                                          |
| 18 марта 1992    | 276         | Ступишин, Владимир Петрович        | 1932—2016  | 1992-1994            | Чрезвычайный и полномочный посол РФ в Армении                                                         |
| 18 марта 1992    | 277         | Свирин, Василий Васильевич         | р. 1929    | 1992                 | Руководитель делегации России на переговорах с Эстонией                                               |
| 18 марта 1992    | 277         | Свирин, Василий Васильевич         | р. 1929    | 1995-1998            | Посол по особым поручениям МИД РФ                                                                     |
| 27 марта 1992    | 316         | Черепов, Вадим Георгиевич          | р. 1934    | 1992-1997            | Чрезвычайный и полномочный посол РФ в Туркменистане                                                   |
| 22 апреля 1992   | 401         | Романов, Михаил Алексеевич         | р. 1936    | 1992-1996            | Чрезвычайный и полномочный посол РФ в Кыргызстане                                                     |
| 22 апреля 1992   | 403         | Сапрыкин, Игорь Александрович      | 1938—2009  | 1992, 2003-2008      | Посол по особым поручениям МИД РФ                                                                     |
| 22 апреля 1992   | 403         | Сапрыкин, Игорь Александрович      | 1938—2009  | 1992-1996            | Чрезвычайный и полномочный посол РФ в Беларуси                                                        |
| 22 апреля 1992   | 403         | Сапрыкин, Игорь Александрович      | 1938—2009  | 1996-2000            | Чрезвычайный и полномочный посол РФ в Албании                                                         |
| 22 апреля 1992   | 403         | Сапрыкин, Игорь Александрович      | 1938—2009  | 2000-2002            | Директор Департамента лингвистического обеспечения МИД РФ                                             |
| 22 апреля 1992   | 408         | Дерковский, Олег Михайлович        | 1939—2010  | 1992-1997            | Чрезвычайный и полномочный посол РФ в ОАЭ                                                             |
| 22 апреля 1992   | 408         | Дерковский, Олег Михайлович        | 1939—2010  | 1998-1999            | Директор 4-го Департамента стран СНГ МИД РФ                                                           |
| 22 апреля 1992   | 408         | Дерковский, Олег Михайлович        | 1939—2010  | 1999-2006            | Чрезвычайный и полномочный посол РФ в Монголии                                                        |
| 5 июня 1992      | 568         | Лавров, Сергей Викторович          | р. 1950    | 1991-1992            | Начальник Управления (Деп-та) международных организаций МИД СССР, РФ                                  |
| 5 июня 1992      | 568         | Лавров, Сергей Викторович          | р. 1950    | 1992-1994            | Заместитель министра иностранных дел РФ                                                               |
| 5 июня 1992      | 568         | Лавров, Сергей Викторович          | р. 1950    | 1994-2004            | Постоянный представитель Российской Федерации при ООН                                                 |
| 5 июня 1992      | 568         | Лавров, Сергей Викторович          | р. 1950    | С 2004               | Министр иностранных дел Российской Федерации                                                          |
| 5 июня 1992      | 569         | Кунадзе, Георгий Фридрихович       | р. 1948    | 1991-1993            | Заместитель министра иностранных дел РФ                                                               |
| 5 июня 1992      | 569         | Кунадзе, Георгий Фридрихович       | р. 1948    | 1993-1997            | Чрезвычайный и полномочный посол РФ в Республике Корея                                                |
| 5 июня 1992      | 570         | Берденников, Григорий Витальевич   | р. 1950    | 1992-1993, 1999-2001 | Заместитель министра иностранных дел РФ                                                               |
| 5 июня 1992      | 570         | Берденников, Григорий Витальевич   | р. 1950    | 1993-1998            | Постпред РФ при Конференции по разоружению в Женеве                                                   |
| 5 июня 1992      | 570         | Берденников, Григорий Витальевич   | р. 1950    | 1998-1999            | Директор Департамента по вопросам разоружения МИД РФ                                                  |
| 5 июня 1992      | 570         | Берденников, Григорий Витальевич   | р. 1950    | 2001-2007            | Постпред РФ при международных организациях в Вене                                                     |
| 5 июня 1992      | 570         | Берденников, Григорий Витальевич   | р. 1950    | С 2007               | Посол по особым поручениям МИД РФ                                                                     |
| 5 июня 1992      | 572         | Мамедов, Георгий Энверович         | р. 1947    | 1990-1991            | Начальник Управления США и Канады МИД СССР                                                            |
| 5 июня 1992      | 572         | Мамедов, Георгий Энверович         | р. 1947    | 1991, 1997-2003      | Заместитель министра иностранных дел РФ                                                               |
| 5 июня 1992      | 572         | Мамедов, Георгий Энверович         | р. 1947    | 2003-2014            | Чрезвычайный и полномочный посол РФ в Канаде                                                          |
| 2 июля 1992      | 733         | Обёртышев, Николай Михайлович      | 1934—2007  | 1989-1992            | Генеральный консул СССР, РФ в Мюнхене, Германия                                                       |
| 2 июля 1992      | 733         | Обёртышев, Николай Михайлович      | 1934—2007  | 1992-1996            | Чрезвычайный и полномочный посол РФ в Литве                                                           |
| 2 июля 1992      | 735         | Зотов, Сергей Сергеевич            | р. 1942    | 1992-1996            | Посол по особым поручениям МИД РФ                                                                     |
| 2 июля 1992      | 735         | Зотов, Сергей Сергеевич            | р. 1942    | 1996-1998            | Чрезвычайный и полномочный посол РФ в Словакии                                                        |
| 2 июля 1992      | 735         | Зотов, Сергей Сергеевич            | р. 1942    | 1999-2002            | Чрезвычайный и полномочный посол РФ на Мальте                                                         |
| 2 июля 1992      | 736         | Лядов, Павел Фёдорович             | 1934—2017  | 1988-1991            | Генеральный консул СССР в Зальцбурге, Австрия                                                         |
| 2 июля 1992      | 736         | Лядов, Павел Фёдорович             | 1934—2017  | 1992-1997            | Генеральный консул РФ в Мюнхене, Германия                                                             |
| 2 июля 1992      | 736         | Лядов, Павел Фёдорович             | 1934—2017  | 1999-2000            | Директор Департамента государственного протокола МИД РФ                                               |
| 2 июля 1992      | 736         | Лядов, Павел Фёдорович             | 1934—2017  | 2000-2017            | Профессор кафедры дипломатии МГИМО (У) МИД России                                                     |
| 16 июля 1992     | 782         | Громов, Василий Петрович           | 1936—2024  | 1992                 | Начальник Управления (Деп-та) Центральной и Южн. Америки МИД РФ                                       |
| 16 июля 1992     | 782         | Громов, Василий Петрович           | 1936—2024  | 1992-1996            | Чрезвычайный и полномочный посол РФ в Чили                                                            |
| 16 июля 1992     | 782         | Громов, Василий Петрович           | 1936—2024  | 1996-1999            | Директор Латиноамериканского департамента МИД РФ                                                      |
| 16 июля 1992     | 782         | Громов, Василий Петрович           | 1936—2024  | 1999-2004            | Чрезвычайный и полномочный посол РФ в Бразилии и Суринаме (по совм.)                                  |
| 6 августа 1992   | 832         | Ранних, Александр Александрович    | р. 1949    | 1991-1992, 2006-2010 | Посол по особым поручениям МИД РФ                                                                     |
| 6 августа 1992   | 832         | Ранних, Александр Александрович    | р. 1949    | 1992-1996            | Чрезвычайный и полномочный посол РФ в Латвии                                                          |
| 6 августа 1992   | 832         | Ранних, Александр Александрович    | р. 1949    | 1998-1999            | Директор Департамента − исполнительный секретарь МИД РФ                                               |
| 6 августа 1992   | 832         | Ранних, Александр Александрович    | р. 1949    | 1999-2002            | Директор Департамента безопасности МИД РФ                                                             |
| 6 августа 1992   | 832         | Ранних, Александр Александрович    | р. 1949    | 2002-2005            | Чрезвычайный и полномочный посол РФ в Исландии                                                        |
| 6 августа 1992   | 832         | Ранних, Александр Александрович    | р. 1949    | 2006-2010            | Полномочный представитель РФ при ОДКБ                                                                 |
| 6 августа 1992   | 832         | Ранних, Александр Александрович    | р. 1949    | 2010-2015            | Чрезвычайный и полномочный посол РФ в Танзании                                                        |
| 6 августа 1992   | 833         | Кузнецов, Вадим Игоревич           | р. 1939    | 1992-1994            | Директор Департамента стран СНГ МИД РФ                                                                |
| 6 августа 1992   | 833         | Кузнецов, Вадим Игоревич           | р. 1939    | 1994-1998            | Чрезвычайный и полномочный посол РФ в Турции                                                          |
| 16 сентября 1992 | 1079        | Островский, Яков Аркадьевич        | р. 1927    | н/д                  | Первый заместитель директора Правового департамента МИД РФ                                            |
| 12 октября 1992  | 1195        | Земский, Владимир Васильевич       | 1939—2004  | 1992-1996            | Чрезвычайный и полномочный посол РФ в Грузии                                                          |
| 12 октября 1992  | 1195        | Земский, Владимир Васильевич       | 1939—2004  | 1996-2000            | Генеральный секретарь СКБ ОДКБ                                                                        |
| 12 октября 1992  | 1195        | Земский, Владимир Васильевич       | 1939—2004  | 2000-2004            | Чрезвычайный и полномочный посол РФ в Мозамбике и Свазиленде (по совм.)                               |
| 13 октября 1992  | 1223        | Пацев, Александр Константинович    | 1936—2024  | 1990-1996            | Чрезвычайный и полномочный посол СССР, РФ в Омане                                                     |
| 13 октября 1992  | 1223        | Пацев, Александр Константинович    | 1936—2024  | 1997-1999            | Чрезвычайный и полномочный посол РФ в Узбекистане                                                     |
| 13 октября 1992  | 1223        | Пацев, Александр Константинович    | 1936—2024  | 1999-2003            | Чрезвычайный и полномочный посол РФ в Финляндии                                                       |
| 13 октября 1992  | 1224        | Гусаров, Евгений Петрович          | 1950—2002  | 1991                 | Начальник Управления по безопасности и сотрудничеству в Европе МИД СССР                               |
| 13 октября 1992  | 1224        | Гусаров, Евгений Петрович          | 1950—2002  | 1991-1992            | Начальник Управления (Департамента) Европы МИД РФ                                                     |
| 13 октября 1992  | 1224        | Гусаров, Евгений Петрович          | 1950—2002  | 1992-1997            | Чрезвычайный и полномочный посол РФ в ЮАР и Лесото (по совм.)                                         |
| 13 октября 1992  | 1224        | Гусаров, Евгений Петрович          | 1950—2002  | 1997-1998            | Директор 1-го Европейского департамента, Директор Департамента общеевропейского сотрудничества МИД РФ |
| 13 октября 1992  | 1224        | Гусаров, Евгений Петрович          | 1950—2002  | 1999-2002            | Заместитель министра иностранных дел РФ                                                               |
| 13 октября 1992  | 1225        | Головко, Евгений Николаевич        | р. 1951    | н/д                  | Чрезвычайный и полномочный посол РФ                                                                   |
| 13 октября 1992  | 1226        | Подражанец, Иосиф Николаевич       | р. 1936    | 1992-1993            | Директор Департамента Северной Америки МИД РФ                                                         |
| 13 октября 1992  | 1226        | Подражанец, Иосиф Николаевич       | р. 1936    | 1993-1998            | Чрезвычайный и полномочный посол РФ в Бразилии                                                        |
| 13 октября 1992  | 1226        | Подражанец, Иосиф Николаевич       | р. 1936    | 1995-1998            | Чрезвычайный и полномочный посол РФ в Суринаме (по совм.)                                             |
| 13 октября 1992  | 1227        | Бурляй, Ян Анастасьевич            | р. 1947    | 1991-1993            | Начальник Управления латиноамериканских стран МИД РФ                                                  |
| 13 октября 1992  | 1227        | Бурляй, Ян Анастасьевич            | р. 1947    | 1993-1996            | Чрезвычайный и полномочный посол РФ в Аргентине и Парагвае (по совм.)                                 |
| 13 октября 1992  | 1227        | Бурляй, Ян Анастасьевич            | р. 1947    | 2000-2005            | Чрезвычайный и полномочный посол РФ в Уругвае                                                         |
| 13 октября 1992  | 1227        | Бурляй, Ян Анастасьевич            | р. 1947    | 2008-2015            | Чрезвычайный и полномочный посол РФ в Эквадоре                                                        |
| 19 октября 1992  | 1268        | Астахов, Евгений Михайлович        | р. 1937    | 1990-1995            | Чрезвычайный и полномочный посол СССР, РФ в Никарагуа                                                 |
| 19 октября 1992  | 1268        | Астахов, Евгений Михайлович        | р. 1937    | 1991-1995            | Чрезвычайный и полномочный посол РФ в Гондурасе (по совм.)                                            |
| 19 октября 1992  | 1268        | Астахов, Евгений Михайлович        | р. 1937    | 1992-1995            | Чрезвычайный и полномочный посол РФ в Сальвадоре (по совм.)                                           |
| 19 октября 1992  | 1268        | Астахов, Евгений Михайлович        | р. 1937    | 1999-2000            | Чрезвычайный и полномочный посол РФ в Уругвае                                                         |
| 19 октября 1992  | 1268        | Астахов, Евгений Михайлович        | р. 1937    | 2000-2004            | Чрезвычайный и полномочный посол РФ в Аргентине и Парагвае (по совм.)                                 |
| 24 декабря 1992  | 1630        | Стегний, Петр Владимирович         | р. 1945    | 1992-1998            | Чрезвычайный и полномочный посол РФ в Кувейте                                                         |
| 24 декабря 1992  | 1630        | Стегний, Петр Владимирович         | р. 1945    | 1998-2003            | Директор Историко-документального департамента МИД РФ                                                 |
| 24 декабря 1992  | 1630        | Стегний, Петр Владимирович         | р. 1945    | 2003-2007            | Чрезвычайный и полномочный посол РФ в Турции                                                          |
| 24 декабря 1992  | 1630        | Стегний, Петр Владимирович         | р. 1945    | 2007-2011            | Чрезвычайный и полномочный посол РФ в Израиле                                                         |
| 27 января 1993   | 137         | Тарасов, Геннадий Павлович         | р. 1947    | 1990-1996            | Чрезвычайный и полномочный посол СССР, РФ в Саудовской Аравии                                         |
| 27 января 1993   | 137         | Тарасов, Геннадий Павлович         | р. 1947    | 1996-1998            | Директор Департамента информации и печати МИД РФ                                                      |
| 27 января 1993   | 137         | Тарасов, Геннадий Павлович         | р. 1947    | 1998-2002            | Чрезвычайный и полномочный посол РФ в Португалии                                                      |
| 27 января 1993   | 137         | Тарасов, Геннадий Павлович         | р. 1947    | 2002-2007            | Чрезвычайный и полномочный посол РФ в Израиле                                                         |
| 27 января 1993   | 137         | Тарасов, Геннадий Павлович         | р. 1947    | 2007-2008            | Посол по особым поручениям МИД РФ                                                                     |
| 28 января 1993   | 151         | Лейзаренко, Юрий Тимофеевич        | р. 1937    | 1993-1998            | Чрезвычайный и полномочный посол РФ в Габоне                                                          |
| 28 января 1993   | 153         | Быков, Дмитрий Васильевич          | р. 1925    | 1993-1998            | Посол по особым поручениям МИД РФ                                                                     |
| 8 февраля 1993   | 203         | Головин, Борис Вячеславович        | р. 1945    | 1993-1999            | Чрезвычайный и полномочный посол РФ в Уругвае                                                         |
| 24 апреля 1993   | 561         | Крылов, Сергей Борисович           | р. 1949    | 1992-1993            | Директор Департамента − исполнительный секретарь МИД РФ                                               |
| 24 апреля 1993   | 561         | Крылов, Сергей Борисович           | р. 1949    | 1993-1996            | Заместитель министра иностранных дел РФ                                                               |
| 24 апреля 1993   | 561         | Крылов, Сергей Борисович           | р. 1949    | 1996-1997            | Постоянный представитель РФ при отделении ООН в Женеве                                                |
| 24 апреля 1993   | 561         | Крылов, Сергей Борисович           | р. 1949    | 1997-2004            | Чрезвычайный и полномочный посол РФ в Германии                                                        |
| 30 апреля 1993   | 588         | Кеняйкин, Валерий Федорович        | р. 1946    | 1991-1994            | Начальник Кадровой службы МИД РФ                                                                      |
| 30 апреля 1993   | 588         | Кеняйкин, Валерий Федорович        | р. 1946    | 1994-1997            | Чрезвычайный и полномочный посол РФ в Италии и Сан-Марино (по совм.)                                  |
| 30 апреля 1993   | 588         | Кеняйкин, Валерий Федорович        | р. 1946    | 1997-2002            | Чрезвычайный и полномочный посол РФ в Румынии                                                         |
| 30 апреля 1993   | 588         | Кеняйкин, Валерий Федорович        | р. 1946    | 2002-2004            | Директор Департамента лингвистического обеспечения МИД РФ                                             |
| 30 апреля 1993   | 588         | Кеняйкин, Валерий Федорович        | р. 1946    | 2004-2006            | Посол по особым поручениям МИД РФ                                                                     |
| 30 апреля 1993   | 588         | Кеняйкин, Валерий Федорович        | р. 1946    | 2007-2011            | Директор ДСПО МИД РФ                                                                                  |
| 2 июня 1993      | 838         | Прошин, Юрий Александрович         | 1945—2011  | 1992-1998            | Начальник ГУ по обслуживанию дипкорпуса МИД РФ                                                        |
| 2 июня 1993      | 838         | Прошин, Юрий Александрович         | 1945—2011  | 1998-1999            | Заместитель министра иностранных дел РФ                                                               |
| 2 июня 1993      | 839         | Воробьев, Виталий Яковлевич        | 1944—2017  | 1993-1998            | Чрезвычайный и полномочный посол РФ в Малайзии и Брунее (по совм.)                                    |
| 2 июня 1993      | 839         | Воробьев, Виталий Яковлевич        | 1944—2017  | 2000-2001            | Спецпредставитель президента РФ по взаимодействию с Казахстаном, Кыргызстаном, Таджикистаном и КНР    |
| 2 июня 1993      | 839         | Воробьев, Виталий Яковлевич        | 1944—2017  | 2001-2006            | Спецпредставитель президента РФ по делам ШОС                                                          |
| 2 июня 1993      | 839         | Воробьев, Виталий Яковлевич        | 1944—2017  | 2001-2006            | Посол по особым поручениям МИД РФ                                                                     |
| 2 июня 1993      | 839         | Воробьев, Виталий Яковлевич        | 1944—2017  | 2007-2010            | Чрезвычайный и полномочный посол РФ на Филиппинах и в Палау (по совм.)                                |
| 17 сентября 1993 | 1378        | Торкунов, Анатолий Васильевич      | р. 1950    | С 1992               | Ректор МГИМО (У) МИД России                                                                           |
| 17 сентября 1993 | 1387        | Развин, Александр Алексеевич       | 1931—1998  | 1990-1993            | Заместитель постоянного представителя СССР, РФ при ООН                                                |
| 17 сентября 1993 | 1387        | Развин, Александр Алексеевич       | 1931—1998  | 1993-1997            | Директор Департамента службы переводов МИД РФ                                                         |
| 1 октября 1993   | 1523        | Третьяков, Сергей Михайлович       | 1950—2019  | 1993-1997            | Чрезвычайный и полномочный посол РФ в Иране                                                           |
| 1 октября 1993   | 1523        | Третьяков, Сергей Михайлович       | 1950—2019  | 1999-2011            | Заместитель директора 1-го Департамента стран СНГ МИД РФ                                              |
| 1 октября 1993   | 1523        | Третьяков, Сергей Михайлович       | 1950—2019  | 1999-2011            | Полпред РФ при генеральном секретаре СКБ ОДКБ (по совм.)                                              |
| 1 октября 1993   | 1524        | Кучук, Виталий Борисович           | 1933—2009  | 1990-1996            | Чрезвычайный и полномочный посол СССР, РФ на Филиппинах                                               |
| 1 октября 1993   | 1525        | Юхин, Владимир Владимирович        | р. 1945    | 1993-1998            | Чрезвычайный и полномочный посол РФ в Ботсване                                                        |
| 1 октября 1993   | 1526        | Мелихов, Игорь Александрович       | р. 1944    | 1993-1996            | Чрезвычайный и полномочный посол РФ в Катаре                                                          |
| 1 октября 1993   | 1526        | Мелихов, Игорь Александрович       | р. 1944    | 1996-2000            | Чрезвычайный и полномочный посол РФ в Саудовской Аравии                                               |
| 1 октября 1993   | 1526        | Мелихов, Игорь Александрович       | р. 1944    | 2004-2007            | Чрезвычайный и полномочный посол РФ в Нигерии                                                         |
| 1 октября 1993   | 1526        | Мелихов, Игорь Александрович       | р. 1944    | 2007-2015            | Зав. кафедрой дипломатии (до 2014), профессор МГИМО (У) МИД России                                    |
| 18 октября 1993  | 1650        | Аксенёнок, Александр Георгиевич    | р. 1942    | 1991-1995            | Чрезвычайный и полномочный посол СССР, РФ в Алжире                                                    |
| 18 октября 1993  | 1650        | Аксенёнок, Александр Георгиевич    | р. 1942    | 1995-1996            | Главный советник 1-го Европейского департамента МИД РФ                                                |
| 18 октября 1993  | 1650        | Аксенёнок, Александр Георгиевич    | р. 1942    | 1996-1998            | Посол по особым поручениям МИД РФ                                                                     |
| 18 октября 1993  | 1650        | Аксенёнок, Александр Георгиевич    | р. 1942    | 1998-2002            | Чрезвычайный и полномочный посол РФ в Словакии                                                        |
| 18 октября 1993  | 1651        | Новосельцев, Владимир Степанович   | 1938—2017  | 1986-1990            | Чрезвычайный и полномочный посол СССР в Сьерра-Леоне                                                  |
| 18 октября 1993  | 1651        | Новосельцев, Владимир Степанович   | 1938—2017  | 1991-1996            | Начальник управления комплексной безопасности МИД РФ                                                  |
| 18 октября 1993  | 1652        | Федосов, Геннадий Иванович         | р. 1937    | 1995-1998            | Чрезвычайный и полномочный посол РФ на Сейшельских Островах                                           |
| 18 октября 1993  | 1652        | Федосов, Геннадий Иванович         | р. 1937    | 1998-1999            | Посол по особым поручениям МИД РФ                                                                     |
| 18 октября 1993  | 1652        | Федосов, Геннадий Иванович         | р. 1937    | 1999-2003            | Чрезвычайный и полномочный посол РФ в Джибути                                                         |
| 18 октября 1993  | 1655        | Щиборин, Борис Алексеевич          | 1936—2021  | 1991-1996            | Чрезвычайный и полномочный посол СССР, РФ в Тунисе                                                    |
| 18 октября 1993  | 1656        | Иващенко, Игорь Георгиевич         | р. 1938    | 1991-1995            | Чрезвычайный и полномочный посол СССР, РФ в Йемене                                                    |
| 18 октября 1993  | 1656        | Иващенко, Игорь Георгиевич         | р. 1938    | 1995-1998            | Главный советник Департамента БВиСА МИД РФ                                                            |
| 18 октября 1993  | 1656        | Иващенко, Игорь Георгиевич         | р. 1938    | 1998-2004            | Чрезвычайный и полномочный посол РФ в Гвинее и Сьерра-Леоне (по совм.)                                |
| 18 октября 1993  | 1660        | Абдуллаев, Пулат Хабибович         | р. 1942    | 1991-1995            | Чрезвычайный и полномочный посол СССР, РФ в Джибути                                                   |
| 18 октября 1993  | 1660        | Абдуллаев, Пулат Хабибович         | р. 1942    | 1995-2000            | Главный советник Департамента безопасности МИД РФ                                                     |
| 18 октября 1993  | 1660        | Абдуллаев, Пулат Хабибович         | р. 1942    | 2000-2006            | Чрезвычайный и полномочный посол РФ в Камеруне и Экв. Гвинее (по совм.)                               |
| 9 ноября 1993    | 1853        | Рюриков, Дмитрий Борисович         | р. 1947    | 1991-1997            | Помощник президента РФ по международным вопросам                                                      |
| 9 ноября 1993    | 1853        | Рюриков, Дмитрий Борисович         | р. 1947    | 1999-2003            | Чрезвычайный и полномочный посол РФ в Узбекистане                                                     |
| 9 ноября 1993    | 1853        | Рюриков, Дмитрий Борисович         | р. 1947    | 2003-2007            | Чрезвычайный и полномочный посол РФ в Дании                                                           |
| 9 ноября 1993    | 1856        | Шевченко, Владимир Николаевич      | р. 1939    | 1990-1991            | Руководитель Службы протокола аппарата президента СССР                                                |
| 9 ноября 1993    | 1856        | Шевченко, Владимир Николаевич      | р. 1939    | 1992-1995            | Руководитель Службы протокола администрации президента РФ                                             |
| 9 ноября 1993    | 1856        | Шевченко, Владимир Николаевич      | р. 1939    | 1995-1998            | Руководитель протокола президента РФ − помощник президента РФ                                         |
| 9 ноября 1993    | 1856        | Шевченко, Владимир Николаевич      | р. 1939    | 1998-2000            | Заместитель главы администрации президента РФ − руководитель протокола президента РФ                  |
| 9 ноября 1993    | 1856        | Шевченко, Владимир Николаевич      | р. 1939    | 2000-2011            | Советник президента Российской Федерации                                                              |
| 10 ноября 1993   | 1882        | Яковлев, Игорь Иванович            | 1934—2013  | 1994-1998            | Чрезвычайный и полномочный посол РФ на Ямайке                                                         |
| 10 ноября 1993   | 1882        | Яковлев, Игорь Иванович            | 1934—2013  | 1994-1998            | Чрезвычайный и полномочный посол РФ в Антигуа и Барбуде (по совм.)                                    |
| 19 ноября 1993   | 1945        | Корнеев, Владимир Владимирович     | 1940—2007  | 1989-1991            | Чрезвычайный и полномочный посол СССР в Сомали                                                        |
| 19 ноября 1993   | 1945        | Корнеев, Владимир Владимирович     | 1940—2007  | 1991-1996            | Чрезвычайный и полномочный посол СССР, РФ в Мозамбике                                                 |
| 24 января 1994   | 182         | Караханов, Тигран Александрович    | 1944—2015  | 1994-1998            | Чрезвычайный и полномочный посол РФ в Мавритании                                                      |
| 24 января 1994   | 182         | Караханов, Тигран Александрович    | 1944—2015  | 1998-2002            | Чрезвычайный и полномочный посол РФ в Словении                                                        |
| 24 января 1994   | 183         | Кудрявцев, Эдуард Викторович       | 1931—2022  | 1989-1995            | Заместитель постоянного представителя РФ при ООН                                                      |
| 24 января 1994   | 184         | Кадакин, Александр Михайлович      | 1949—2017  | 1993-1997            | Чрезвычайный и полномочный посол РФ в Непале                                                          |
| 24 января 1994   | 184         | Кадакин, Александр Михайлович      | 1949—2017  | 1997-1999            | Директор Департамента лингвистического обеспечения МИД РФ                                             |
| 24 января 1994   | 184         | Кадакин, Александр Михайлович      | 1949—2017  | 1999-2004, 2009-2017 | Чрезвычайный и полномочный посол РФ в Индии                                                           |
| 24 января 1994   | 184         | Кадакин, Александр Михайлович      | 1949—2017  | 2004-2005            | Посол по особым поручениям МИД РФ                                                                     |
| 24 января 1994   | 184         | Кадакин, Александр Михайлович      | 1949—2017  | 2005-2009            | Чрезвычайный и полномочный посол РФ в Швеции                                                          |
| 24 января 1994   | 185         | Шевченко, Эдуард Степанович        | р. 1939    | 1992-1997            | Чрезвычайный и полномочный посол РФ в Бангладеш                                                       |
| 24 января 1994   | 185         | Шевченко, Эдуард Степанович        | р. 1939    | 1997-2000            | Начальник Управления межпарламентских связей Аппарата ГД                                              |
| 24 января 1994   | 185         | Шевченко, Эдуард Степанович        | р. 1939    | 2000-2004            | Чрезвычайный и полномочный посол РФ в Пакистане                                                       |
| 24 января 1994   | 186         | Кутовой, Евгений Георгиевич        | р. 1932    | С 1990               | Профессор Дипломатической академии МИД РФ                                                             |
| 1 апреля 1994    | 618         | Шабанников, Геннадий Иванович      | 1939—2006  | 1993-1997            | Главный советник Департамента по вопросам разоружения МИД РФ                                          |
| 1 апреля 1994    | 618         | Шабанников, Геннадий Иванович      | 1939—2006  | 1999                 | Главный советник 2-го Департамента Азии МИД РФ                                                        |
| 1 апреля 1994    | 618         | Шабанников, Геннадий Иванович      | 1939—2006  | 1999-2004            | Чрезвычайный и полномочный посол РФ в Новой Зеландии                                                  |
| 1 апреля 1994    | 618         | Шабанников, Геннадий Иванович      | 1939—2006  | 1999-2004            | Чрезвычайный и полномочный посол РФ в Самоа и Тонга (по совм.)                                        |
| 20 июня 1994     | 1287        | Ястржембский, Сергей Владимирович  | р. 1953    | 1992-1993            | Директор Департамента информации и печати МИД РФ                                                      |
| 20 июня 1994     | 1287        | Ястржембский, Сергей Владимирович  | р. 1953    | 1993-1996            | Чрезвычайный и полномочный посол РФ в Словакии                                                        |
| 20 июня 1994     | 1287        | Ястржембский, Сергей Владимирович  | р. 1953    | 2004-2008            | Помощник президента РФ, спецпредставитель по развитию отношений с ЕС                                  |
| 20 июня 1994     | 1288        | Облов, Александр Степанович        | 1934—2017  | 1993-1999            | Посол по особым поручениям МИД РФ                                                                     |
| 20 июня 1994     | 1288        | Облов, Александр Степанович        | 1934—2017  | 1999-2004            | Чрезвычайный и полномочный посол РФ в Эритрее                                                         |
| 20 июня 1994     | 1289        | Трифонов, Виктор Иванович          | р. 1937    | 1990-1994            | Чрезвычайный и полномочный посол СССР, РФ на Маврикии                                                 |
| 20 июня 1994     | 1524        | Михайлов, Евгений Николаевич       | р. 1947    | 1991-1994            | Генеральный консул СССР, РФ в Мазари-Шарифе, Афганистан                                               |
| 20 июня 1994     | 1524        | Михайлов, Евгений Николаевич       | р. 1947    | 1994-1996            | Чрезвычайный и полномочный посол РФ на Мальте                                                         |
| 20 июня 1994     | 1524        | Михайлов, Евгений Николаевич       | р. 1947    | 1996-1998            | Полномочный представитель президента РФ по Таджикистану                                               |
| 20 июня 1994     | 1524        | Михайлов, Евгений Николаевич       | р. 1947    | 1998-2001            | Чрезвычайный и полномочный посол РФ в Ирландии                                                        |
| 20 июня 1994     | 1524        | Михайлов, Евгений Николаевич       | р. 1947    | 2002-2012            | Постоянный представитель РФ при ЕврАзЭС                                                               |
| 6 августа 1994   | 1659        | Белый, Михаил Михайлович           | р. 1945    | 1992-1994            | Начальник Управления (Деп-та) Азиатско-Тихоокеанского региона МИД РФ                                  |
| 6 августа 1994   | 1659        | Белый, Михаил Михайлович           | р. 1945    | 1994                 | Директор 1-го Департамента Азии МИД РФ                                                                |
| 6 августа 1994   | 1659        | Белый, Михаил Михайлович           | р. 1945    | 1994-1999            | Чрезвычайный и полномочный посол РФ в Сингапуре                                                       |
| 6 августа 1994   | 1659        | Белый, Михаил Михайлович           | р. 1945    | 1999-2004            | Директор 2-го Департамента Азии МИД РФ                                                                |
| 6 августа 1994   | 1659        | Белый, Михаил Михайлович           | р. 1945    | 2004-2007            | Чрезвычайный и полномочный посол РФ в Индонезии                                                       |
| 6 августа 1994   | 1659        | Белый, Михаил Михайлович           | р. 1945    | 2004-2007            | Чрезвычайный и полномочный посол РФ в Кирибати, Вост. Тиморе и Папуа − Новой Гвинее (по совм.)        |
| 6 августа 1994   | 1659        | Белый, Михаил Михайлович           | р. 1945    | 2006-2012            | Чрезвычайный и полномочный посол РФ в Японии                                                          |
| 4 октября 1994   | 1979        | Рудов, Георгий Алексеевич          | 1939—2021  | 1980-1986            | Генеральный консул СССР в Кракове, ПНР                                                                |
| 4 октября 1994   | 1979        | Рудов, Георгий Алексеевич          | 1939—2021  | 1990-1993            | Чрезвычайный и полномочный посол СССР, РФ в Лаосе                                                     |
| 4 октября 1994   | 1979        | Рудов, Георгий Алексеевич          | 1939—2021  | 1997-2002            | Чрезвычайный и полномочный посол РФ в Кыргызстане                                                     |
| 5 декабря 1994   | 2156        | Никифоров, Алексей Леонидович      | р. 1937    | 1994-1997            | Чрезвычайный и полномочный посол РФ в Словении                                                        |
| 5 декабря 1994   | 2156        | Никифоров, Алексей Леонидович      | р. 1937    | 1997-2001            | Чрезвычайный и полномочный посол РФ в Швеции                                                          |
| 29 декабря 1994  | 2223        | Федотов, Михаил Александрович      | р. 1949    | 1993-1998            | Постоянный представитель РФ при ЮНЕСКО                                                                |
| 29 декабря 1994  | 2242        | Нерубайло, Виктор Ефимович         | 1934—2000  | 1991-1996            | Чрезвычайный и полномочный посол СССР, РФ в Албании                                                   |
| 28 февраля 1995  | 223         | Алексеев, Рудольф Фёдорович        | р. 1940    | 1995-1999            | Чрезвычайный и полномочный посол РФ в Уганде                                                          |
| 2 марта 1995     | 234         | Сидоров, Василий Сергеевич         | 1945—2020  | 1995-1998            | Заместитель министра иностранных дел РФ                                                               |
| 2 марта 1995     | 234         | Сидоров, Василий Сергеевич         | 1945—2020  | 1997-2001            | Постоянный представитель РФ при отделении ООН в Женеве                                                |
| 2 марта 1995     | 234         | Сидоров, Василий Сергеевич         | 1945—2020  | 1998-2001            | Постпред РФ при Конференции по разоружению в Женеве (по совм.)                                        |
| 2 марта 1995     | 235         | Карасин, Григорий Борисович        | р. 1949    | 1992-1993            | Начальник управления Департамента Африки и Ближнего Востока МИД РФ                                    |
| 2 марта 1995     | 235         | Карасин, Григорий Борисович        | р. 1949    | 1993-1996            | Директор Департамента информации и печати МИД РФ                                                      |
| 2 марта 1995     | 235         | Карасин, Григорий Борисович        | р. 1949    | 1996-2000            | Заместитель министра иностранных дел РФ                                                               |
| 2 марта 1995     | 235         | Карасин, Григорий Борисович        | р. 1949    | 2000-2005            | Чрезвычайный и полномочный посол РФ в Великобритании                                                  |
| 2 марта 1995     | 235         | Карасин, Григорий Борисович        | р. 1949    | 2005-2019            | Статс-секретарь − заместитель министра иностранных дел РФ                                             |
| 2 марта 1995     | 235         | Карасин, Григорий Борисович        | р. 1949    | С 2019               | Сенатор Российской Федерации                                                                          |
| 2 марта 1995     | 235         | Карасин, Григорий Борисович        | р. 1949    | С 2021               | Председатель Комитета СФ по международным делам                                                       |
| 22 мая 1995      | 511         | Амбарцумов, Евгений Аршакович      | 1929—2010  | 1994-1999            | Чрезвычайный и полномочный посол РФ в Мексике и Белизе (по совм.)                                     |
| 26 мая 1995      | 526         | Костиков, Вячеслав Васильевич      | р. 1940    | 1995-1996            | Представитель РФ при Ватикане и Мальтийском ордене (по совм.)                                         |
| 18 июля 1995     | 710         | Лощинин, Валерий Васильевич        | 1940—2023  | 1995-1996            | Директор 2-го Европейского департамента МИД РФ                                                        |
| 18 июля 1995     | 710         | Лощинин, Валерий Васильевич        | 1940—2023  | 1996-1999            | Чрезвычайный и полномочный посол РФ в Беларуси                                                        |
| 18 июля 1995     | 710         | Лощинин, Валерий Васильевич        | 1940—2023  | 1999-2001            | Постпред РФ при международных организациях в Вене                                                     |
| 18 июля 1995     | 710         | Лощинин, Валерий Васильевич        | 1940—2023  | 2001                 | Заместитель министра иностранных дел РФ                                                               |
| 18 июля 1995     | 710         | Лощинин, Валерий Васильевич        | 1940—2023  | 2001-2002            | Статс-секретарь − заместитель министра иностранных дел РФ                                             |
| 18 июля 1995     | 710         | Лощинин, Валерий Васильевич        | 1940—2023  | 2002                 | Специальный представитель президента РФ                                                               |
| 18 июля 1995     | 710         | Лощинин, Валерий Васильевич        | 1940—2023  | 2002-2004            | Статс-секретарь − первый заместитель министра иностранных дел РФ                                      |
| 18 июля 1995     | 710         | Лощинин, Валерий Васильевич        | 1940—2023  | 2004-2005            | Первый заместитель министра иностранных дел РФ                                                        |
| 18 июля 1995     | 710         | Лощинин, Валерий Васильевич        | 1940—2023  | 2005-2011            | Постпред РФ при отделении ООН в Женеве                                                                |
| 18 июля 1995     | 710         | Лощинин, Валерий Васильевич        | 1940—2023  | 2005-2011            | Постпред РФ при Конференции по разоружению в Женеве (по совм.)                                        |
| 18 июля 1995     | 711         | Подцероб, Алексей Борисович        | р. 1943    | 1992-1996            | Чрезвычайный и полномочный посол РФ в Ливии                                                           |
| 18 июля 1995     | 711         | Подцероб, Алексей Борисович        | р. 1943    | 2000-2006            | Чрезвычайный и полномочный посол РФ в Тунисе                                                          |
| 18 июля 1995     | 712         | Тюрденев, Владимир Львович         | р. 1949    | 1992-1995            | Начальник управления (Деп-та) Центральной и Южной Америки МИД РФ                                      |
| 18 июля 1995     | 712         | Тюрденев, Владимир Львович         | р. 1949    | 1995-1996            | Директор Латиноамериканского департамента МИД РФ                                                      |
| 18 июля 1995     | 712         | Тюрденев, Владимир Львович         | р. 1949    | 1996-2000            | Чрезвычайный и полномочный посол РФ в Аргентине и Парагвае (по совм.)                                 |
| 18 июля 1995     | 712         | Тюрденев, Владимир Львович         | р. 1949    | 2000-2004            | Директор 2-го Департамента стран СНГ МИД РФ                                                           |
| 18 июля 1995     | 712         | Тюрденев, Владимир Львович         | р. 1949    | 2004-2009            | Чрезвычайный и полномочный посол РФ в Бразилии и Суринаме (по совм.)                                  |
| 18 июля 1995     | 712         | Тюрденев, Владимир Львович         | р. 1949    | 2009-2021            | Чрезвычайный и полномочный посол РФ в Узбекистане                                                     |
| 18 июля 1995     | 713         | Кисляк, Сергей Иванович            | р. 1950    | 1993-1995            | Директор Департамента по научному и техническому сотрудничеству МИД РФ                                |
| 18 июля 1995     | 713         | Кисляк, Сергей Иванович            | р. 1950    | 1995-1998            | Директор Департамента по вопросам разоружения МИД РФ                                                  |
| 18 июля 1995     | 713         | Кисляк, Сергей Иванович            | р. 1950    | 1998-2003            | Чрезвычайный и полномочный посол РФ в Бельгии                                                         |
| 18 июля 1995     | 713         | Кисляк, Сергей Иванович            | р. 1950    | 1998-2003            | Постоянный представитель РФ при НАТО                                                                  |
| 18 июля 1995     | 713         | Кисляк, Сергей Иванович            | р. 1950    | 2003-2008            | Заместитель министра иностранных дел РФ                                                               |
| 18 июля 1995     | 713         | Кисляк, Сергей Иванович            | р. 1950    | 2008-2017            | Чрезвычайный и полномочный посол РФ в США                                                             |
| 18 июля 1995     | 713         | Кисляк, Сергей Иванович            | р. 1950    | C 2017               | Первый заместитель председателя Комитета СФ по международным делам                                    |
| 18 июля 1995     | 714         | Кузьмин, Александр Иванович        | 1941—2022  | 1992-1998            | Чрезвычайный и полномочный посол РФ в Судане                                                          |
| 4 сентября 1995  | 895         | Егошкин, Валерий Евгеньевич        | р. 1944    | 1995-1999            | Чрезвычайный и полномочный посол РФ в Алжире                                                          |
| 4 сентября 1995  | 895         | Егошкин, Валерий Евгеньевич        | р. 1944    | 1999-2002            | Чрезвычайный и полномочный посол РФ в Югославии                                                       |
| 4 сентября 1995  | 895         | Егошкин, Валерий Евгеньевич        | р. 1944    | 2002-2005            | Посол по особым поручениям МИД РФ                                                                     |
| 4 сентября 1995  | 895         | Егошкин, Валерий Евгеньевич        | р. 1944    | 2005-2010            | Чрезвычайный и полномочный посол РФ в Кении                                                           |
| 13 сентября 1995 | 932         | Дурдыев, Тахир Бяшимович           | р. 1937    | 1987-1991            | Чрезвычайный и полномочный посол СССР в Боливии                                                       |
| 13 сентября 1995 | 932         | Дурдыев, Тахир Бяшимович           | р. 1937    | 1995-1999            | Чрезвычайный и полномочный посол РФ в Гайане и Тринидаде и Тобаго (по совм.)                          |
| 21 сентября 1995 | 959         | Кузьмин, Эдуард Леонидович         | р. 1941    | 1991-1995            | Чрезвычайный и полномочный посол СССР, РФ в Уганде                                                    |
| 21 сентября 1995 | 959         | Кузьмин, Эдуард Леонидович         | р. 1941    | 1995                 | Посол по особым поручениям МИД РФ                                                                     |
| 21 сентября 1995 | 959         | Кузьмин, Эдуард Леонидович         | р. 1941    | 1995-1996            | Доцент кафедры международного права Дипломатической академии МИД РФ                                   |
| 21 сентября 1995 | 959         | Кузьмин, Эдуард Леонидович         | р. 1941    | 1996-1997            | Начальник Управления межпарламентских связей Аппарата ГД                                              |
| 21 сентября 1995 | 959         | Кузьмин, Эдуард Леонидович         | р. 1941    | 1997-1999            | Директор ДСПО МИД РФ                                                                                  |
| 21 сентября 1995 | 959         | Кузьмин, Эдуард Леонидович         | р. 1941    | 1999-2004            | Чрезвычайный и полномочный посол РФ в Хорватии                                                        |
| 24 октября 1995  | 1066        | Дмитриев, Андрей Викторович        | 1941—2013  | 1995-1999            | Чрезвычайный и полномочный посол РФ в Никарагуа                                                       |
| 24 октября 1995  | 1066        | Дмитриев, Андрей Викторович        | 1941—2013  | 1995-1999            | Чрезвычайный и полномочный посол РФ в Гондурасе и Сальвадоре (по совм.)                               |
| 24 октября 1995  | 1066        | Дмитриев, Андрей Викторович        | 1941—2013  | 1999-2000            | Директор Латиноамериканского департамента МИД РФ                                                      |
| 24 октября 1995  | 1066        | Дмитриев, Андрей Викторович        | 1941—2013  | 2000-2008            | Чрезвычайный и полномочный посол РФ на Кубе и в Барбадосе (по совм.)                                  |
| 24 октября 1995  | 1066        | Дмитриев, Андрей Викторович        | 1941—2013  | 2006-2008            | Чрезвычайный и полномочный посол РФ на Багамских Островах (по совм.)                                  |
| 10 ноября 1995   | 1122        | Лебедев, Игорь Владимирович        | 1945—2006  | 1994-1998            | Директор Историко-документального департамента МИД РФ                                                 |
| 10 ноября 1995   | 1122        | Лебедев, Игорь Владимирович        | 1945—2006  | 1998-2002            | Генеральный консул РФ в Монреале, Канада                                                              |
| 10 ноября 1995   | 1122        | Лебедев, Игорь Владимирович        | 1945—2006  | 2005-2006            | Чрезвычайный и полномочный посол РФ на Ямайке                                                         |
| 10 ноября 1995   | 1122        | Лебедев, Игорь Владимирович        | 1945—2006  | 2005-2006            | Чрезвычайный и полномочный посол РФ в Антигуа и Барбуде, Доминике (по совм.)                          |
| 10 ноября 1995   | 1123        | Кривоногов, Олег Викторович        | 1938—2021  | 1994-1997            | Директор 1-го Европейского департамента МИД РФ                                                        |
| 10 ноября 1995   | 1123        | Кривоногов, Олег Викторович        | 1938—2021  | 1997-2001            | Чрезвычайный и полномочный посол РФ в Люксембурге                                                     |
| 10 ноября 1995   | 1124        | Скотников, Леонид Алексеевич       | р. 1951    | 1991-1992, 1998-2001 | Директор Правового департамента МИД РФ                                                                |
| 10 ноября 1995   | 1124        | Скотников, Леонид Алексеевич       | р. 1951    | 1992-1998            | Чрезвычайный и полномочный посол РФ в Нидерландах                                                     |
| 10 ноября 1995   | 1124        | Скотников, Леонид Алексеевич       | р. 1951    | 2001-2005            | Постоянный представитель РФ при отделении ООН в Женеве                                                |
| 10 ноября 1995   | 1124        | Скотников, Леонид Алексеевич       | р. 1951    | 2006-2015            | Судья Международного суда ООН                                                                         |
| 10 ноября 1995   | 1125        | Ушаков, Юрий Викторович            | р. 1947    | 1992-1996            | Директор Департамента общеевропейского сотрудничества МИД РФ                                          |
| 10 ноября 1995   | 1125        | Ушаков, Юрий Викторович            | р. 1947    | 1996-1998            | Постоянный представитель РФ при ОБСЕ                                                                  |
| 10 ноября 1995   | 1125        | Ушаков, Юрий Викторович            | р. 1947    | 1998-1999            | Заместитель министра иностранных дел РФ                                                               |
| 10 ноября 1995   | 1125        | Ушаков, Юрий Викторович            | р. 1947    | 1998-2008            | Чрезвычайный и полномочный посол РФ в США                                                             |
| 10 ноября 1995   | 1125        | Ушаков, Юрий Викторович            | р. 1947    | С 2012               | Помощник президента РФ по внешнеполитическим вопросам                                                 |
| 10 ноября 1995   | 1126        | Виноградов, Василий Валентинович   | р. 1948    | 1991-1997            | Директор Департамента консульской службы МИД РФ                                                       |
| 19 июля 1996     | 1047        | Примаков, Евгений Максимович       | 1929—2015  | 1996-1998            | Министр иностранных дел Российской Федерации                                                          |
| 19 июля 1996     | 1047        | Примаков, Евгений Максимович       | 1929—2015  | 1998-1999            | Председатель Правительства Российской Федерации                                                       |
| 25 июля 1996     | 1098        | Кузнецов, Иван Андреевич           | 1937—2021  | 1990-1996            | Генеральный консул СССР, РФ в Нью-Йорке, США                                                          |
| 25 июля 1996     | 1098        | Кузнецов, Иван Андреевич           | 1937—2021  | 1996-1997            | Заместитель министра иностранных дел РФ                                                               |
| 25 июля 1996     | 1099        | Зубаков, Юрий Антонович            | 1943—2022  | 1996-1998            | Заместитель министра иностранных дел РФ                                                               |
| 25 июля 1996     | 1099        | Зубаков, Юрий Антонович            | 1943—2022  | 1999-2003            | Чрезвычайный и полномочный посол РФ в Литве                                                           |
| 25 июля 1996     | 1099        | Зубаков, Юрий Антонович            | 1943—2022  | 2003-2004            | Чрезвычайный и полномочный посол РФ в Молдове                                                         |
| 8 августа 1996   | 1145        | Сафонов, Леонид Алексеевич         | 1947—2019  | 1994-1996            | Директор Департамента Африки МИД РФ                                                                   |
| 8 августа 1996   | 1145        | Сафонов, Леонид Алексеевич         | 1947—2019  | 1996-2001            | Чрезвычайный и полномочный посол РФ в Зимбабве и Малави (по совм.)                                    |
| 8 августа 1996   | 1145        | Сафонов, Леонид Алексеевич         | 1947—2019  | 2001-2002            | Посол по особым поручениям МИД РФ                                                                     |
| 8 августа 1996   | 1145        | Сафонов, Леонид Алексеевич         | 1947—2019  | 2002-2004            | Директор Департамента безопасности МИД РФ                                                             |
| 8 августа 1996   | 1145        | Сафонов, Леонид Алексеевич         | 1947—2019  | 2004-2010            | Чрезвычайный и полномочный посол РФ в Танзании                                                        |
| 30 августа 1996  | 1287        | Алексеев, Александр Юрьевич        | р. 1946    | 1992-1993            | Начальник управления Департамента Западной и Южной Азии МИД РФ                                        |
| 30 августа 1996  | 1287        | Алексеев, Александр Юрьевич        | р. 1946    | 1993-1998            | Чрезвычайный и полномочный посол РФ в Пакистане                                                       |
| 30 августа 1996  | 1287        | Алексеев, Александр Юрьевич        | р. 1946    | 1998-2001            | Директор 3-го Департамента Азии МИД РФ                                                                |
| 30 августа 1996  | 1287        | Алексеев, Александр Юрьевич        | р. 1946    | 2001-2004            | Постоянный представитель РФ при ОБСЕ                                                                  |
| 30 августа 1996  | 1287        | Алексеев, Александр Юрьевич        | р. 1946    | 2004-2007            | Заместитель министра иностранных дел РФ                                                               |
| 30 августа 1996  | 1287        | Алексеев, Александр Юрьевич        | р. 1946    | 2007-2015            | Постоянный представитель РФ при Совете Европы                                                         |
| 29 октября 1996  | 1502        | Ткаченко, Виктор Александрович     | р. 1939    | 1991-1997            | Чрезвычайный и полномочный посол СССР, РФ в Перу                                                      |
| 29 октября 1996  | 1503        | Блохин, Александр Викторович       | р. 1951    | 1993-1995            | Директор ДСПО МИД РФ                                                                                  |
| 29 октября 1996  | 1503        | Блохин, Александр Викторович       | р. 1951    | 1995-2000            | Чрезвычайный и полномочный посол РФ в Азербайджане                                                    |
| 29 октября 1996  | 1503        | Блохин, Александр Викторович       | р. 1951    | 2002-2005            | Чрезвычайный и полномочный посол РФ в Беларуси                                                        |
| 29 октября 1996  | 1503        | Блохин, Александр Викторович       | р. 1951    | 2005-2010            | Чрезвычайный и полномочный посол РФ в Австралии                                                       |
| 29 октября 1996  | 1503        | Блохин, Александр Викторович       | р. 1951    | 2006-2010            | Чрезвычайный и полномочный посол РФ в Фиджи, Вануату и Науру (по совм.)                               |
| 29 октября 1996  | 1503        | Блохин, Александр Викторович       | р. 1951    | 2011-2023            | Чрезвычайный и полномочный посол РФ в Туркменистане                                                   |
| 29 октября 1996  | 1504        | Емельянов, Михаил Павлович         | 1933—2021  | 1989-1992            | Проректор по кадрам Дипломатической академии МИД СССР / России                                        |
| 29 октября 1996  | 1504        | Емельянов, Михаил Павлович         | 1933—2021  | 1992-1998            | Чрезвычайный и полномочный посол РФ в Эквадоре                                                        |
| 2 ноября 1996    | 1524        | Драчевский, Леонид Вадимович       | р. 1942    | 1993-1996            | Начальник Управления, директор 1-го Департамента стран СНГ МИД РФ                                     |
| 2 ноября 1996    | 1524        | Драчевский, Леонид Вадимович       | р. 1942    | 1996-1998            | Чрезвычайный и полномочный посол РФ в Польше                                                          |
| 2 ноября 1996    | 1524        | Драчевский, Леонид Вадимович       | р. 1942    | 1998-1999            | Заместитель министра иностранных дел РФ                                                               |
| 2 ноября 1996    | 1524        | Драчевский, Леонид Вадимович       | р. 1942    | 1999-2000            | Министр Российской Федерации по делам СНГ                                                             |
| 12 ноября 1996   | 1541        | Рябов, Николай Тимофеевич          | р. 1946    | 1996-2000            | Чрезвычайный и полномочный посол РФ в Чехии                                                           |
| 12 ноября 1996   | 1541        | Рябов, Николай Тимофеевич          | р. 1946    | 2000-2004            | Чрезвычайный и полномочный посол РФ в Азербайджане                                                    |
| 12 ноября 1996   | 1541        | Рябов, Николай Тимофеевич          | р. 1946    | 2004-2007            | Чрезвычайный и полномочный посол РФ в Молдове                                                         |
| 11 декабря 1996  | 1666        | Студенников, Игорь Иванович        | р. 1940    | 1992-1998            | Чрезвычайный и полномочный посол РФ в Гвинее и Сьерра-Леоне (по совм.)                                |
| 11 декабря 1996  | 1666        | Студенников, Игорь Иванович        | р. 1940    | 1998-2001            | И. о. директора, директор Департамента Африки МИД РФ                                                  |
| 11 декабря 1996  | 1666        | Студенников, Игорь Иванович        | р. 1940    | 2001-2004            | Чрезвычайный и полномочный посол РФ в Латвии                                                          |
| 11 декабря 1996  | 1667        | Гогитидзе, Виктор Юрьевич          | 1952—2014  | 1994-1999            | Чрезвычайный и полномочный посол РФ в Сирии                                                           |
| 16 апреля 1997   | 368         | Бочарников, Михаил Николаевич      | р. 1948    | 1992-1996            | Чрезвычайный и полномочный посол РФ в Замбии                                                          |
| 16 апреля 1997   | 368         | Бочарников, Михаил Николаевич      | р. 1948    | 1996-1998            | Директор Департамента Африки МИД РФ                                                                   |
| 16 апреля 1997   | 368         | Бочарников, Михаил Николаевич      | р. 1948    | 1999-2003            | Чрезвычайный и полномочный посол РФ в Греции                                                          |
| 16 апреля 1997   | 368         | Бочарников, Михаил Николаевич      | р. 1948    | 2003-2006            | Посол по особым поручениям МИД РФ                                                                     |
| 16 апреля 1997   | 368         | Бочарников, Михаил Николаевич      | р. 1948    | 2006-2018            | Чрезвычайный и полномочный посол РФ в Казахстане                                                      |
| 16 апреля 1997   | 368         | Бочарников, Михаил Николаевич      | р. 1948    | 2018-2023            | Чрезвычайный и полномочный посол РФ в Азербайджане                                                    |
| 3 июня 1997      | 547         | Афанасьев, Евгений Владимирович    | р. 1947    | 1994-1997, 2001-2004 | Директор 1-го Департамента Азии МИД РФ                                                                |
| 3 июня 1997      | 547         | Афанасьев, Евгений Владимирович    | р. 1947    | 1997-2001            | Чрезвычайный и полномочный посол РФ в Республике Корея                                                |
| 3 июня 1997      | 547         | Афанасьев, Евгений Владимирович    | р. 1947    | 2004-2010            | Чрезвычайный и полномочный посол РФ в Таиланде                                                        |
| 3 июня 1997      | 547         | Афанасьев, Евгений Владимирович    | р. 1947    | 2010-2012            | Директор Департамента кадров МИД РФ                                                                   |
| 3 июня 1997      | 547         | Афанасьев, Евгений Владимирович    | р. 1947    | 2012-2018            | Чрезвычайный и полномочный посол РФ в Японии                                                          |
| 12 сентября 1997 | 1017        | Цвигун, Михаил Семёнович           | 1944—2016  | 1995-1999            | Чрезвычайный и полномочный посол РФ в Джибути                                                         |
| 12 сентября 1997 | 1017        | Цвигун, Михаил Семёнович           | 1944—2016  | 2003-2009            | Чрезвычайный и полномочный посол РФ в Конго                                                           |
| 12 сентября 1997 | 1018        | Матвиенко, Валентина Ивановна      | р. 1949    | 1991-1994            | Чрезвычайный и полномочный посол СССР, РФ на Мальте                                                   |
| 12 сентября 1997 | 1018        | Матвиенко, Валентина Ивановна      | р. 1949    | 1994-1995            | Посол по особым поручениям МИД РФ                                                                     |
| 12 сентября 1997 | 1018        | Матвиенко, Валентина Ивановна      | р. 1949    | 1995-1997            | Директор ДСПО МИД РФ                                                                                  |
| 12 сентября 1997 | 1018        | Матвиенко, Валентина Ивановна      | р. 1949    | 1997-1998            | Чрезвычайный и полномочный посол РФ в Греции                                                          |
| 12 сентября 1997 | 1018        | Матвиенко, Валентина Ивановна      | р. 1949    | С 2011               | Председатель Совета Федерации                                                                         |
| 12 сентября 1997 | 1019        | Спирин, Юрий Алексеевич            | р. 1939    | 1993-1998            | Чрезвычайный и полномочный посол РФ в Заире (с 1997 − ДР Конго)                                       |
| 12 сентября 1997 | 1019        | Спирин, Юрий Алексеевич            | р. 1939    | 2002-2004            | Генеральный консул РФ в Антверпене, Бельгия                                                           |
| 17 ноября 1997   | 1236        | Белов, Евгений Владимирович        | 1942—2015  | 1996-2000            | Чрезвычайный и полномочный посол РФ в Таджикистане                                                    |
| 17 ноября 1997   | 1236        | Белов, Евгений Владимирович        | 1942—2015  | 2000-2003            | Директор ДСПО МИД РФ                                                                                  |
| 17 ноября 1997   | 1236        | Белов, Евгений Владимирович        | 1942—2015  | 2003-2009            | Постоянный представитель Российской Федерации при СНГ                                                 |
| 6 февраля 1998   | 140         | Картузов, Николай Васильевич       | 1943—2004  | 1994-1999            | Чрезвычайный и полномочный посол РФ в Ираке                                                           |
| 6 февраля 1998   | 140         | Картузов, Николай Васильевич       | 1943—2004  | 1999-2002            | Посол по особым поручениям МИД РФ                                                                     |
| 6 февраля 1998   | 140         | Картузов, Николай Васильевич       | 1943—2004  | 2002-2004            | Чрезвычайный и полномочный посол РФ в Египте                                                          |
| 17 апреля 1998   | 400         | Прохоров, Евгений Маратович        | 1952—1998  | 1992-1994            | Директор Правового департамента МИД РФ                                                                |
| 17 апреля 1998   | 400         | Прохоров, Евгений Маратович        | 1952—1998  | 1994-1996            | Генеральный консул РФ в Страсбурге, Франция                                                           |
| 17 апреля 1998   | 400         | Прохоров, Евгений Маратович        | 1952—1998  | 1996-1998            | Постоянный представитель РФ при Совете Европы                                                         |
| 17 апреля 1998   | 401         | Средин, Василий Дмитриевич         | 1948—2002  | 1997-1998            | Директор Департамента Северной Америки МИД РФ                                                         |
| 17 апреля 1998   | 401         | Средин, Василий Дмитриевич         | 1948—2002  | 1998-2001            | Статс-секретарь − заместитель министра иностранных дел РФ                                             |
| 17 апреля 1998   | 401         | Средин, Василий Дмитриевич         | 1948—2002  | 1999-2000            | Представитель РФ в Исполкоме ЮНЕСКО                                                                   |
| 17 апреля 1998   | 401         | Средин, Василий Дмитриевич         | 1948—2002  | 1999-2002            | Спецпредставитель президента РФ по ближневосточному урегулированию                                    |
| 17 апреля 1998   | 402         | Станевский, Феликс Иосифович       | р. 1937    | 1996-2000            | Чрезвычайный и полномочный посол РФ в Грузии                                                          |
| 17 апреля 1998   | 403         | Иванов, Виктор Васильевич          | 1937—2013  | 1996-2001            | Чрезвычайный и полномочный посол РФ во Вьетнаме                                                       |
| 17 апреля 1998   | 404         | Мозель, Константин Николаевич      | р. 1937    | 1993-1996            | Начальник Управления по культурным связям МИД РФ                                                      |
| 17 апреля 1998   | 404         | Мозель, Константин Николаевич      | р. 1937    | 1996-1999            | Чрезвычайный и полномочный посол РФ в Литве                                                           |
| 17 апреля 1998   | 404         | Мозель, Константин Николаевич      | р. 1937    | 1999-2005            | Чрезвычайный и полномочный посол РФ в Мексике и Белизе (по совм.)                                     |
| 25 мая 1998      | 590         | Сергеев, Иван Иванович             | 1941—2024  | 1997-2001            | Заместитель министра иностранных дел РФ                                                               |
| 25 мая 1998      | 590         | Сергеев, Иван Иванович             | 1941—2024  | 2001-2008            | Начальник ГУ по обслуживанию дипкорпуса при МИД РФ                                                    |
| 25 мая 1998      | 591         | Борисов, Александр Филиппович      | 1945—1999  | 1995-1997            | Директор Департамента государственного протокола МИД РФ                                               |
| 25 мая 1998      | 591         | Борисов, Александр Филиппович      | 1945—1999  | 1998-1999            | Чрезвычайный и полномочный посол РФ в Габоне                                                          |
| 27 июля 1998     | 891         | Завгаев, Доку Гапурович            | р. 1940    | 1997-2004            | Чрезвычайный и полномочный посол РФ в Танзании                                                        |
| 27 июля 1998     | 891         | Завгаев, Доку Гапурович            | р. 1940    | 2004                 | Заместитель министра иностранных дел РФ                                                               |
| 27 июля 1998     | 891         | Завгаев, Доку Гапурович            | р. 1940    | 2004-2009            | Генеральный директор МИД РФ                                                                           |
| 27 июля 1998     | 891         | Завгаев, Доку Гапурович            | р. 1940    | 2009-2019            | Чрезвычайный и полномочный посол РФ в Словении                                                        |
| 27 июля 1998     | 893         | Хакимов, Бахтиер Маруфович         | р. 1950    | 1994-1998            | Чрезвычайный и полномочный посол РФ в Намибии                                                         |
| 27 июля 1998     | 893         | Хакимов, Бахтиер Маруфович         | р. 1950    | 1999-2002            | Директор 1-го Департамента стран СНГ МИД РФ                                                           |
| 27 июля 1998     | 893         | Хакимов, Бахтиер Маруфович         | р. 1950    | 2002-2006            | Чрезвычайный и полномочный посол РФ в Португалии                                                      |
| 27 июля 1998     | 893         | Хакимов, Бахтиер Маруфович         | р. 1950    | 2006, с 2014         | Посол по особым поручениям МИД РФ                                                                     |
| 27 июля 1998     | 893         | Хакимов, Бахтиер Маруфович         | р. 1950    | 2006-2007            | Директор Департамента стран АСЕАН и общеазиатских проблем МИД РФ                                      |
| 27 июля 1998     | 893         | Хакимов, Бахтиер Маруфович         | р. 1950    | 2008-2015            | Директор Департамента азиатско-тихоокеанского сотрудничества МИД РФ                                   |
| 27 июля 1998     | 893         | Хакимов, Бахтиер Маруфович         | р. 1950    | C 2014               | Спецпредставитель президента РФ при ШОС                                                               |
| 27 июля 1998     | 894         | Савостьянов, Юрий Петрович         | р. 1937    | 1991-1993            | Генеральный консул РФ в Сан-Франциско, США                                                            |
| 27 июля 1998     | 894         | Савостьянов, Юрий Петрович         | р. 1937    | 1997-2001            | Чрезвычайный и полномочный посол РФ в Омане                                                           |
| 27 июля 1998     | 895         | Орджоникидзе, Сергей Александрович | р. 1946    | 1991-1996            | Заместитель постоянного представителя СССР, РФ при ООН                                                |
| 27 июля 1998     | 895         | Орджоникидзе, Сергей Александрович | р. 1946    | 1996-1999            | Директор Департамента международных организаций МИД РФ                                                |
| 27 июля 1998     | 895         | Орджоникидзе, Сергей Александрович | р. 1946    | 1999-2002            | Заместитель министра иностранных дел РФ                                                               |
| 27 июля 1998     | 895         | Орджоникидзе, Сергей Александрович | р. 1946    | 2002-2011            | Заместитель Генерального секретаря ООН, Генеральный директор отделения ООН в Женеве                   |
| 27 июля 1998     | 896         | Волков, Владимир Андреевич         | 1940—2017  | 1995-1999            | Чрезвычайный и полномочный посол РФ в Эфиопии                                                         |
| 27 июля 1998     | 896         | Волков, Владимир Андреевич         | 1940—2017  | 2000-2011            | Посол по особым поручениям МИД РФ                                                                     |
| 27 июля 1998     | 897         | Вдовин, Андрей Валентинович        | р. 1949    | 1995-1998            | Директор Департамента Ближнего Востока и Северной Африки МИД РФ                                       |
| 27 июля 1998     | 897         | Вдовин, Андрей Валентинович        | р. 1949    | 1998-2001            | Постоянный представитель РФ при Совете Европы                                                         |
| 27 июля 1998     | 897         | Вдовин, Андрей Валентинович        | р. 1949    | 2001-2003, 2009-2011 | Посол по особым поручениям МИД РФ                                                                     |
| 27 июля 1998     | 897         | Вдовин, Андрей Валентинович        | р. 1949    | 2003-2008            | Чрезвычайный и полномочный посол РФ в Греции                                                          |
| 17 сентября 1998 | 1113        | Литвин, Виталий Яковлевич          | р. 1944    | 1988-1991            | Чрезвычайный и полномочный посол СССР в Нигере                                                        |
| 17 сентября 1998 | 1113        | Литвин, Виталий Яковлевич          | р. 1944    | 1991-1996            | Чрезвычайный и полномочный посол СССР, РФ в Камеруне                                                  |
| 17 сентября 1998 | 1113        | Литвин, Виталий Яковлевич          | р. 1944    | 1992-1996            | Чрезвычайный и полномочный посол РФ в Экваториальной Гвинее (по совм.)                                |
| 17 сентября 1998 | 1113        | Литвин, Виталий Яковлевич          | р. 1944    | 1996-1998            | И. о. директора 4-го Департамента стран СНГ МИД РФ                                                    |
| 17 сентября 1998 | 1113        | Литвин, Виталий Яковлевич          | р. 1944    | 1998-2001            | Посол по особым поручениям МИД РФ                                                                     |
| 17 сентября 1998 | 1113        | Литвин, Виталий Яковлевич          | р. 1944    | 2001-2005            | Представитель РФ при Ватикане и Мальтийском ордене (по совм.)                                         |
| 17 сентября 1998 | 1113        | Литвин, Виталий Яковлевич          | р. 1944    | 2005-2010            | Начальник Управления международных связей Аппарата СФ                                                 |
| 28 декабря 1998  | 1651        | Воробьёв, Вячеслав Петрович        | р. 1944    | 1996-2003            | Постоянный представитель Российской Федерации при СНГ                                                 |
| 25 января 1999   | 127         | Уткин, Евгений Алексеевич          | 1939—2019  | 1996-2000            | Чрезвычайный и полномочный посол РФ в Камеруне                                                        |
| 25 января 1999   | 127         | Уткин, Евгений Алексеевич          | 1939—2019  | 1996-2000            | Чрезвычайный и полномочный посол РФ в Экваториальной Гвинее (по совм.)                                |
| 25 января 1999   | 128         | Гринин, Владимир Михайлович        | р. 1947    | 1994-1996            | Директор 4-го Европейского департамента МИД РФ                                                        |
| 25 января 1999   | 128         | Гринин, Владимир Михайлович        | р. 1947    | 1996-2000            | Чрезвычайный и полномочный посол РФ в Австрии                                                         |
| 25 января 1999   | 128         | Гринин, Владимир Михайлович        | р. 1947    | 2000-2003            | Директор Генерального секретариата (Департамента) МИД РФ                                              |
| 25 января 1999   | 128         | Гринин, Владимир Михайлович        | р. 1947    | 2003-2006            | Чрезвычайный и полномочный посол РФ в Финляндии                                                       |
| 25 января 1999   | 128         | Гринин, Владимир Михайлович        | р. 1947    | 2006-2010            | Чрезвычайный и полномочный посол РФ в Польше                                                          |
| 25 января 1999   | 128         | Гринин, Владимир Михайлович        | р. 1947    | 2010-2018            | Чрезвычайный и полномочный посол РФ в Германии                                                        |
| 29 января 1999   | 158         | Лопатников, Виктор Алексеевич      | р. 1941    | 1999-2006            | Представитель МИД РФ в Петербурге, Ленинградской и Новгородской областях                              |
| 29 января 1999   | 158         | Лопатников, Виктор Алексеевич      | р. 1941    | 2006-2014            | Член Комитета Совета Федерации по международным делам                                                 |
| 13 апреля 1999   | 476         | Богомазов, Валентин Михайлович     | 1943—2019  | 1997-2001            | Чрезвычайный и полномочный посол РФ в Перу                                                            |
| 13 апреля 1999   | 476         | Богомазов, Валентин Михайлович     | 1943—2019  | 2001-2004            | Посол по особым поручениям МИД РФ                                                                     |
| 13 апреля 1999   | 476         | Богомазов, Валентин Михайлович     | 1943—2019  | 2004-2008            | Чрезвычайный и полномочный посол РФ в Эквадоре                                                        |
| 5 мая 1999       | 546         | Киселёв, Сергей Борисович          | р. 1947    | 1991-1995            | Чрезвычайный и полномочный посол СССР, РФ на Сейшельских Островах                                     |
| 5 мая 1999       | 546         | Киселёв, Сергей Борисович          | р. 1947    | 1995-1996            | Директор Департамента по административным вопросам МИД РФ                                             |
| 5 мая 1999       | 546         | Киселёв, Сергей Борисович          | р. 1947    | 1996-1999            | Директор Департамента безопасности МИД РФ                                                             |
| 5 мая 1999       | 546         | Киселёв, Сергей Борисович          | р. 1947    | 1999-2005            | Чрезвычайный и полномочный посол РФ в Сингапуре                                                       |
| 5 мая 1999       | 546         | Киселёв, Сергей Борисович          | р. 1947    | 2005-2006            | Посол по особым поручениям МИД РФ                                                                     |
| 5 мая 1999       | 546         | Киселёв, Сергей Борисович          | р. 1947    | 2006-2010            | Директор Генерального секретариата (Департамента) МИД РФ                                              |
| 5 мая 1999       | 546         | Киселёв, Сергей Борисович          | р. 1947    | 2010-2016            | Чрезвычайный и полномочный посол РФ в Чехии                                                           |
| 17 июня 1999     | 784         | Приходько, Сергей Эдуардович       | 1957—2021  | 1999-2004            | Заместитель руководителя администрации президента РФ − начальник Управления по внешней политике       |
| 9 сентября 1999  | 1199        | Агаев, Эднан Тофик оглы            | р. 1956    | 1991-1994            | Представитель РФ в Первом комитете Генеральной Ассамблеи ООН                                          |
| 9 сентября 1999  | 1199        | Агаев, Эднан Тофик оглы            | р. 1956    | 1994-1999            | Чрезвычайный и полномочный посол РФ в Колумбии                                                        |
| 9 сентября 1999  | 1200        | Лихачёв, Василий Николаевич        | 1952—2019  | 1996-1998            | Заместитель председателя Совета Федерации                                                             |
| 9 сентября 1999  | 1200        | Лихачёв, Василий Николаевич        | 1952—2019  | 1998-2003            | Постоянный представитель РФ при ЕС                                                                    |
| 9 сентября 1999  | 1200        | Лихачёв, Василий Николаевич        | 1952—2019  | 2004-2010            | Член Комитета, зампред Комитета СФ по международным делам                                             |
| 9 сентября 1999  | 1201        | Сидоров, Евгений Юрьевич           | р. 1938    | 1998-2002            | Постпред Российской Федерации при ЮНЕСКО                                                              |
| 9 сентября 1999  | 1201        | Сидоров, Евгений Юрьевич           | р. 1938    | 2002-2004            | Посол по особым поручениям МИД РФ                                                                     |
| 6 октября 1999   | 1350        | Иванов, Иван Дмитриевич            | 1934—2012  | 1999-2001            | Заместитель министра иностранных дел РФ                                                               |
| 15 ноября 1999   | 1535        | Маркарян, Роберт Вартанович        | р. 1949    | 1996-1998            | Директор Департамента – Секретариата МИД РФ                                                           |
| 15 ноября 1999   | 1535        | Маркарян, Роберт Вартанович        | р. 1949    | 1999-2006            | Чрезвычайный и полномочный посол РФ в Сирии                                                           |
| 15 ноября 1999   | 1535        | Маркарян, Роберт Вартанович        | р. 1949    | 2006-2009            | Посол по особым поручениям МИД РФ                                                                     |
| 15 ноября 1999   | 1535        | Маркарян, Роберт Вартанович        | р. 1949    | 2009-2015            | Чрезвычайный и полномочный посол РФ в Хорватии                                                        |
| 24 января 2000   | 100         | Белоус, Олег Николаевич            | 1951—2018  | 1996-1997            | Директор Департамента общеевропейского сотрудничества МИД РФ                                          |
| 24 января 2000   | 100         | Белоус, Олег Николаевич            | 1951—2018  | 1998-2001            | Постоянный представитель РФ при ОБСЕ                                                                  |
| 24 января 2000   | 100         | Белоус, Олег Николаевич            | 1951—2018  | 2001-2013            | Директор 1-го Европейского Департамента МИД РФ                                                        |
| 24 января 2000   | 100         | Белоус, Олег Николаевич            | 1951—2018  | 2013-2018            | Чрезвычайный и полномочный посол РФ в Португалии                                                      |
| 24 января 2000   | 101         | Чижов, Владимир Алексеевич         | р. 1953    | 1997-1999            | Директор 3-го Европейского департамента МИД РФ                                                        |
| 24 января 2000   | 101         | Чижов, Владимир Алексеевич         | р. 1953    | 1999-2002            | Директор Департамента общеевропейского сотрудничества МИД РФ                                          |
| 24 января 2000   | 101         | Чижов, Владимир Алексеевич         | р. 1953    | 2002-2005            | Заместитель министра иностранных дел РФ                                                               |
| 24 января 2000   | 101         | Чижов, Владимир Алексеевич         | р. 1953    | 2005-2022            | Постоянный представитель РФ при Европейском союзе                                                     |
| 15 марта 2000    | 507         | Спасский, Николай Николаевич       | р. 1961    | 1994-1997            | Директор Департамента Северной Америки МИД РФ                                                         |
| 15 марта 2000    | 507         | Спасский, Николай Николаевич       | р. 1961    | 1997-2003            | Чрезвычайный и полномочный посол РФ в Италии и Сан-Марино (по совм.)                                  |
| 27 апреля 2000   | 752         | Мерзляков, Юрий Николаевич         | р. 1949    | 1993-1997            | Чрезвычайный и полномочный посол РФ на Мадагаскаре и Коморах (по совм.)                               |
| 27 апреля 2000   | 752         | Мерзляков, Юрий Николаевич         | р. 1949    | 1997-1999, 2003-2010 | Посол по особым поручениям МИД РФ                                                                     |
| 27 апреля 2000   | 752         | Мерзляков, Юрий Николаевич         | р. 1949    | 1999-2003            | Чрезвычайный и полномочный посол РФ в в Казахстане                                                    |
| 27 апреля 2000   | 752         | Мерзляков, Юрий Николаевич         | р. 1949    | 2010-2015            | Чрезвычайный и полномочный посол РФ в Эстонии                                                         |
| 8 июня 2000      | 1079        | Мусатов, Валерий Леонидович        | 1941—2023  | 1998-2000            | И. о. директора, директор 2-го Департамента стран СНГ МИД РФ                                          |
| 8 июня 2000      | 1079        | Мусатов, Валерий Леонидович        | 1941—2023  | 2000-2006            | Чрезвычайный и полномочный посол РФ в Венгрии                                                         |
| 9 июня 2000      | 1088        | Денисов, Валерий Иосифович         | р. 1941    | 1996-2001            | Чрезвычайный и полномочный посол РФ в КНДР                                                            |
| 9 июня 2000      | 1088        | Денисов, Валерий Иосифович         | р. 1941    | 2001-2006            | Посол по особым поручениям МИД РФ                                                                     |
| 8 августа 2000   | 1459        | Курников, Вячеслав Иванович        | р. 1940    | 1999-2001            | Директор 3-го Департамента стран СНГ МИД РФ                                                           |
| 19 сентября 2000 | 1670        | Цепов, Борис Анатольевич           | р. 1948    | 1994-1998            | Директор Исполнительного секретариата (Департамента) МИД РФ                                           |
| 19 сентября 2000 | 1670        | Цепов, Борис Анатольевич           | р. 1948    | 1998-2000            | Чрезвычайный и полномочный посол РФ в Кении                                                           |
| 19 сентября 2000 | 1670        | Цепов, Борис Анатольевич           | р. 1948    | 2001-2003            | Директор Департамента МГСиПЧ МИД РФ                                                                   |
| 19 сентября 2000 | 1670        | Цепов, Борис Анатольевич           | р. 1948    | 2003-2008            | Чрезвычайный и полномочный посол РФ в Литве                                                           |
| 19 сентября 2000 | 1670        | Цепов, Борис Анатольевич           | р. 1948    | 2008-2012            | Директор Департамента лингвистического обеспечения МИД РФ                                             |
| 30 октября 2000  | 1812        | Ходаков, Александр Георгиевич      | р. 1952    | 1994-1998            | Директор Правового департамента МИД РФ                                                                |
| 30 октября 2000  | 1812        | Ходаков, Александр Георгиевич      | р. 1952    | 1998-2003            | Чрезвычайный и полномочный посол РФ в Нидерландах                                                     |
| 25 декабря 2000  | 2071        | Сухов, Всеволод Иванович           | р. 1938    | 1991-1994            | Генеральный консул СССР, РФ в Страсбурге, Франция                                                     |
| 25 декабря 2000  | 2071        | Сухов, Всеволод Иванович           | р. 1938    | 1999-2003            | Чрезвычайный и полномочный посол РФ в Габоне                                                          |

## 2001—2010
| Дата указа       | Номер указа                    | Фамилия, имя, отчество              | Годы жизни | Годы службы                                                                  | Место службы и должность                                                                       |
| ---------------- | ------------------------------ | ----------------------------------- | ---------- | ---------------------------------------------------------------------------- | ---------------------------------------------------------------------------------------------- |
| 31 января 2001   | 102                            | Салтанов, Александр Владимирович    | р. 1946    | 1992-1999                                                                    | Чрезвычайный и полномочный посол РФ в Иордании                                                 |
| 31 января 2001   | 102                            | Салтанов, Александр Владимирович    | р. 1946    | 1999-2001                                                                    | Директор Департамента Ближнего Востока МИД РФ                                                  |
| 31 января 2001   | 102                            | Салтанов, Александр Владимирович    | р. 1946    | 2001-2011                                                                    | Заместитель министра иностранных дел РФ                                                        |
| 31 января 2001   | 103                            |                                     |            |                                                                              |                                                                                                |
| 31 января 2001   | Богданов, Михаил Леонидович    | р. 1952                             | 1997-2002  | Чрезвычайный и полномочный посол РФ в Израиле                                |                                                                                                |
| 31 января 2001   | Богданов, Михаил Леонидович    | р. 1952                             | 2002-2005  | Директор Департамента Ближнего Востока МИД РФ                                |                                                                                                |
| 31 января 2001   | Богданов, Михаил Леонидович    | р. 1952                             | 2005-2011  | Чрезвычайный и полномочный посол РФ в Египте                                 |                                                                                                |
| 31 января 2001   | Богданов, Михаил Леонидович    | р. 1952                             | 2011-2025  | Заместитель министра иностранных дел РФ                                      |                                                                                                |
| 19 февраля 2001  | 194                            | Трубников, Вячеслав Иванович        | 1944—2022  | 2000-2004                                                                    | Первый заместитель министра иностранных дел РФ                                                 |
| 19 февраля 2001  | 194                            | Трубников, Вячеслав Иванович        | 1944—2022  | 2000-2004                                                                    | Спецпредставитель президента РФ в государствах-участниках СНГ                                  |
| 19 февраля 2001  | 194                            | Трубников, Вячеслав Иванович        | 1944—2022  | 2004-2009                                                                    | Чрезвычайный и полномочный посол РФ в Индии                                                    |
| 27 апреля 2001   | 493                            | Чхиквишвили, Владимир Ираклиевич    | р. 1948    | 1998-2002                                                                    | Директор Департамента Северной Америки МИД РФ                                                  |
| 27 апреля 2001   | 493                            | Чхиквишвили, Владимир Ираклиевич    | р. 1948    | 2002-2006                                                                    | Чрезвычайный и полномочный посол РФ в Грузии                                                   |
| 27 апреля 2001   | 493                            | Чхиквишвили, Владимир Ираклиевич    | р. 1948    | 2007-2008                                                                    | Директор Департамента вызовов и угроз МИД РФ                                                   |
| 27 апреля 2001   | 493                            | Чхиквишвили, Владимир Ираклиевич    | р. 1948    | 2008-2014                                                                    | Чрезвычайный и полномочный посол РФ в Греции                                                   |
| 4 октября 2001   | 1179                           | Федотов, Алексей Леонидович         | р. 1949    | 1996-2000                                                                    | Директор Департамента кадров МИД РФ                                                            |
| 4 октября 2001   | 1179                           | Федотов, Алексей Леонидович         | р. 1949    | 2000-2004                                                                    | Заместитель министра иностранных дел РФ                                                        |
| 4 октября 2001   | 1179                           | Федотов, Алексей Леонидович         | р. 1949    | 2004-2010                                                                    | Чрезвычайный и полномочный посол РФ в Чехии                                                    |
| 4 октября 2001   | 1179                           | Федотов, Алексей Леонидович         | р. 1949    | 2010-2014                                                                    | Посол по особым поручениям МИД РФ                                                              |
| 4 октября 2001   | 1179                           | Федотов, Алексей Леонидович         | р. 1949    | 2014-2020                                                                    | Чрезвычайный и полномочный посол РФ в Словакии                                                 |
| 30 ноября 2001   | 1371                           | Сизов, Геннадий Васильевич          | 1941—2021  | 1998-2003                                                                    | Чрезвычайный и полномочный посол РФ в Боливии                                                  |
| 15 января 2002   | 54                             | Гуменюк, Геннадий Владимирович      | р. 1939    | 1992-1997                                                                    | Чрезвычайный и полномочный посол РФ в Чаде                                                     |
| 15 января 2002   | 54                             | Гуменюк, Геннадий Владимирович      | р. 1939    | 1999-2005                                                                    | Чрезвычайный и полномочный посол РФ в Бурунди                                                  |
| 22 января 2002   | 74                             | Федотов, Юрий Викторович            | 1947—2022  | 1994-1999                                                                    | Заместитель, и. о. первого заместителя постпреда РФ при ООН                                    |
| 22 января 2002   | 74                             | Федотов, Юрий Викторович            | 1947—2022  | 1999-2002                                                                    | Директор Департамента организаций МИД РФ                                                       |
| 22 января 2002   | 74                             | Федотов, Юрий Викторович            | 1947—2022  | 2002-2005                                                                    | Заместитель министра иностранных дел РФ                                                        |
| 22 января 2002   | 74                             | Федотов, Юрий Викторович            | 1947—2022  | 2005-2010                                                                    | Чрезвычайный и полномочный посол РФ в Британии                                                 |
| 22 января 2002   | 74                             | Федотов, Юрий Викторович            | 1947—2022  | 2010-2019                                                                    | Заместитель генерального секретаря ООН, Директор Управления ООН по наркотикам и преступности   |
| 18 февраля 2002  | 174                            | Макаренко, Александр Михайлович     | р. 1949    | 1997-2001                                                                    | Чрезвычайный и полномочный посол РФ на Мадагаскаре и Коморах (по совм.)                        |
| 18 февраля 2002  | 174                            | Макаренко, Александр Михайлович     | р. 1949    | 2001-2010                                                                    | Директор Департамента Африки МИД РФ                                                            |
| 18 февраля 2002  | 174                            | Макаренко, Александр Михайлович     | р. 1949    | 2010-2018                                                                    | Чрезвычайный и полномочный посол РФ в Кении                                                    |
| 20 апреля 2002   | 404                            | Морозов, Валерий Иванович           | р. 1945    | 1997-2000                                                                    | Чрезвычайный и полномочный посол РФ в Венесуэле                                                |
| 20 апреля 2002   | 404                            | Морозов, Валерий Иванович           | р. 1945    | 1997-2000                                                                    | Чрезвычайный и полномочный посол РФ в Доминиканской Респ. и Гаити (по совм.)                   |
| 20 апреля 2002   | 404                            | Морозов, Валерий Иванович           | р. 1945    | 2000-2005                                                                    | Директор Латиноамериканского департамента МИД РФ                                               |
| 20 апреля 2002   | 404                            | Морозов, Валерий Иванович           | р. 1945    | 2005-2012                                                                    | Чрезвычайный и полномочный посол РФ в Мексике и Белизе (по совм.)                              |
| 20 апреля 2002   | 405                            |                                     |            |                                                                              |                                                                                                |
| 20 апреля 2002   | Петровский, Павел Фёдорович    | р. 1947                             | 1992-1996  | Чрезвычайный и полномочный посол РФ в Мали и Нигере (по совм.)               |                                                                                                |
| 20 апреля 2002   | Петровский, Павел Фёдорович    | р. 1947                             | 1999-2003  | Чрезвычайный и полномочный посол РФ в Молдове                                |                                                                                                |
| 20 апреля 2002   | Петровский, Павел Фёдорович    | р. 1947                             | 2003-2006  | Директор Департамента секретариата МИД РФ                                    |                                                                                                |
| 20 апреля 2002   | Петровский, Павел Фёдорович    | р. 1947                             | 2006-2013  | Чрезвычайный и полномочный посол РФ в Португалии                             |                                                                                                |
| 20 апреля 2002   | 406                            |                                     |            |                                                                              |                                                                                                |
| 20 апреля 2002   | Савольский, Игорь Сергеевич    | 1943—2020                           | 1994-1998  | Директор 2-го Департамента стран СНГ МИД РФ                                  |                                                                                                |
| 20 апреля 2002   | Савольский, Игорь Сергеевич    | 1943—2020                           | 2000-2004  | Чрезвычайный и полномочный посол РФ в Чехии                                  |                                                                                                |
| 20 апреля 2002   | Савольский, Игорь Сергеевич    | 1943—2020                           | 2004-2006  | Посол по особым поручениям МИД РФ                                            |                                                                                                |
| 20 апреля 2002   | Савольский, Игорь Сергеевич    | 1943—2020                           | 2006-2009  | Чрезвычайный и полномочный посол РФ в Венгрии                                |                                                                                                |
| 21 января 2003   | 58                             |                                     |            |                                                                              |                                                                                                |
| 21 января 2003   | 58                             | Чхиквадзе, Владимир Викторович      | р. 1945    | 1990-1996                                                                    | Генеральный консул СССР, РФ в Барселоне, Испания                                               |
| 21 января 2003   | 58                             | Чхиквадзе, Владимир Викторович      | р. 1945    | 1996-1998                                                                    | Начальник Управления социального развития МИД РФ                                               |
| 21 января 2003   | 58                             | Чхиквадзе, Владимир Викторович      | р. 1945    | 1999-2000                                                                    | Директор Департамента информ. обеспечения МИД РФ                                               |
| 21 января 2003   | 58                             | Чхиквадзе, Владимир Викторович      | р. 1945    | 2000-2005                                                                    | Чрезвычайный и полномочный посол РФ в Чили                                                     |
| 21 января 2003   | 58                             | Чхиквадзе, Владимир Викторович      | р. 1945    | 2005-2008                                                                    | Директор Департамента безопасности МИД РФ                                                      |
| 21 января 2003   | 58                             | Чхиквадзе, Владимир Викторович      | р. 1945    | 2008-2013                                                                    | Чрезвычайный и полномочный посол РФ в Литве                                                    |
| 21 января 2003   | 59                             |                                     |            |                                                                              |                                                                                                |
| 21 января 2003   | Ермаков, Алексей Александрович | р. 1951                             | 1993-1995  | Генеральный консул РФ в г. Панаме, Республика Панама                         |                                                                                                |
| 21 января 2003   | Ермаков, Алексей Александрович | р. 1951                             | 1995-1996  | Поверенный в делах Российской Федерации в Панаме                             |                                                                                                |
| 21 января 2003   | Ермаков, Алексей Александрович | р. 1951                             | 2000-2004  | Чрезвычайный и полномочный посол РФ в Венесуэле                              |                                                                                                |
| 21 января 2003   | Ермаков, Алексей Александрович | р. 1951                             | 2000-2004  | Чрезвычайный и полномочный посол РФ в Доминиканской Респ. и Гаити (по совм.) |                                                                                                |
| 21 января 2003   | Ермаков, Алексей Александрович | р. 1951                             | 2009-2015  | Чрезвычайный и полномочный посол РФ в Панаме                                 |                                                                                                |
| 20 февраля 2003  | 212                            | Потапов, Анатолий Викторович        | 1942—2024  | 2002-2004                                                                    | Заместитель министра иностранных дел РФ                                                        |
| 20 февраля 2003  | 212                            | Потапов, Анатолий Викторович        | 1942—2024  | 2004-2008                                                                    | Чрезвычайный и полномочный посол РФ в Болгарии                                                 |
| 5 марта 2003     | 275                            | Конаровский, Михаил Алексеевич      | р. 1944    | 2001-2002                                                                    | Чрезвычайный и полномочный посол РФ в Шри-Ланке и на Мальдивах (по совм.)                      |
| 5 марта 2003     | 275                            | Конаровский, Михаил Алексеевич      | р. 1944    | 2002-2004                                                                    | Чрезвычайный и полномочный посол РФ в Афганистане                                              |
| 5 марта 2003     | 275                            | Конаровский, Михаил Алексеевич      | р. 1944    | 2004-2009                                                                    | Чрезвычайный и полномочный посол РФ в Хорватии                                                 |
| 5 марта 2003     | 275                            | Конаровский, Михаил Алексеевич      | р. 1944    | 2010-2012                                                                    | Заместитель генерального секретаря Шанхайской организации сотрудничества                       |
| 10 апреля 2003   | 415                            | Черномырдин, Виктор Степанович      | 1938—2010  | 2001-2009                                                                    | Чрезвычайный и полномочный посол РФ на Украине                                                 |
| 24 апреля 2003   | 457                            | Калюжный, Виктор Иванович           | р. 1947    | 2000-2004                                                                    | Заместитель министра иностранных дел РФ                                                        |
| 24 апреля 2003   | 457                            | Калюжный, Виктор Иванович           | р. 1947    | 2000-2004                                                                    | Специальный представитель президента РФ                                                        |
| 24 апреля 2003   | 457                            | Калюжный, Виктор Иванович           | р. 1947    | 2004-2008                                                                    | Чрезвычайный и полномочный посол РФ в Латвии                                                   |
| 29 апреля 2003   | 475                            | Денисов, Андрей Иванович            | р. 1952    | 1997-2000                                                                    | Директор Департамента экономического сотрудничества МИД РФ                                     |
| 29 апреля 2003   | 475                            | Денисов, Андрей Иванович            | р. 1952    | 2000-2001                                                                    | Чрезвычайный и полномочный посол РФ в Египте                                                   |
| 29 апреля 2003   | 475                            | Денисов, Андрей Иванович            | р. 1952    | 2001-2004                                                                    | Заместитель министра иностранных дел РФ                                                        |
| 29 апреля 2003   | 475                            | Денисов, Андрей Иванович            | р. 1952    | 2004-2006                                                                    | Постоянный представитель РФ при ООН                                                            |
| 29 апреля 2003   | 475                            | Денисов, Андрей Иванович            | р. 1952    | 2006-2013                                                                    | Первый заместитель министра иностранных дел РФ                                                 |
| 29 апреля 2003   | 475                            | Денисов, Андрей Иванович            | р. 1952    | 2013-2022                                                                    | Чрезвычайный и полномочный посол РФ в Китае                                                    |
| 29 апреля 2003   | 475                            | Денисов, Андрей Иванович            | р. 1952    | С 2022                                                                       | Первый заместитель председателя Комитета СФ по международным делам                             |
| 30 апреля 2003   | 490                            | Луков, Вадим Борисович              | 1953—2016  | 1992-1995                                                                    | Советник министра иностранных дел РФ                                                           |
| 30 апреля 2003   | 490                            | Луков, Вадим Борисович              | 1953—2016  | 1995-1997                                                                    | Начальник Управления внешнеполитического планирования МИД РФ                                   |
| 30 апреля 2003   | 490                            | Луков, Вадим Борисович              | 1953—2016  | 1997-2000                                                                    | Чрезвычайный и полномочный посол РФ в ЮАР и Лесото (по совм.)                                  |
| 30 апреля 2003   | 490                            | Луков, Вадим Борисович              | 1953—2016  | 2001-2004, 2009-2015                                                         | Посол по особым поручениям МИД РФ                                                              |
| 30 апреля 2003   | 490                            | Луков, Вадим Борисович              | 1953—2016  | 2004-2009                                                                    | Чрезвычайный и полномочный посол РФ в Бельгии                                                  |
| 6 мая 2003       | 507                            | Головин, Александр Васильевич       | 1949—2023  | 1996-2000                                                                    | Директор 4-го Европейского департамента МИД РФ                                                 |
| 6 мая 2003       | 507                            | Головин, Александр Васильевич       | 1949—2023  | 2000-2004                                                                    | Чрезвычайный и полномочный посол РФ в Австрии                                                  |
| 6 мая 2003       | 507                            | Головин, Александр Васильевич       | 1949—2023  | 2004-2012                                                                    | Посол по особым поручениям МИД РФ                                                              |
| 6 мая 2003       | 507                            | Головин, Александр Васильевич       | 1949—2023  | 2009-2012                                                                    | Спецпредставитель президента РФ по демаркации границы с государствами СНГ                      |
| 6 мая 2003       | 507                            | Головин, Александр Васильевич       | 1949—2023  | 2012-2016                                                                    | Чрезвычайный и полномочный посол РФ в Швейцарии и Лихтенштейне (по совм.)                      |
| 2 июля 2003      | 716                            | Шувалов, Константин Викторович      | р. 1953    | 1997-2001                                                                    | Чрезвычайный и полномочный посол РФ в Иране                                                    |
| 2 июля 2003      | 716                            | Шувалов, Константин Викторович      | р. 1953    | 2000-2005                                                                    | И. о. директора, директор 3-го Департамента стран СНГ МИД РФ                                   |
| 2 июля 2003      | 716                            | Шувалов, Константин Викторович      | р. 1953    | 2005-2009                                                                    | Чрезвычайный и полномочный посол РФ в Боснии и Герцеговине                                     |
| 2 июля 2003      | 716                            | Шувалов, Константин Викторович      | р. 1953    | С 2009                                                                       | Посол по особым поручениям МИД РФ, специальный представитель МИД РФ                            |
| 22 июля 2003     | 823                            | Калугин, Александр Михайлович       | р. 1945    | 1998-2002                                                                    | Чрезвычайный и полномочный посол РФ в Йемене                                                   |
| 22 июля 2003     | 823                            | Калугин, Александр Михайлович       | р. 1945    | 2002-2006                                                                    | Посол по особым поручениям МИД РФ, специальный представитель МИД РФ                            |
| 22 июля 2003     | 823                            | Калугин, Александр Михайлович       | р. 1945    | 2006-2013                                                                    | Чрезвычайный и полномочный посол РФ в Иордании                                                 |
| 20 сентября 2003 | 1076                           | Садчиков, Николай Иванович          | 1946—2015  | 1997-1999                                                                    | Генеральный консул РФ в Нью-Йорке, США                                                         |
| 20 сентября 2003 | 1076                           | Садчиков, Николай Иванович          | 1946—2015  | 1999-2001                                                                    | Директор Департамента консульской службы МИД РФ                                                |
| 20 сентября 2003 | 1076                           | Садчиков, Николай Иванович          | 1946—2015  | 2001-2005                                                                    | Чрезвычайный и полномочный посол РФ в Швеции                                                   |
| 20 сентября 2003 | 1076                           | Садчиков, Николай Иванович          | 1946—2015  | 2005-2010                                                                    | Представитель РФ при Ватикане и Мальтийском ордене (по совм.)                                  |
| 20 сентября 2003 | 1076                           | Садчиков, Николай Иванович          | 1946—2015  | 2010-2013                                                                    | Чрезвычайный и полномочный посол РФ в Ватикане и при Мальт. ордене (по совм.)                  |
| 4 ноября 2003    | 1304                           | Черкашин, Дмитрий Дмитриевич        | р. 1951    | 1992-1997                                                                    | Генеральный консул РФ в Гамбурге, Германия                                                     |
| 4 ноября 2003    | 1304                           | Черкашин, Дмитрий Дмитриевич        | р. 1951    | 2000-2001                                                                    | Посол по особым поручениям МИД РФ                                                              |
| 4 ноября 2003    | 1304                           | Черкашин, Дмитрий Дмитриевич        | р. 1951    | 2001-2007                                                                    | Чрезвычайный и полномочный посол РФ в Швейцарии и Лихтенштейне (по совм.)                      |
| 4 ноября 2003    | 1304                           | Черкашин, Дмитрий Дмитриевич        | р. 1951    | 2008                                                                         | Директор Департамента безопасности МИД РФ                                                      |
| 28 января 2004   | 98                             | Рамишвили, Теймураз Отарович        | р. 1955    | 1999-2000                                                                    | Директор Департамента по гуманитарному сотрудничеству МИД РФ                                   |
| 28 января 2004   | 98                             | Рамишвили, Теймураз Отарович        | р. 1955    | 2000-2005                                                                    | Чрезвычайный и полномочный посол РФ в Республике Корея                                         |
| 28 января 2004   | 98                             | Рамишвили, Теймураз Отарович        | р. 1955    | 2005-2008                                                                    | Посол по особым поручениям МИД РФ                                                              |
| 28 января 2004   | 98                             | Рамишвили, Теймураз Отарович        | р. 1955    | 2007-2012                                                                    | Чрезвычайный и полномочный посол РФ в Дании                                                    |
| 28 января 2004   | 98                             | Рамишвили, Теймураз Отарович        | р. 1955    | 2012-2016                                                                    | Директор Департамента лингвистического обеспечения МИД РФ                                      |
| 28 января 2004   | 98                             | Рамишвили, Теймураз Отарович        | р. 1955    | 2016-2024                                                                    | Чрезвычайный и полномочный посол РФ в Норвегии                                                 |
| 10 февраля 2004  | 176                            | Удальцов, Александр Иванович        | р. 1951    | 1996-2001                                                                    | Чрезвычайный и полномочный посол РФ в Латвии                                                   |
| 10 февраля 2004  | 176                            | Удальцов, Александр Иванович        | р. 1951    | 2001-2005                                                                    | Директор 2-го Европейского департамента МИД РФ                                                 |
| 10 февраля 2004  | 176                            | Удальцов, Александр Иванович        | р. 1951    | 2005-2010                                                                    | Чрезвычайный и полномочный посол РФ в Словакии                                                 |
| 10 февраля 2004  | 176                            | Удальцов, Александр Иванович        | р. 1951    | 2010-2013                                                                    | Посол по особым поручениям МИД РФ                                                              |
| 10 февраля 2004  | 176                            | Удальцов, Александр Иванович        | р. 1951    | 2013-2020                                                                    | Чрезвычайный и полномочный посол РФ в Литве                                                    |
| 10 февраля 2004  | 177                            | Грибков, Николай Михайлович         | р. 1948    | 1995-1998                                                                    | Чрезвычайный и полномочный посол РФ в Йемене                                                   |
| 10 февраля 2004  | 177                            | Грибков, Николай Михайлович         | р. 1948    | 1998-1999                                                                    | Посол по особым поручениям МИД РФ                                                              |
| 10 февраля 2004  | 177                            | Грибков, Николай Михайлович         | р. 1948    | 2003-2009                                                                    | Чрезвычайный и полномочный посол РФ в Намибии                                                  |
| 10 февраля 2004  | 178                            | Титов, Владимир Геннадиевич         | 1958—2025  | 1997-1999                                                                    | Директор 2-го Европейского департамента МИД РФ                                                 |
| 10 февраля 2004  | 178                            | Титов, Владимир Геннадиевич         | 1958—2025  | 1999-2004                                                                    | Чрезвычайный и полномочный посол РФ в Болгарии                                                 |
| 10 февраля 2004  | 178                            | Титов, Владимир Геннадиевич         | 1958—2025  | 2004-2005                                                                    | Директор Департамента кадров МИД РФ                                                            |
| 10 февраля 2004  | 178                            | Титов, Владимир Геннадиевич         | 1958—2025  | 2005-2013                                                                    | Заместитель министра иностранных дел РФ                                                        |
| 10 февраля 2004  | 178                            | Титов, Владимир Геннадиевич         | 1958—2025  | 2013-2024                                                                    | Первый заместитель министра иностранных дел РФ                                                 |
| 6 мая 2004       | 582                            | Ивашенцов, Глеб Александрович       | р. 1945    | 1991-1995                                                                    | Генеральный консул СССР, РФ в Бомбее, Индия                                                    |
| 6 мая 2004       | 582                            | Ивашенцов, Глеб Александрович       | р. 1945    | 1997-2001                                                                    | Чрезвычайный и полномочный посол РФ в Мьянме                                                   |
| 6 мая 2004       | 582                            | Ивашенцов, Глеб Александрович       | р. 1945    | 2001-2004                                                                    | Директор 3-го Департамента Азии МИД РФ                                                         |
| 6 мая 2004       | 582                            | Ивашенцов, Глеб Александрович       | р. 1945    | 2004-2005                                                                    | Директор 2-го Департамента Азии МИД РФ                                                         |
| 6 мая 2004       | 582                            | Ивашенцов, Глеб Александрович       | р. 1945    | 2005-2009                                                                    | Чрезвычайный и полномочный посол РФ в Республике Корея                                         |
| 25 мая 2004      | 671                            | Назаров, Валерий Вартанович         | 1941—2022  | 1992-1997                                                                    | Чрезвычайный и полномочный посол РФ в Мьянме                                                   |
| 25 мая 2004      | 671                            | Назаров, Валерий Вартанович         | 1941—2022  | 1997-2001                                                                    | Зам. директора 3-го Департамента Азии МИД РФ                                                   |
| 25 мая 2004      | 671                            | Назаров, Валерий Вартанович         | 1941—2022  | 2001-2005                                                                    | Чрезвычайный и полномочный посол РФ в Непале                                                   |
| 8 июля 2004      | 853                            | Плотников, Владимир Юрьевич         | р. 1943    | 1999-2004                                                                    | Чрезвычайный и полномочный посол РФ в Индонезии и по совм. в Кирибати                          |
| 8 июля 2004      | 853                            | Плотников, Владимир Юрьевич         | р. 1943    | 2000-2004                                                                    | Чрезвычайный и полномочный посол РФ в Папуа − Новой Гвинее (по совм.)                          |
| 8 июля 2004      | 853                            | Плотников, Владимир Юрьевич         | р. 1943    | 2003-2004                                                                    | Чрезвычайный и полномочный посол РФ в Восточном Тиморе (по совм.)                              |
| 8 июля 2004      | 853                            | Плотников, Владимир Юрьевич         | р. 1943    | 2004-2006                                                                    | Главный советник Департамента стран АСЕАН                                                      |
| 8 июля 2004      | 853                            | Плотников, Владимир Юрьевич         | р. 1943    | 2007-2010                                                                    | Чрезвычайный и полномочный посол РФ в Лаосе                                                    |
| 8 июля 2004      | 854                            | Асатур, Агарон Николаевич           | р. 1944    | 1994-1999                                                                    | Чрезвычайный и полномочный посол РФ на Маврикии                                                |
| 8 июля 2004      | 854                            | Асатур, Агарон Николаевич           | р. 1944    | 1999-2000                                                                    | Директор Департамента по делам СНГ МИД РФ                                                      |
| 8 июля 2004      | 854                            | Асатур, Агарон Николаевич           | р. 1944    | 2002-2006                                                                    | Чрезвычайный и полномочный посол РФ в Македонии                                                |
| 12 июля 2004     | 876                            | Кузнецов, Александр Игоревич        | р. 1951    | 2001-2005                                                                    | Директор Департамента внешнеполитического планирования МИД РФ                                  |
| 12 июля 2004     | 876                            | Кузнецов, Александр Игоревич        | р. 1951    | 2005-2012                                                                    | Чрезвычайный и полномочный посол РФ в Испании и Андорре (по совм.)                             |
| 12 июля 2004     | 876                            | Кузнецов, Александр Игоревич        | р. 1951    | 2012-2016                                                                    | Директор Историко-документального департамента МИД РФ                                          |
| 12 июля 2004     | 876                            | Кузнецов, Александр Игоревич        | р. 1951    | 2016-2023                                                                    | Постпред Российской Федерации при ЮНЕСКО                                                       |
| 12 июля 2004     | 877                            | Грушко, Александр Викторович        | р. 1955    | 2002-2005                                                                    | Директор Департамента общеевропейского сотрудничества МИД РФ                                   |
| 12 июля 2004     | 877                            | Грушко, Александр Викторович        | р. 1955    | 2005-2012, С 2018                                                            | Заместитель министра иностранных дел РФ                                                        |
| 12 июля 2004     | 877                            | Грушко, Александр Викторович        | р. 1955    | 2012-2018                                                                    | Постоянный представитель РФ при НАТО                                                           |
| 12 июля 2004     | 878                            | Осадчий, Станислав Вилиорович       | р. 1951    | 1997-1999                                                                    | Генеральный консул РФ в Гамбурге, Германия                                                     |
| 12 июля 2004     | 878                            | Осадчий, Станислав Вилиорович       | р. 1951    | 1999-2000                                                                    | Генеральный консул РФ в Стамбуле, Турция                                                       |
| 12 июля 2004     | 878                            | Осадчий, Станислав Вилиорович       | р. 1951    | 2001-2004                                                                    | Директор Департамента кадров МИД РФ                                                            |
| 12 июля 2004     | 878                            | Осадчий, Станислав Вилиорович       | р. 1951    | 2004-2010                                                                    | Чрезвычайный и полномочный посол РФ в Австрии                                                  |
| 12 июля 2004     | 878                            | Осадчий, Станислав Вилиорович       | р. 1951    | 2010-2013                                                                    | Директор Департамента безопасности МИД РФ                                                      |
| 12 июля 2004     | 878                            | Осадчий, Станислав Вилиорович       | р. 1951    | 2013-2022                                                                    | Чрезвычайный и полномочный посол РФ на Кипре                                                   |
| 13 июля 2004     | 890                            | Яковенко, Александр Владимирович    | р. 1954    | 2000-2005                                                                    | Директор Департамента информации и печати МИД РФ                                               |
| 13 июля 2004     | 890                            | Яковенко, Александр Владимирович    | р. 1954    | 2005-2011                                                                    | Заместитель министра иностранных дел РФ                                                        |
| 13 июля 2004     | 890                            | Яковенко, Александр Владимирович    | р. 1954    | 2011-2019                                                                    | Чрезвычайный и полномочный посол РФ в Британии                                                 |
| 13 июля 2004     | 890                            | Яковенко, Александр Владимирович    | р. 1954    | 2019-2024                                                                    | Ректор Дипломатической академии МИД РФ                                                         |
| 27 июля 2004     | 951                            | Макаров, Анатолий Анатольевич       | р. 1951    | 2002-2006                                                                    | Директор 1-го Департамента СНГ МИД РФ                                                          |
| 27 июля 2004     | 951                            | Макаров, Анатолий Анатольевич       | р. 1951    | 2006-2012                                                                    | Чрезвычайный и полномочный посол РФ в ЮАР и Лесото (по совм.)                                  |
| 27 июля 2004     | 951                            | Макаров, Анатолий Анатольевич       | р. 1951    | 2012-2016                                                                    | Директор Департамента по работе с соотечественниками МИД РФ                                    |
| 27 июля 2004     | 951                            | Макаров, Анатолий Анатольевич       | р. 1951    | 2016-2021                                                                    | Чрезвычайный и полномочный посол РФ в Болгарии                                                 |
| 20 августа 2004  | 1096                           | Бабичев, Владимир Степанович        | 1939—2010  | 2003-2006                                                                    | Чрезвычайный и полномочный посол РФ в Казахстане                                               |
| 20 августа 2004  | 1097                           | Моисеев, Леонид Петрович            | р. 1948    | 1997-2001                                                                    | Директор 1-го департамента Азии МИД РФ                                                         |
| 20 августа 2004  | 1097                           | Моисеев, Леонид Петрович            | р. 1948    | 2001-2005                                                                    | Чрезвычайный и полномочный посол РФ в Австралии                                                |
| 20 августа 2004  | 1097                           | Моисеев, Леонид Петрович            | р. 1948    | 2001-2005                                                                    | Чрезвычайный и полномочный посол РФ в Вануату, Науру и Фиджи (по совм.)                        |
| 20 августа 2004  | 1097                           | Моисеев, Леонид Петрович            | р. 1948    | 2006-2011                                                                    | Спецпредставитель президента РФ по делам ШОС                                                   |
| 20 августа 2004  | 1097                           | Моисеев, Леонид Петрович            | р. 1948    | 2011-2015                                                                    | Чрезвычайный и полномочный посол РФ в Сингапуре                                                |
| 20 августа 2004  | 1098                           | Павлов, Николай Викторович          | 1948—2023  | 1996-1999                                                                    | Чрезвычайный и полномочный посол РФ в Монголии                                                 |
| 20 августа 2004  | 1098                           | Павлов, Николай Викторович          | 1948—2023  | 2002-2004                                                                    | Посол по особым поручениям МИД РФ, представитель МИД РФ в СФО                                  |
| 20 августа 2004  | 1098                           | Павлов, Николай Викторович          | 1948—2023  | 2005-2009                                                                    | Чрезвычайный и полномочный посол РФ в Армении                                                  |
| 25 августа 2004  | 1109                           | Алексеев, Александр Николаевич      | р. 1951    | 2002-2004                                                                    | Директор 3-го Европейского департамента МИД РФ                                                 |
| 25 августа 2004  | 1109                           | Алексеев, Александр Николаевич      | р. 1951    | 2004-2006                                                                    | Чрезвычайный и полномочный посол РФ в Сербии и Черногории                                      |
| 25 августа 2004  | 1109                           | Алексеев, Александр Николаевич      | р. 1951    | 2006-2008                                                                    | Чрезвычайный и полномочный посол РФ в Сербии                                                   |
| 25 августа 2004  | 1109                           | Алексеев, Александр Николаевич      | р. 1951    | 2008-2010                                                                    | Директор 4-го Европейского департамента МИД РФ                                                 |
| 25 августа 2004  | 1109                           | Алексеев, Александр Николаевич      | р. 1951    | 2010-2014                                                                    | Чрезвычайный и полномочный посол РФ в Польше                                                   |
| 25 августа 2004  | 1109                           | Алексеев, Александр Николаевич      | р. 1951    | 2014-2016                                                                    | Посол по особым поручениям МИД РФ                                                              |
| 28 сентября 2004 | 1243                           | Бородавкин, Алексей Николаевич      | р. 1950    | 1999-2002                                                                    | Директор 4-го Департамента стран СНГ МИД РФ                                                    |
| 28 сентября 2004 | 1243                           | Бородавкин, Алексей Николаевич      | р. 1950    | 2002-2004                                                                    | Чрезвычайный и полномочный посол РФ в Словакии                                                 |
| 28 сентября 2004 | 1243                           | Бородавкин, Алексей Николаевич      | р. 1950    | 2004-2008                                                                    | Постоянный представитель РФ при ОБСЕ                                                           |
| 28 сентября 2004 | 1243                           | Бородавкин, Алексей Николаевич      | р. 1950    | 2008-2011                                                                    | Заместитель министра иностранных дел РФ                                                        |
| 28 сентября 2004 | 1243                           | Бородавкин, Алексей Николаевич      | р. 1950    | 2011-2018                                                                    | Постоянный представитель РФ при отделении ООН в Женеве                                         |
| 28 сентября 2004 | 1243                           | Бородавкин, Алексей Николаевич      | р. 1950    | 2011-2018                                                                    | Постпред РФ при Конференции по разоружению в Женеве (по совм.)                                 |
| 28 сентября 2004 | 1243                           | Бородавкин, Алексей Николаевич      | р. 1950    | С 2018                                                                       | Чрезвычайный и полномочный посол РФ в Казахстане                                               |
| 28 сентября 2004 | 1244                           | Новожилов, Александр Сергеевич      | 1948—2004  | 1993-1998                                                                    | Чрезвычайный и полномочный посол РФ в Бахрейне                                                 |
| 28 сентября 2004 | 1244                           | Новожилов, Александр Сергеевич      | 1948—2004  | 1998-1999                                                                    | Посол по особым поручениям МИД РФ                                                              |
| 28 сентября 2004 | 1244                           | Новожилов, Александр Сергеевич      | 1948—2004  | 1999-2000                                                                    | Полпред Президента Российской Федерации                                                        |
| 28 декабря 2004  | 1620                           | Андреев, Сергей Вадимович           | р. 1958    | 1999-2002                                                                    | Чрезвычайный и полномочный посол РФ в Анголе                                                   |
| 28 декабря 2004  | 1620                           | Андреев, Сергей Вадимович           | р. 1958    | 1999-2002                                                                    | Чрезвычайный и полномочный посол РФ в Сан-Томе и Принсипи (по совм.)                           |
| 28 декабря 2004  | 1620                           | Андреев, Сергей Вадимович           | р. 1958    | 2006-2010                                                                    | Чрезвычайный и полномочный посол РФ в Норвегии                                                 |
| 28 декабря 2004  | 1620                           | Андреев, Сергей Вадимович           | р. 1958    | 2010-2014                                                                    | Директор Генерального секретариата МИД РФ                                                      |
| 28 декабря 2004  | 1620                           | Андреев, Сергей Вадимович           | р. 1958    | 2014-2025                                                                    | Чрезвычайный и полномочный посол РФ в Польше                                                   |
| 28 декабря 2004  | 1621                           | Толкач, Александр Александрович     | р. 1948    | 1999-2002                                                                    | Директор 3-го Европейского департамента МИД РФ                                                 |
| 28 декабря 2004  | 1621                           | Толкач, Александр Александрович     | р. 1948    | 2002-2006                                                                    | Чрезвычайный и полномочный посол РФ в Румынии                                                  |
| 28 декабря 2004  | 1621                           | Толкач, Александр Александрович     | р. 1948    | 2006-2009                                                                    | Посол по особым поручениям МИД РФ                                                              |
| 28 декабря 2004  | 1621                           | Толкач, Александр Александрович     | р. 1948    | 2009-2014                                                                    | Чрезвычайный и полномочный посол РФ в Венгрии                                                  |
| 28 декабря 2004  | 1622                           | Мешков, Алексей Юрьевич             | р. 1959    | 1998-2001                                                                    | Начальник Управления (Деп-та) внешн. планирования МИД РФ                                       |
| 28 декабря 2004  | 1622                           | Мешков, Алексей Юрьевич             | р. 1959    | 2001-2004                                                                    | Заместитель министра иностранных дел РФ                                                        |
| 28 декабря 2004  | 1622                           | Мешков, Алексей Юрьевич             | р. 1959    | 2004-2012                                                                    | Чрезвычайный и полномочный посол РФ в Италии и Сан-Марино (по совм.)                           |
| 28 декабря 2004  | 1622                           | Мешков, Алексей Юрьевич             | р. 1959    | 2006-2012                                                                    | Постпред Российской Федерации при ФАО и ВПП ООН (по совм.)                                     |
| 28 декабря 2004  | 1622                           | Мешков, Алексей Юрьевич             | р. 1959    | 2012-2017                                                                    | Заместитель министра иностранных дел РФ                                                        |
| 28 декабря 2004  | 1622                           | Мешков, Алексей Юрьевич             | р. 1959    | С 2017                                                                       | Чрезвычайный и полномочный посол РФ во Франции и Монако (по совм.)                             |
| 28 декабря 2004  | 1623                           | Власов, Валентин Степанович         | 1946—2020  | 2002-2006                                                                    | Чрезвычайный и полномочный посол РФ на Мальте                                                  |
| 28 декабря 2004  | 1623                           | Власов, Валентин Степанович         | 1946—2020  | 2006-2012                                                                    | Чрезвычайный и полномочный посол РФ в Кыргызстане                                              |
| 5 марта 2005     | 256                            | Пешков, Максим Александрович        | р. 1950    | 2000-2005                                                                    | Чрезвычайный и полномочный посол РФ в Таджикистане                                             |
| 5 марта 2005     | 256                            | Пешков, Максим Александрович        | р. 1950    | 2005-2012                                                                    | Директор 3-го Департамента стран СНГ МИД РФ                                                    |
| 5 марта 2005     | 256                            | Пешков, Максим Александрович        | р. 1950    | 2012-2017                                                                    | Чрезвычайный и полномочный посол РФ в Ирландии                                                 |
| 5 марта 2005     | 257                            | Кузнецов, Анатолий Петрович         | 1943—2015  | 1999-2001                                                                    | Чрезвычайный и полномочный посол РФ в Никарагуа                                                |
| 5 марта 2005     | 257                            | Кузнецов, Анатолий Петрович         | 1943—2015  | 1999-2001                                                                    | Чрезвычайный и полномочный посол РФ в Гондурасе и Сальвадоре (по совм.)                        |
| 5 марта 2005     | 257                            | Кузнецов, Анатолий Петрович         | 1943—2015  | 2001-2006                                                                    | Чрезвычайный и полномочный посол РФ в Перу                                                     |
| 19 апреля 2005   | 445                            | Каламанов, Владимир Авдашевич       | р. 1952    | 2002-2009                                                                    | Постоянный представитель РФ при ЮНЕСКО                                                         |
| 7 мая 2005       | 511                            | Чистяков, Алексей Федорович         | р. 1946    | 1991-1992                                                                    | Генеральный консул СССР в Тель-Авиве, Израиль                                                  |
| 7 мая 2005       | 511                            | Чистяков, Алексей Федорович         | р. 1946    | 1995-2000                                                                    | Представитель РФ при Палестинской национальной администрации                                   |
| 7 мая 2005       | 511                            | Чистяков, Алексей Федорович         | р. 1946    | 2003-2006                                                                    | Чрезвычайный и полномочный посол РФ в Судане                                                   |
| 16 мая 2005      | 539                            | Юсуфов, Игорь Ханукович             | р. 1956    | 2004-2011                                                                    | Спецпредставитель президента РФ по международному энергосотрудничеству                         |
| 16 мая 2005      | 539                            | Юсуфов, Игорь Ханукович             | р. 1956    | 2004-2011                                                                    | Посол по особым поручениям МИД РФ                                                              |
| 27 мая 2005      | 597                            | Сафонов, Анатолий Ефимович          | р. 1945    | 2001-2004                                                                    | Заместитель министра иностранных дел РФ                                                        |
| 27 мая 2005      | 597                            | Сафонов, Анатолий Ефимович          | р. 1945    | 2004-2010                                                                    | Посол по особым поручениям МИД РФ                                                              |
| 27 мая 2005      | 597                            | Сафонов, Анатолий Ефимович          | р. 1945    | 2004-2011                                                                    | Спецпредставитель президента РФ по сотрудничеству в борьбе с терроризмом                       |
| 6 июня 2005      | 646                            | Добросердов, Петр Тимофеевич        | 1947—2006  | 1996-2000                                                                    | Чрезвычайный и полномочный посол РФ в Македонии                                                |
| 6 июня 2005      | 646                            | Добросердов, Петр Тимофеевич        | 1947—2006  | 2000-2006                                                                    | Посол по особым поручениям МИД РФ                                                              |
| 15 июля 2005     | 807                            | Нестеренко, Андрей Алексеевич       | р. 1955    | 2003-2008                                                                    | Чрезвычайный и полномочный посол РФ на Кипре                                                   |
| 15 июля 2005     | 807                            | Нестеренко, Андрей Алексеевич       | р. 1955    | 2008-2011                                                                    | Директор Департамента информации и печати МИД РФ                                               |
| 15 июля 2005     | 807                            | Нестеренко, Андрей Алексеевич       | р. 1955    | 2011-2015                                                                    | Чрезвычайный и полномочный посол РФ в Черногории                                               |
| 15 июля 2005     | 807                            | Нестеренко, Андрей Алексеевич       | р. 1955    | 2015-2020                                                                    | Посол по особым поручениям МИД РФ                                                              |
| 15 июля 2005     | 807                            | Нестеренко, Андрей Алексеевич       | р. 1955    | 2020-2024                                                                    | Чрезвычайный и полномочный посол РФ в Хорватии                                                 |
| 20 июля 2005     | 829                            | Орлов, Александр Константинович     | р. 1948    | 1998-2001                                                                    | Директор 1-го Европейского департамента МИД РФ                                                 |
| 20 июля 2005     | 829                            | Орлов, Александр Константинович     | р. 1948    | 2001-2007                                                                    | Постоянный представитель РФ при Совете Европы                                                  |
| 20 июля 2005     | 829                            | Орлов, Александр Константинович     | р. 1948    | 2007                                                                         | Директор Деп-та по связям с субъектами Федерации и парламентом МИД РФ                          |
| 20 июля 2005     | 829                            | Орлов, Александр Константинович     | р. 1948    | 2008-2017                                                                    | Чрезвычайный и полномочный посол РФ во Франции и Монако (по совм.)                             |
| 10 ноября 2005   | 1291                           | Шмагин, Евгений Алексеевич          | р. 1949    | 2002-2006                                                                    | Чрезвычайный и полномочный посол РФ в Кыргызстане                                              |
| 10 ноября 2005   | 1291                           | Шмагин, Евгений Алексеевич          | р. 1949    | 2010-2015                                                                    | Генеральный консул РФ в Бонне, Германия                                                        |
| 29 декабря 2005  | 1551                           | Лякин-Фролов, Игорь Семёнович       | р. 1948    | 1995-1999                                                                    | Чрезвычайный и полномочный посол РФ в Бурунди                                                  |
| 29 декабря 2005  | 1551                           | Лякин-Фролов, Игорь Семёнович       | р. 1948    | 2003-2008                                                                    | Чрезвычайный и полномочный посол РФ в Ботсване                                                 |
| 29 декабря 2005  | 1551                           | Лякин-Фролов, Игорь Семёнович       | р. 1948    | 2010-2013                                                                    | Полпред Российской Федерации при ОДКБ                                                          |
| 29 декабря 2005  | 1551                           | Лякин-Фролов, Игорь Семёнович       | р. 1948    | 2013-2022                                                                    | Чрезвычайный и полномочный посол РФ в Таджикистане                                             |
| 29 декабря 2005  | 1553                           | Братчиков, Игорь Борисович          | р. 1956    | 2000-2004                                                                    | Директор 4-го Европейского департамента МИД РФ                                                 |
| 29 декабря 2005  | 1553                           | Братчиков, Игорь Борисович          | р. 1956    | 2004-2007                                                                    | Директор 3-го Европейского департамента МИД РФ                                                 |
| 29 декабря 2005  | 1553                           | Братчиков, Игорь Борисович          | р. 1956    | 2007-2012                                                                    | Чрезвычайный и полномочный посол РФ в Швейцарии и Лихтенштейне (по совм.)                      |
| 29 декабря 2005  | 1553                           | Братчиков, Игорь Борисович          | р. 1956    | 2012-2020                                                                    | Посол по особым поручениям МИД РФ                                                              |
| 29 декабря 2005  | 1553                           | Братчиков, Игорь Борисович          | р. 1956    | 2012-2021                                                                    | Спецпредставитель президента РФ по демаркации границы с государствами СНГ                      |
| 29 декабря 2005  | 1553                           | Братчиков, Игорь Борисович          | р. 1956    | С 2020                                                                       | Чрезвычайный и полномочный посол РФ в Словакии                                                 |
| 10 января 2006   | 15                             | Ванин, Михаил Валентинович          | р. 1960    | 2004-2009                                                                    | Чрезвычайный и полномочный посол РФ в Словении                                                 |
| 10 января 2006   | 15                             | Ванин, Михаил Валентинович          | р. 1960    | 2009-2012                                                                    | Генеральный директор МИД РФ                                                                    |
| 10 января 2006   | 15                             | Ванин, Михаил Валентинович          | р. 1960    | 2012-2018                                                                    | Чрезвычайный и полномочный посол РФ в Дании                                                    |
| 10 января 2006   | 15                             | Ванин, Михаил Валентинович          | р. 1960    | 2021-2023                                                                    | Чрезвычайный и полномочный посол РФ в Латвии                                                   |
| 16 января 2006   | 27                             | Ивановский, Владимир Евгеньевич     | 1948—2016  | 1997-1998                                                                    | Генеральный консул РФ в Стамбуле, Турция                                                       |
| 16 января 2006   | 27                             | Ивановский, Владимир Евгеньевич     | 1948—2016  | 1999-2000                                                                    | Советник министра иностранных дел РФ                                                           |
| 16 января 2006   | 27                             | Ивановский, Владимир Евгеньевич     | 1948—2016  | 2000-2002                                                                    | Чрезвычайный и полномочный посол РФ в Македонии                                                |
| 16 января 2006   | 27                             | Ивановский, Владимир Евгеньевич     | 1948—2016  | 2002-2004                                                                    | Чрезвычайный и полномочный посол РФ в Сербии и Черногории                                      |
| 16 января 2006   | 27                             | Ивановский, Владимир Евгеньевич     | 1948—2016  | 2004-2007                                                                    | Посол по особым поручениям МИД РФ                                                              |
| 16 января 2006   | 27                             | Ивановский, Владимир Евгеньевич     | 1948—2016  | 2007-2013                                                                    | Чрезвычайный и полномочный посол РФ в Турции                                                   |
| 14 марта 2006    | 209                            | Букин, Сергей Николаевич            | 1950—2014  | 1996-2000                                                                    | Чрезвычайный и полномочный посол РФ в Ливии                                                    |
| 14 марта 2006    | 209                            | Букин, Сергей Николаевич            | 1950—2014  | 2004-2010                                                                    | Чрезвычайный и полномочный посол РФ в Ливане                                                   |
| 25 июля 2006     | 759                            | Котенев, Владимир Владимирович      | р. 1957    | 2001-2004                                                                    | Директор Департамента консульской службы МИД РФ                                                |
| 25 июля 2006     | 759                            | Котенев, Владимир Владимирович      | р. 1957    | 2004-2010                                                                    | Чрезвычайный и полномочный посол РФ в Германии                                                 |
| 18 августа 2006  | 899                            | Абдулатипов, Рамазан Гаджимурадович | р. 1946    | 2005-2009                                                                    | Чрезвычайный и полномочный посол РФ в Таджикистане                                             |
| 18 августа 2006  | 899                            | Абдулатипов, Рамазан Гаджимурадович | р. 1946    | 2017-2018                                                                    | Спецпредставитель президента РФ по вопросам Каспия                                             |
| 18 августа 2006  | 899                            | Абдулатипов, Рамазан Гаджимурадович | р. 1946    | 2018-2023                                                                    | Спецпредставитель РФ при ОИС                                                                   |
| 18 августа 2006  | 900                            | Серафимов, Вадим Викторович         | р. 1949    | 1994-1999                                                                    | Чрезвычайный и полномочный посол РФ в Камбодже                                                 |
| 18 августа 2006  | 900                            | Серафимов, Вадим Викторович         | р. 1949    | 2004-2009                                                                    | Чрезвычайный и полномочный посол РФ во Вьетнаме                                                |
| 5 февраля 2007   | 132                            | Тоцкий, Константин Васильевич       | 1950—2018  | 2003-2008                                                                    | Постоянный представитель РФ при НАТО                                                           |
| 6 февраля 2007   | 137                            | Игнатьев, Александр Александрович   | р. 1943    | 2000                                                                         | Директор 2-го Европейского департамента МИД РФ                                                 |
| 6 февраля 2007   | 137                            | Игнатьев, Александр Александрович   | р. 1943    | 2000-2005                                                                    | Чрезвычайный и полномочный посол РФ в Кении                                                    |
| 6 февраля 2007   | 137                            | Игнатьев, Александр Александрович   | р. 1943    | 2005-2006                                                                    | Председатель комитета высших должностных лиц Арктического совета от РФ                         |
| 6 февраля 2007   | 137                            | Игнатьев, Александр Александрович   | р. 1943    | 2005-2012                                                                    | Посол по особым поручениям МИД РФ                                                              |
| 6 февраля 2007   | 138                            | Кирпиченко, Сергей Вадимович        | 1951—2019  | 1998-2000                                                                    | Чрезвычайный и полномочный посол РФ в ОАЭ                                                      |
| 6 февраля 2007   | 138                            | Кирпиченко, Сергей Вадимович        | 1951—2019  | 2000-2004                                                                    | Чрезвычайный и полномочный посол РФ в Ливии                                                    |
| 6 февраля 2007   | 138                            | Кирпиченко, Сергей Вадимович        | 1951—2019  | 2004-2006                                                                    | Посол по особым поручениям МИД РФ                                                              |
| 6 февраля 2007   | 138                            | Кирпиченко, Сергей Вадимович        | 1951—2019  | 2006-2011                                                                    | Чрезвычайный и полномочный посол РФ в Сирии                                                    |
| 6 февраля 2007   | 138                            | Кирпиченко, Сергей Вадимович        | 1951—2019  | 2011-2019                                                                    | Чрезвычайный и полномочный посол РФ в Египте                                                   |
| 6 марта 2007     | 275                            | Шульгин, Александр Васильевич       | р. 1951    | 1998-2003                                                                    | Генеральный консул РФ в Марселе (Франция) и Монако (Монако)                                    |
| 6 марта 2007     | 275                            | Шульгин, Александр Васильевич       | р. 1951    | 2006-2009                                                                    | Чрезвычайный и полномочный посол РФ в Сенегале и Гамбии (по совм.)                             |
| 6 марта 2007     | 275                            | Шульгин, Александр Васильевич       | р. 1951    | 2009-2012                                                                    | Чрезвычайный и полномочный посол РФ в Люксембурге                                              |
| 6 марта 2007     | 275                            | Шульгин, Александр Васильевич       | р. 1951    | 2013-2015                                                                    | Директор 1-го Европейского департамента МИД РФ                                                 |
| 6 марта 2007     | 275                            | Шульгин, Александр Васильевич       | р. 1951    | 2015-2023                                                                    | Чрезвычайный и полномочный посол РФ в Нидерландах                                              |
| 6 марта 2007     | 276                            | Мухаметшин, Фарит Мубаракшевич      | р. 1947    | 2003-2008                                                                    | Чрезвычайный и полномочный посол РФ в Узбекистане                                              |
| 6 марта 2007     | 276                            | Мухаметшин, Фарит Мубаракшевич      | р. 1947    | 2008-2012                                                                    | Руководитель Россотрудничества, спецпредставитель президента РФ                                |
| 6 марта 2007     | 276                            | Мухаметшин, Фарит Мубаракшевич      | р. 1947    | 2012-2018                                                                    | Чрезвычайный и полномочный посол РФ в Молдове                                                  |
| 12 июля 2007     | 870                            | Антонов, Анатолий Иванович          | р. 1955    | 2004-2011                                                                    | Директор Департамента по вопросам безопасности МИД РФ                                          |
| 12 июля 2007     | 870                            | Антонов, Анатолий Иванович          | р. 1955    | 2016-2017                                                                    | Заместитель министра иностранных дел РФ                                                        |
| 12 июля 2007     | 870                            | Антонов, Анатолий Иванович          | р. 1955    | 2017-2024                                                                    | Чрезвычайный и полномочный посол РФ в США                                                      |
| 29 августа 2007  | 1125                           | Вершинин, Сергей Васильевич         | р. 1954    | 1999-2003                                                                    | Чрезвычайный и полномочный посол РФ в Алжире                                                   |
| 29 августа 2007  | 1125                           | Вершинин, Сергей Васильевич         | р. 1954    | 2005-2018                                                                    | Директор Департамента Ближнего Востока и Сев. Африки МИД РФ                                    |
| 29 августа 2007  | 1125                           | Вершинин, Сергей Васильевич         | р. 1954    | С 2018                                                                       | Заместитель министра иностранных дел РФ                                                        |
| 29 августа 2007  | 1126                           | Геворгян, Кирилл Горациевич         | р. 1953    | 2003-2009                                                                    | Чрезвычайный и полномочный посол РФ в Нидерландах                                              |
| 29 августа 2007  | 1126                           | Геворгян, Кирилл Горациевич         | р. 1953    | 2009-2015                                                                    | Директор Правового департамента МИД РФ                                                         |
| 29 августа 2007  | 1126                           | Геворгян, Кирилл Горациевич         | р. 1953    | 2015-2024                                                                    | Судья, вице-президент (с 2021) Международного суда ООН                                         |
| 29 августа 2007  | 1127                           | Садовников, Александр Алексеевич    | р. 1948    | 1999-2004                                                                    | Чрезвычайный и полномочный посол РФ в Уганде                                                   |
| 29 августа 2007  | 1127                           | Садовников, Александр Алексеевич    | р. 1948    | 2005-2011                                                                    | Чрезвычайный и полномочный посол РФ в Иране                                                    |
| 29 августа 2007  | 1127                           | Садовников, Александр Алексеевич    | р. 1948    | 2012-2013                                                                    | Посол по особым поручениям МИД РФ                                                              |
| 29 августа 2007  | 1127                           | Садовников, Александр Алексеевич    | р. 1948    | 2013-2016                                                                    | Советник министра иностранных дел РФ                                                           |
| 13 ноября 2007   | 1498                           | Камынин, Михаил Леонидович          | р. 1956    | 2002-2005                                                                    | Чрезвычайный и полномочный посол РФ в Испании и Андорре (по совм.)                             |
| 13 ноября 2007   | 1498                           | Камынин, Михаил Леонидович          | р. 1956    | 2005-2008                                                                    | Директор Департамента информации и печати МИД РФ                                               |
| 13 ноября 2007   | 1498                           | Камынин, Михаил Леонидович          | р. 1956    | 2008-2018                                                                    | Чрезвычайный и полномочный посол РФ на Кубе и Багамских Островах (по совм.)                    |
| 13 ноября 2007   | 1498                           | Камынин, Михаил Леонидович          | р. 1956    | С 2018                                                                       | Чрезвычайный и полномочный посол РФ в Португалии                                               |
| 13 ноября 2007   | 1499                           | Марьясов, Александр Георгиевич      | р. 1947    | 1994-1997                                                                    | Генеральный консул РФ в Исфахане, Иран                                                         |
| 13 ноября 2007   | 1499                           | Марьясов, Александр Георгиевич      | р. 1947    | 2001-2005                                                                    | Чрезвычайный и полномочный посол РФ в Иране                                                    |
| 13 ноября 2007   | 1499                           | Марьясов, Александр Георгиевич      | р. 1947    | 2005-2010                                                                    | Директор 2-го Департамента Азии МИД РФ                                                         |
| 13 ноября 2007   | 1499                           | Марьясов, Александр Георгиевич      | р. 1947    | 2010-2014                                                                    | Чрезвычайный и полномочный посол РФ в Таиланде                                                 |
| 14 ноября 2007   | 1500                           | Малаян, Эдуард Рубенович            | р. 1947    | 2000-2005                                                                    | Чрезвычайный и полномочный посол РФ в Ямайке                                                   |
| 14 ноября 2007   | 1500                           | Малаян, Эдуард Рубенович            | р. 1947    | 2000-2005                                                                    | Чрезвычайный и полномочный посол РФ в Антигуа и Барбуде, Доминике (по совм.)                   |
| 14 ноября 2007   | 1500                           | Малаян, Эдуард Рубенович            | р. 1947    | 2005-2009                                                                    | Чрезвычайный и полномочный посол РФ в Люксембурге                                              |
| 14 ноября 2007   | 1500                           | Малаян, Эдуард Рубенович            | р. 1947    | 2009-2012                                                                    | Посол по особым поручениям МИД РФ                                                              |
| 14 ноября 2007   | 1500                           | Малаян, Эдуард Рубенович            | р. 1947    | 2012-2018                                                                    | Чрезвычайный и полномочный посол РФ в Мексике и Белизе (по совм.)                              |
| 28 ноября 2007   | 1590                           | Морозов, Владимир Николаевич        | р. 1949    | 2000-2005                                                                    | Чрезвычайный и полномочный посол РФ в Малайзии и Брунее (по совм.)                             |
| 28 ноября 2007   | 1590                           | Морозов, Владимир Николаевич        | р. 1949    | 2005-2010                                                                    | Директор Департамента кадров МИД РФ                                                            |
| 28 ноября 2007   | 1590                           | Морозов, Владимир Николаевич        | р. 1949    | 2010-2016                                                                    | Чрезвычайный и полномочный посол РФ в Австралии                                                |
| 28 ноября 2007   | 1590                           | Морозов, Владимир Николаевич        | р. 1949    | 2010-2016                                                                    | Чрезвычайный и полномочный посол РФ в Вануату, Науру и Фиджи (по совм.)                        |
| 28 ноября 2007   | 1590                           | Морозов, Владимир Николаевич        | р. 1949    | 2012-2016                                                                    | Чрезвычайный и полномочный посол РФ в Тувалу (по совм.)                                        |
| 28 ноября 2007   | 1591                           | Яковлев, Сергей Яковлевич           | р. 1948    | 2000-2006                                                                    | Чрезвычайный и полномочный посол РФ в ОАЭ                                                      |
| 28 ноября 2007   | 1591                           | Яковлев, Сергей Яковлевич           | р. 1948    | 2006-2011                                                                    | Посол по особым поручениям МИД РФ                                                              |
| 28 ноября 2007   | 1591                           | Яковлев, Сергей Яковлевич           | р. 1948    | 2011-2015                                                                    | Чрезвычайный и полномочный посол РФ в Израиле                                                  |
| 24 января 2008   | 74                             | Корчагин, Юрий Петрович             | р. 1950    | 2003-2004                                                                    | Чрезвычайный и полномочный посол РФ в Колумбии                                                 |
| 24 января 2008   | 74                             | Корчагин, Юрий Петрович             | р. 1950    | 2004-2009                                                                    | Чрезвычайный и полномочный посол РФ в Аргентине                                                |
| 24 января 2008   | 74                             | Корчагин, Юрий Петрович             | р. 1950    | 2004-2008                                                                    | Чрезвычайный и полномочный посол РФ в Парагвае                                                 |
| 24 января 2008   | 74                             | Корчагин, Юрий Петрович             | р. 1950    | 2009-2012                                                                    | Директор Латиноамериканского департамента МИД РФ                                               |
| 24 января 2008   | 74                             | Корчагин, Юрий Петрович             | р. 1950    | 2012-2022                                                                    | Чрезвычайный и полномочный посол РФ в Испании и Андорре (по совм.)                             |
| 26 января 2008   | 93                             | Тимошкин, Михаил Евгеньевич         | 1950—2011  | 1999-2006                                                                    | И. о. директора, директор Деп-та государственного протокола МИД РФ                             |
| 26 января 2008   | 93                             | Тимошкин, Михаил Евгеньевич         | 1950—2011  | 2006-2011                                                                    | Чрезвычайный и полномочный посол РФ в Ирландии                                                 |
| 11 февраля 2008  | 174                            | Романов, Александр Александрович    | р. 1950    | 2001-2006                                                                    | Чрезвычайный и полномочный посол РФ в Сенегале и Гамбии (по совм.)                             |
| 11 февраля 2008  | 174                            | Романов, Александр Александрович    | р. 1950    | 2006-2009                                                                    | Директор Департамента Секретариата МИД РФ                                                      |
| 11 февраля 2008  | 174                            | Романов, Александр Александрович    | р. 1950    | 2009-2016                                                                    | Чрезвычайный и полномочный посол РФ в Бельгии                                                  |
| 11 февраля 2008  | 175                            | Владимир, Николай Михайлович        | р. 1947    | 1998-2000                                                                    | Чрезвычайный и полномочный посол РФ на Ямайке, Антигуа и Барбуде (по совм.)                    |
| 11 февраля 2008  | 175                            | Владимир, Николай Михайлович        | р. 1947    | 1999-2000                                                                    | Чрезвычайный и полномочный посол РФ в Доминике (по совм.)                                      |
| 11 февраля 2008  | 175                            | Владимир, Николай Михайлович        | р. 1947    | 2000-2004                                                                    | Чрезвычайный и полномочный посол России в Панаме                                               |
| 11 февраля 2008  | 175                            | Владимир, Николай Михайлович        | р. 1947    | 2007-2011                                                                    | Чрезвычайный и полномочный посол России в Гватемале                                            |
| 11 февраля 2008  | 175                            | Владимир, Николай Михайлович        | р. 1947    | 2011-2016                                                                    | Чрезвычайный и полномочный посол России в Никарагуа                                            |
| 11 февраля 2008  | 175                            | Владимир, Николай Михайлович        | р. 1947    | 2011-2016                                                                    | Чрезвычайный и полномочный посол РФ в Гондурасе и Сальвадоре (по совм.)                        |
| 11 февраля 2008  | 176                            | Орловец, Михаил Иванович            | р. 1950    | 2002-2004                                                                    | Чрезвычайный и полномочный посол РФ в Эквадоре                                                 |
| 11 февраля 2008  | 176                            | Орловец, Михаил Иванович            | р. 1950    | 2004-2009                                                                    | Чрезвычайный и полномочный посол РФ в Венесуэле                                                |
| 11 февраля 2008  | 176                            | Орловец, Михаил Иванович            | р. 1950    | 2004-2009                                                                    | Чрезвычайный и полномочный посол РФ в Доминиканской Респ. и Гаити (по совм.)                   |
| 11 февраля 2008  | 176                            | Орловец, Михаил Иванович            | р. 1950    | 2011-2015                                                                    | Чрезвычайный и полномочный посол РФ в Чили                                                     |
| 23 апреля 2008   | 547                            | Рожков, Андрей Николаевич           | р. 1944    | 2005-2011                                                                    | Чрезвычайный и полномочный посол РФ в Сингапуре                                                |
| 23 апреля 2008   | 548                            | Крамаренко, Александр Михайлович    | р. 1952    | 2005-2011                                                                    | Директор Департамента внешнеполитического планирования МИД РФ                                  |
| 23 апреля 2008   | 549                            | Румянцев, Александр Юрьевич         | р. 1945    | 2006-2017                                                                    | Чрезвычайный и полномочный посол РФ в Финляндии                                                |
| 28 июля 2008     | 1131                           | Змеевский, Александр Владимирович   | р. 1953    | 1996-2000                                                                    | Заместитель постоянного представителя РФ при ООН                                               |
| 28 июля 2008     | 1131                           | Змеевский, Александр Владимирович   | р. 1953    | 2000-2001, 2011-2016                                                         | Посол по особым поручениям МИД РФ                                                              |
| 28 июля 2008     | 1131                           | Змеевский, Александр Владимирович   | р. 1953    | 2002-2007                                                                    | И. о. директора, директор Деп-та по вопросам новых вызовов и угроз МИД РФ                      |
| 28 июля 2008     | 1131                           | Змеевский, Александр Владимирович   | р. 1953    | 2007-2011                                                                    | Постпред РФ при международных организациях в Вене                                              |
| 28 июля 2008     | 1131                           | Змеевский, Александр Владимирович   | р. 1953    | 2011-2016                                                                    | Спецпредставитель президента РФ по сотрудничеству в борьбе с терроризмом                       |
| 28 июля 2008     | 1131                           | Змеевский, Александр Владимирович   | р. 1953    | С 2016                                                                       | Чрезвычайный и полномочный посол РФ в Чехии                                                    |
| 28 июля 2008     | 1132                           | Неверов, Игорь Святославович        | р. 1956    | 2002-2009                                                                    | Директор Департамента Северной Америки МИД РФ                                                  |
| 28 июля 2008     | 1132                           | Неверов, Игорь Святославович        | р. 1956    | 2009-2014                                                                    | Чрезвычайный и полномочный посол РФ в Швеции                                                   |
| 28 июля 2008     | 1132                           | Неверов, Игорь Святославович        | р. 1956    | 2014-2018                                                                    | Директор 2-го Европейского департамента МИД РФ                                                 |
| 28 июля 2008     | 1132                           | Неверов, Игорь Святославович        | р. 1956    | С 2018                                                                       | Начальник управления администрации президента РФ по внешней политике                           |
| 24 октября 2008  | 1525                           | Павловский, Вячеслав Альфредович    | р. 1956    | 2001-2004                                                                    | Генеральный консул РФ в Нью-Йорке, США                                                         |
| 24 октября 2008  | 1525                           | Павловский, Вячеслав Альфредович    | р. 1956    | 2004-2009                                                                    | Директор Консульского департамента МИД РФ                                                      |
| 24 октября 2008  | 1525                           | Павловский, Вячеслав Альфредович    | р. 1956    | 2009                                                                         | Начальник ГУ по делам обслуживания дипкорпуса МИД РФ                                           |
| 24 октября 2008  | 1525                           | Павловский, Вячеслав Альфредович    | р. 1956    | 2010-2016                                                                    | Чрезвычайный и полномочный посол РФ в Норвегии                                                 |
| 25 октября 2008  | 1526                           | Коваленко, Вячеслав Евгеньевич      | р. 1946    | 2004-2006                                                                    | Директор 2-го Департамента стран СНГ МИД РФ                                                    |
| 25 октября 2008  | 1526                           | Коваленко, Вячеслав Евгеньевич      | р. 1946    | 2006-2009                                                                    | Чрезвычайный и полномочный посол РФ в Грузии                                                   |
| 25 октября 2008  | 1526                           | Коваленко, Вячеслав Евгеньевич      | р. 1946    | 2009-2013                                                                    | Чрезвычайный и полномочный посол РФ в Армении                                                  |
| 29 октября 2008  | 1536                           | Ахмедов, Станислав Анварович        | р. 1952    | 1998-2002                                                                    | Чрезвычайный и полномочный посол РФ в Руанде                                                   |
| 29 октября 2008  | 1536                           | Ахмедов, Станислав Анварович        | р. 1952    | 2006-2011                                                                    | Чрезвычайный и полномочный посол РФ в Камеруне                                                 |
| 29 октября 2008  | 1536                           | Ахмедов, Станислав Анварович        | р. 1952    | 2006-2011                                                                    | Чрезвычайный и полномочный посол РФ в Экваториальной Гвинее (по совм.)                         |
| 29 октября 2008  | 1536                           | Ахмедов, Станислав Анварович        | р. 1952    | 2013-2020                                                                    | Чрезвычайный и полномочный посол РФ на Мадагаскаре и Коморах (по совм.)                        |
| 29 октября 2008  | 1537                           | Петухов, Владимир Евгеньевич        | 1947—2019  | 1997-2000                                                                    | Чрезвычайный и полномочный посол РФ в Кабо-Верде                                               |
| 29 октября 2008  | 1537                           | Петухов, Владимир Евгеньевич        | 1947—2019  | 2000-2003                                                                    | Главный советник Департамента Африки МИД РФ                                                    |
| 29 октября 2008  | 1537                           | Петухов, Владимир Евгеньевич        | 1947—2019  | 2003-2008                                                                    | Чрезвычайный и полномочный посол РФ в Гвинее-Бисау                                             |
| 17 декабря 2008  | 1786                           | Солоцинский, Владимир Дмитриевич    | р. 1948    | 1997-2000                                                                    | Генеральный консул РФ во Львове, Украина                                                       |
| 17 декабря 2008  | 1786                           | Солоцинский, Владимир Дмитриевич    | р. 1948    | 2002-2006                                                                    | Посол по особым поручениям МИД РФ                                                              |
| 17 декабря 2008  | 1786                           | Солоцинский, Владимир Дмитриевич    | р. 1948    | 2006-2010                                                                    | Чрезвычайный и полномочный посол РФ в Македонии                                                |
| 17 декабря 2008  | 1787                           | Смирнов, Анатолий Павлович          | р. 1945    | 1994-1998                                                                    | Чрезвычайный и полномочный посол РФ в Руанде                                                   |
| 17 декабря 2008  | 1787                           | Смирнов, Анатолий Павлович          | р. 1945    | 2000-2003                                                                    | Генеральный консул РФ в Эдинбурге, Великобритания                                              |
| 17 декабря 2008  | 1787                           | Смирнов, Анатолий Павлович          | р. 1945    | 2005-2010                                                                    | Чрезвычайный и полномочный посол РФ в Мали и Нигере (по совм.)                                 |
| 6 февраля 2009   | 133                            | Майоров, Михаил Владимирович        | 1948—2011  | 1990-1995                                                                    | Чрезвычайный и полномочный посол СССР, РФ в Кот-д’Ивуаре                                       |
| 6 февраля 2009   | 133                            | Майоров, Михаил Владимирович        | 1948—2011  | 1992-1995                                                                    | Чрезвычайный и полномочный посол РФ в Буркина-Фасо (по совм.)                                  |
| 6 февраля 2009   | 133                            | Майоров, Михаил Владимирович        | 1948—2011  | 2000-2010                                                                    | Посол по особым поручениям МИД РФ                                                              |
| 4 марта 2009     | 237                            | Рябков, Сергей Алексеевич           | р. 1960    | 2005-2008                                                                    | Директор Департамента общеевропейского сотрудничества МИД РФ                                   |
| 4 марта 2009     | 237                            | Рябков, Сергей Алексеевич           | р. 1960    | С 2008                                                                       | Заместитель министра иностранных дел РФ                                                        |
| 11 марта 2009    | 264                            | Конузин, Александр Васильевич       | р. 1947    | 2001-2005                                                                    | Первый заместитель постпреда РФ при ООН                                                        |
| 11 марта 2009    | 264                            | Конузин, Александр Васильевич       | р. 1947    | 2005-2008                                                                    | Директор Департамента международных организаций МИД РФ                                         |
| 11 марта 2009    | 264                            | Конузин, Александр Васильевич       | р. 1947    | 2008-2012                                                                    | Чрезвычайный и полномочный посол РФ в Сербии                                                   |
| 27 марта 2009    | 330                            | Лебедев, Сергей Николаевич          | р. 1948    | С 2007                                                                       | Исполнительный секретарь СНГ                                                                   |
| 6 апреля 2009    | 356                            | Рогозин, Дмитрий Олегович           | р. 1963    | 2000-2003                                                                    | Председатель Комитета Государственной Думы по международным делам                              |
| 6 апреля 2009    | 356                            | Рогозин, Дмитрий Олегович           | р. 1963    | 2002-2004                                                                    | Спецпредставитель президента РФ по вопросам взаимодействия с ЕС                                |
| 6 апреля 2009    | 356                            | Рогозин, Дмитрий Олегович           | р. 1963    | 2003-2004                                                                    | Заместитель председателя Государственной Думы                                                  |
| 6 апреля 2009    | 356                            | Рогозин, Дмитрий Олегович           | р. 1963    | 2008-2011                                                                    | Постоянный представитель РФ при НАТО                                                           |
| 13 апреля 2009   | 383                            | Исаков, Юрий Николаевич             | р. 1948    | 2000-2004                                                                    | Заместитель постоянного представителя РФ при ООН                                               |
| 13 апреля 2009   | 383                            | Исаков, Юрий Николаевич             | р. 1948    | 2004-2008                                                                    | Посол по особым поручениям МИД РФ                                                              |
| 13 апреля 2009   | 383                            | Исаков, Юрий Николаевич             | р. 1948    | 2008-2016                                                                    | Чрезвычайный и полномочный посол РФ в Болгарии                                                 |
| 29 апреля 2009   | 477                            | Вешняков, Александр Альбертович     | р. 1952    | 2008-2016                                                                    | Чрезвычайный и полномочный посол РФ в Латвии                                                   |
| 1 июня 2009      | 610                            | Щербак, Олег Николаевич             | р. 1950    | 2001-2007                                                                    | Чрезвычайный и полномочный посол РФ в Зимбабве и Малави (по совм.)                             |
| 1 июня 2009      | 610                            | Щербак, Олег Николаевич             | р. 1950    | 2008-2010                                                                    | Директор Департамента безопасности МИД РФ                                                      |
| 1 июня 2009      | 610                            | Щербак, Олег Николаевич             | р. 1950    | 2010-2018                                                                    | Чрезвычайный и полномочный посол РФ в Македонии                                                |
| 14 июля 2009     | 805                            | Нестерушкин, Валерий Михайлович     | р. 1949    | 1999-2004                                                                    | Чрезвычайный и полномочный посол РФ на Маврикии                                                |
| 14 июля 2009     | 805                            | Нестерушкин, Валерий Михайлович     | р. 1949    | 2004-2010                                                                    | Посол по особым поручениям МИД РФ, спецпредставитель МИД РФ                                    |
| 14 июля 2009     | 805                            | Нестерушкин, Валерий Михайлович     | р. 1949    | 2010-2014                                                                    | Чрезвычайный и полномочный посол РФ в Сенегале и Гамбии (по совм.)                             |
| 16 июля 2009     | 815                            | Кудрявцев, Виктор Сергеевич         | р. 1945    | 1993-1997                                                                    | Генеральный консул РФ в Александрии, Египет                                                    |
| 16 июля 2009     | 815                            | Кудрявцев, Виктор Сергеевич         | р. 1945    | 1997-2000                                                                    | Главный советник Генерального секретариата МИД РФ                                              |
| 16 июля 2009     | 815                            | Кудрявцев, Виктор Сергеевич         | р. 1945    | 2000-2005                                                                    | Чрезвычайный и полномочный посол РФ в Катаре                                                   |
| 16 июля 2009     | 815                            | Кудрявцев, Виктор Сергеевич         | р. 1945    | 2005-2010                                                                    | Чрезвычайный и полномочный посол РФ в Саудовской Аравии                                        |
| 16 июля 2009     | 816                            | Щербак, Игорь Николаевич            | р. 1947    | 2005-2011                                                                    | Заместитель директора Департамента организаций МИД РФ                                          |
| 16 июля 2009     | 816                            | Щербак, Игорь Николаевич            | р. 1947    | 2011-2012                                                                    | Первый заместитель постпреда РФ при ООН                                                        |
| 20 октября 2009  | 1171                           | Бордюжа, Николай Николаевич         | р. 1949    | 1999                                                                         | Посол по особым поручениям МИД РФ                                                              |
| 20 октября 2009  | 1171                           | Бордюжа, Николай Николаевич         | р. 1949    | 1999-2003                                                                    | Чрезвычайный и полномочный посол РФ в Дании                                                    |
| 20 октября 2009  | 1171                           | Бордюжа, Николай Николаевич         | р. 1949    | 2003-2016                                                                    | Генеральный секретарь ОДКБ                                                                     |
| 17 ноября 2009   | 1294                           | Кузьмин, Валерий Иванович           | р. 1953    | 1998-2003                                                                    | Чрезвычайный и полномочный посол РФ в Судане                                                   |
| 17 ноября 2009   | 1294                           | Кузьмин, Валерий Иванович           | р. 1953    | 2003, 2012-2016                                                              | Посол по особым поручениям МИД РФ                                                              |
| 17 ноября 2009   | 1294                           | Кузьмин, Валерий Иванович           | р. 1953    | 2003-2007                                                                    | И. о. директора, директор Деп-та по связям с регионами и парламентом МИД РФ                    |
| 17 ноября 2009   | 1294                           | Кузьмин, Валерий Иванович           | р. 1953    | 2007-2012                                                                    | Чрезвычайный и полномочный посол РФ в Молдове                                                  |
| 17 ноября 2009   | 1294                           | Кузьмин, Валерий Иванович           | р. 1953    | 2016-2024                                                                    | Чрезвычайный и полномочный посол РФ в Румынии                                                  |
| 17 ноября 2009   | 1295                           | Азимов, Анвар Сарварович            | р. 1950    | 2005-2008                                                                    | Чрезвычайный и полномочный посол РФ в Замбии                                                   |
| 17 ноября 2009   | 1295                           | Азимов, Анвар Сарварович            | р. 1950    | 2008-2011                                                                    | Постоянный представитель РФ при ОБСЕ                                                           |
| 17 ноября 2009   | 1295                           | Азимов, Анвар Сарварович            | р. 1950    | 2011-2015                                                                    | Посол по особым поручениям МИД РФ                                                              |
| 17 ноября 2009   | 1295                           | Азимов, Анвар Сарварович            | р. 1950    | 2015-2020                                                                    | Чрезвычайный и полномочный посол РФ в Хорватии                                                 |
| 20 ноября 2009   | 1314                           | Карпушин, Александр Романович       | р. 1949    | 2004-2011                                                                    | Чрезвычайный и полномочный посол РФ в Кабо-Верде                                               |
| 20 ноября 2009   | 1314                           | Карпушин, Александр Романович       | р. 1949    | 2011-2014                                                                    | Директор Управления делами (Департамента) МИД РФ                                               |
| 20 ноября 2009   | 1314                           | Карпушин, Александр Романович       | р. 1949    | 2014-2019                                                                    | Чрезвычайный и полномочный посол РФ в Албании                                                  |
| 1 декабря 2009   | 1369                           | Косачев, Константин Иосифович       | р. 1962    | 1998-1999                                                                    | Помощник председателя Правительства РФ по международным вопросам                               |
| 1 декабря 2009   | 1369                           | Косачев, Константин Иосифович       | р. 1962    | 1999-2003, 2011-2012                                                         | Заместитель председателя Комитета ГД по международным делам                                    |
| 1 декабря 2009   | 1369                           | Косачев, Константин Иосифович       | р. 1962    | 2004-2011                                                                    | Председатель Комитета Государственной Думы по международным делам                              |
| 1 декабря 2009   | 1369                           | Косачев, Константин Иосифович       | р. 1962    | 2012-2014                                                                    | Руководитель Россотрудничества, спецпредставитель президента РФ                                |
| 1 декабря 2009   | 1369                           | Косачев, Константин Иосифович       | р. 1962    | 2014-2021                                                                    | Председатель Комитета СФ по международным делам                                                |
| 1 декабря 2009   | 1369                           | Косачев, Константин Иосифович       | р. 1962    | С 2021                                                                       | Заместитель председателя Совета Федерации                                                      |
| 9 февраля 2010   | 164                            | Шумский, Вячеслав Дмитриевич        | р. 1950    | 1998-2003                                                                    | Чрезвычайный и полномочный посол РФ в Намибии                                                  |
| 9 февраля 2010   | 164                            | Шумский, Вячеслав Дмитриевич        | р. 1950    | 2006-2008                                                                    | Директор 1-го Департамента стран СНГ МИД РФ                                                    |
| 9 февраля 2010   | 164                            | Шумский, Вячеслав Дмитриевич        | р. 1950    | 2008-2013                                                                    | Чрезвычайный и полномочный посол РФ на Кипре                                                   |
| 9 февраля 2010   | 165                            | Ненашев, Сергей Васильевич          | р. 1947    | 1999-2003                                                                    | Чрезвычайный и полномочный посол РФ в Конго                                                    |
| 9 февраля 2010   | 165                            | Ненашев, Сергей Васильевич          | р. 1947    | 2007-2012                                                                    | Чрезвычайный и полномочный посол РФ в Анголе                                                   |
| 9 февраля 2010   | 165                            | Ненашев, Сергей Васильевич          | р. 1947    | 2007-2012                                                                    | Чрезвычайный и полномочный посол РФ в Сан-Томе и Принсипи (по совм.)                           |
| 9 февраля 2010   | 166                            | Татаринов, Андрей Алексеевич        | р. 1951    | 2001-2004                                                                    | Чрезвычайный и полномочный посол РФ во Вьетнаме                                                |
| 9 февраля 2010   | 166                            | Татаринов, Андрей Алексеевич        | р. 1951    | 2008                                                                         | Директор Департамент стран АТР МИД РФ                                                          |
| 9 февраля 2010   | 166                            | Татаринов, Андрей Алексеевич        | р. 1951    | 2008-2012                                                                    | Чрезвычайный и полномочный посол РФ в Новой Зеландии                                           |
| 9 февраля 2010   | 166                            | Татаринов, Андрей Алексеевич        | р. 1951    | 2008-2012                                                                    | Чрезвычайный и полномочный посол РФ в Самоа и Тонга (по совм.)                                 |
| 9 февраля 2010   | 166                            | Татаринов, Андрей Алексеевич        | р. 1951    | 2012-2015                                                                    | Директор 3-го Департамента Азии МИД РФ                                                         |
| 9 февраля 2010   | 166                            | Татаринов, Андрей Алексеевич        | р. 1951    | 2015-2021                                                                    | Чрезвычайный и полномочный посол РФ в Сингапуре                                                |
| 9 февраля 2010   | 167                            | Митрофанова, Элеонора Валентиновна  | р. 1953    | 2003-2004                                                                    | Первый заместитель министра иностранных дел РФ                                                 |
| 9 февраля 2010   | 167                            | Митрофанова, Элеонора Валентиновна  | р. 1953    | 2004-2009, 2017-2020                                                         | Руководитель Россотрудничества                                                                 |
| 9 февраля 2010   | 167                            | Митрофанова, Элеонора Валентиновна  | р. 1953    | 2009-2016                                                                    | Постоянный представитель РФ при ЮНЕСКО                                                         |
| 9 февраля 2010   | 167                            | Митрофанова, Элеонора Валентиновна  | р. 1953    | 2016-2017                                                                    | Посол по особым поручениям МИД РФ                                                              |
| 9 февраля 2010   | 167                            | Митрофанова, Элеонора Валентиновна  | р. 1953    | С 2021                                                                       | Чрезвычайный и полномочный посол РФ в Болгарии                                                 |
| 12 апреля 2010   | 458                            | Суриков, Александр Александрович    | р. 1940    | 2006-2018                                                                    | Чрезвычайный и полномочный посол РФ в Беларуси                                                 |
| 21 мая 2010      | 614                            | Клименко, Анатолий Иванович         | р. 1947    | 2000-2005                                                                    | Чрезвычайный и полномочный посол РФ в Мали и Нигере (по совм.)                                 |
| 21 мая 2010      | 614                            | Клименко, Анатолий Иванович         | р. 1947    | 2008-2013                                                                    | Чрезвычайный и полномочный посол РФ в ДР Конго                                                 |
| 21 мая 2010      | 615                            | Шуваев, Валерьян Владимирович       | 1955—2024  | 2004-2008                                                                    | Чрезвычайный и полномочный посол РФ в Ливии                                                    |
| 21 мая 2010      | 615                            | Шуваев, Валерьян Владимирович       | 1955—2024  | 2008-2012                                                                    | Чрезвычайный и полномочный посол РФ в Ираке                                                    |
| 21 мая 2010      | 615                            | Шуваев, Валерьян Владимирович       | 1955—2024  | 2018-2022                                                                    | Чрезвычайный и полномочный посол РФ в Марокко                                                  |
| 21 мая 2010      | 615                            | Шуваев, Валерьян Владимирович       | 1955—2024  | 2022-2024                                                                    | Чрезвычайный и полномочный посол РФ в Алжире                                                   |
| 12 июля 2010     | 886                            | Гатилов, Геннадий Михайлович        | р. 1950    | 1999-2004                                                                    | Первый заместитель постпреда РФ при ООН                                                        |
| 12 июля 2010     | 886                            | Гатилов, Геннадий Михайлович        | р. 1950    | 2008-2011                                                                    | Директор Департамента организаций МИД РФ                                                       |
| 12 июля 2010     | 886                            | Гатилов, Геннадий Михайлович        | р. 1950    | 2011-2018                                                                    | Заместитель министра иностранных дел РФ                                                        |
| 12 июля 2010     | 886                            | Гатилов, Геннадий Михайлович        | р. 1950    | С 2018                                                                       | Постоянный представитель РФ при отделении ООН в Женеве                                         |
| 12 июля 2010     | 886                            | Гатилов, Геннадий Михайлович        | р. 1950    | С 2018                                                                       | Постпред РФ при Конференции по разоружению в Женеве (по совм.)                                 |
| 12 июля 2010     | 887                            | Кабулов, Замир Набиевич             | р. 1954    | 2004-2009                                                                    | Чрезвычайный и полномочный посол РФ в Афганистане                                              |
| 12 июля 2010     | 887                            | Кабулов, Замир Набиевич             | р. 1954    | 2010-2024                                                                    | Директор 2-го Департамента Азии МИД РФ                                                         |
| 12 июля 2010     | 887                            | Кабулов, Замир Набиевич             | р. 1954    | С 2011                                                                       | Специальный представитель президента РФ по Афганистану                                         |
| 13 сентября 2010 | 1127                           | Чурилин, Александр Анатольевич      | 1946—2021  | 2003-2006                                                                    | Директор Историко-документального департамента МИД РФ                                          |
| 13 сентября 2010 | 1127                           | Чурилин, Александр Анатольевич      | 1946—2021  | 2006-2011                                                                    | Чрезвычайный и полномочный посол РФ в Румынии                                                  |
| 21 октября 2010  | 1275                           | Колодкин, Роман Анатольевич         | р. 1960    | 2001-2009, 2015-2017                                                         | Директор Правового департамента МИД РФ                                                         |
| 21 октября 2010  | 1275                           | Колодкин, Роман Анатольевич         | р. 1960    | 2009-2015                                                                    | Чрезвычайный и полномочный посол РФ в Нидерландах                                              |
| 25 октября 2010  | 1282                           | Сухинин, Валерий Евгеньевич         | р. 1950    | 2006                                                                         | Посол по особым поручениям МИД РФ                                                              |
| 25 октября 2010  | 1282                           | Сухинин, Валерий Евгеньевич         | р. 1950    | 2006-2012                                                                    | Чрезвычайный и полномочный посол РФ в КНДР                                                     |
| 25 октября 2010  | 1283                           | Самойленко, Виктор Васильевич       | 1947—2018  | 1999-2004                                                                    | Чрезвычайный и полномочный посол РФ в Камбодже                                                 |
| 25 октября 2010  | 1283                           | Самойленко, Виктор Васильевич       | 1947—2018  | 2005-2009                                                                    | Посол по особым поручениям МИД РФ, представитель МИД РФ в СФО                                  |
| 25 октября 2010  | 1283                           | Самойленко, Виктор Васильевич       | 1947—2018  | 2009-2013                                                                    | Чрезвычайный и полномочный посол РФ в Монголии                                                 |
| 8 ноября 2010    | 1386                           | Иванов, Александр Анатольевич       | р. 1952    | 2001-2004                                                                    | Начальник Управления (Деп-та) общеазиатских проблем МИД РФ                                     |
| 8 ноября 2010    | 1386                           | Иванов, Александр Анатольевич       | р. 1952    | 2004-2006                                                                    | Директор Департамента стран АСЕАН и общеазиатских проблем МИД РФ                               |
| 8 ноября 2010    | 1386                           | Иванов, Александр Анатольевич       | р. 1952    | 2007-2012                                                                    | Чрезвычайный и полномочный посол РФ в Индонезии                                                |
| 8 ноября 2010    | 1386                           | Иванов, Александр Анатольевич       | р. 1952    | 2007-2012                                                                    | Чрезвычайный и полномочный посол РФ в Кирибати, Вост. Тиморе и Папуа − Новой Гвинее (по совм.) |
| 8 ноября 2010    | 1386                           | Иванов, Александр Анатольевич       | р. 1952    | 2012-2017                                                                    | Посол по особым поручениям МИД РФ                                                              |
| 8 ноября 2010    | 1386                           | Иванов, Александр Анатольевич       | р. 1952    | 2009-2012, 2017-2023                                                         | Постоянный представитель РФ при АСЕАН                                                          |
| 8 ноября 2010    | 1387                           | Кабанов, Олег Викторович            | р. 1954    | 1992-1993                                                                    | Начальник 3-го Европейского управления МИД РФ, советник министра иностранных дел РФ            |
| 8 ноября 2010    | 1387                           | Кабанов, Олег Викторович            | р. 1954    | 1993-1998                                                                    | Чрезвычайный и полномочный посол РФ в Шри-Ланке и на Мальдивах (по совм.)                      |
| 8 ноября 2010    | 1387                           | Кабанов, Олег Викторович            | р. 1954    | 2001-2006                                                                    | Чрезвычайный и полномочный посол РФ в Мьянме                                                   |
| 8 ноября 2010    | 1387                           | Кабанов, Олег Викторович            | р. 1954    | 2010-2014                                                                    | Чрезвычайный и полномочный посол РФ в Лаосе                                                    |
| 8 ноября 2010    | 1388                           | Болотин, Борис Фёдорович            | р. 1950    | 1999-2004                                                                    | Чрезвычайный и полномочный посол РФ в Ливане                                                   |
| 8 ноября 2010    | 1388                           | Болотин, Борис Фёдорович            | р. 1950    | 2008-2013                                                                    | Чрезвычайный и полномочный посол РФ в Марокко                                                  |
| 8 ноября 2010    | 1388                           | Болотин, Борис Фёдорович            | р. 1950    | 2013-2018                                                                    | Чрезвычайный и полномочный посол РФ в Иордании                                                 |
| 22 ноября 2010   | 1457                           | Дорохин, Владимир Дмитриевич        | р. 1948    | 1998-2001                                                                    | И. о. директора, директор Департамента по делам ЮНЕСКО МИД РФ                                  |
| 22 ноября 2010   | 1457                           | Дорохин, Владимир Дмитриевич        | р. 1948    | 2001-2005                                                                    | Чрезвычайный и полномочный посол РФ в Замбии                                                   |
| 22 ноября 2010   | 1457                           | Дорохин, Владимир Дмитриевич        | р. 1948    | 2009-2017                                                                    | Чрезвычайный и полномочный посол РФ в Азербайджане                                             |

## 2011—2020
| Дата указа                | Номер указа                                                          | Фамилия, имя, отчество               | Годы жизни | Годы службы | Место службы и должность                                                                                            |
| ------------------------- | -------------------------------------------------------------------- | ------------------------------------ | ---------- | --- | --- |
| 17 января 2011            | 50                                                                   | Кондрашёв, Игорь Сергеевич           | р. 1948    | 1999-2003 | Генеральный консул РФ в Барселоне, Испания                                                                          |
| 17 января 2011            | 50                                                                   | Кондрашёв, Игорь Сергеевич           | р. 1948    | 2005-2011 | Чрезвычайный и полномочный посол РФ в Никарагуа                                                                     |
| 17 января 2011            | 50                                                                   | Кондрашёв, Игорь Сергеевич           | р. 1948    | 2005-2011 | Чрезвычайный и полномочный посол РФ в Гондурасе и Сальвадоре (по совм.)                                             |
| 17 января 2011            | 51                                                                   | Воронков, Владимир Иванович          | р. 1953    | 2008-2011 | Директор Департамента общеевропейского сотрудничества МИД РФ                                                        |
| 17 января 2011            | 51                                                                   | Воронков, Владимир Иванович          | р. 1953    | 2011-2017 | Постпред РФ при международных организациях в Вене                                                                   |
| 17 января 2011            | 51                                                                   | Воронков, Владимир Иванович          | р. 1953    | С 2017 | Заместитель Генерального секретаря ООН                                                                              |
| 17 января 2011            | 52                                                                   | Блатов, Игорь Анатольевич            | 1946—2019  | 2006-2011 | Чрезвычайный и полномочный посол РФ в Туркменистане                                                                 |
| 22 марта 2011             | 339                                                                  | Попов, Юрий Фёдорович                | р. 1954    | 2006-2009 | Посол по особым поручениям МИД РФ                                                                                   |
| 22 марта 2011             | 339                                                                  | Попов, Юрий Фёдорович                | р. 1954    | 2009-2013 | Чрезвычайный и полномочный посол РФ в Таджикистане                                                                  |
| 22 марта 2011             | 339                                                                  | Попов, Юрий Фёдорович                | р. 1954    | 2015-2022 | Чрезвычайный и полномочный посол РФ в Танзании                                                                      |
| 22 марта 2011             | 340                                                                  | Карлов, Андрей Геннадьевич           | 1954—2016  | 2001-2006 | Чрезвычайный и полномочный посол РФ в КНДР                                                                          |
| 22 марта 2011             | 2009-2013                                                            | Карлов, Андрей Геннадьевич           | 1954—2016  | Директор Консульского департамента МИД РФ                                                                         | |
| 22 марта 2011             | 2013-2016                                                            | Карлов, Андрей Геннадьевич           | 1954—2016  | Чрезвычайный и полномочный посол РФ в Турции                                                                      | |
| 12 июня 2011              | 791                                                                  | Зурабов, Михаил Юрьевич              | р. 1953    | 2009-2016 | Чрезвычайный и полномочный посол РФ на Украине                                                                      |
| 25 июля 2011              | 986                                                                  | Внуков, Константин Васильевич        | р. 1951    | 1998-2003 | Генеральный консул РФ в Гонконге и Макао, КНР                                                                       |
| 25 июля 2011              | 986                                                                  | Внуков, Константин Васильевич        | р. 1951    | 2003-2009 | Директор 1-го Департамента Азии МИД РФ                                                                              |
| 25 июля 2011              | 986                                                                  | Внуков, Константин Васильевич        | р. 1951    | 2009-2014 | Чрезвычайный и полномочный посол РФ в Республике Корея                                                              |
| 25 июля 2011              | 986                                                                  | Внуков, Константин Васильевич        | р. 1951    | 2014-2021 | Чрезвычайный и полномочный посол РФ во Вьетнаме                                                                     |
| 6 сентября 2011           | 1160                                                                 | Кушаков, Андрей Анатольевич          | 1952—2012  | 2000-2006 | Чрезвычайный и полномочный посол РФ в ЮАР и Лесото (по совм.)                                                       |
| 6 сентября 2011           | 1160                                                                 | Кушаков, Андрей Анатольевич          | 1952—2012  | 2006-2010 | Посол по особым поручениям МИД РФ                                                                                   |
| 6 сентября 2011           | 1160                                                                 | Кушаков, Андрей Анатольевич          | 1952—2012  | 2010-2012 | Чрезвычайный и полномочный посол РФ в Зимбабве и Малави (по совм.)                                                  |
| 4 ноября 2011             | 1462                                                                 | Орлов, Валерий Яковлевич             | р. 1947    | 2002-2006 | Чрезвычайный и полномочный посол РФ в Гане и Либерии (по совм.)                                                     |
| 4 ноября 2011             | 1462                                                                 | Орлов, Валерий Яковлевич             | р. 1947    | 2009-2015 | Чрезвычайный и полномочный посол РФ в Джибути                                                                       |
| 4 ноября 2011             | 1462                                                                 | Орлов, Валерий Яковлевич             | р. 1947    | 2013-2015 | Чрезвычайный и полномочный посол РФ в Сомали (по совм.)                                                             |
| 10 февраля 2012           | 154                                                                  | Романов, Юрий Александрович          | р. 1945    | 1991-1993 | Генеральный консул РФ в Дебрецене, Венгрия                                                                          |
| 10 февраля 2012           | 154                                                                  | Романов, Юрий Александрович          | р. 1945    | 2001-2006 | Чрезвычайный и полномочный посол РФ на Мадагаскаре и Коморах (по совм.)                                             |
| 10 февраля 2012           | 154                                                                  | Романов, Юрий Александрович          | р. 1945    | 2009-2014 | Чрезвычайный и полномочный посол РФ в Конго                                                                         |
| 10 февраля 2012           | 155                                                                  | Нечаев, Сергей Юрьевич               | р. 1953    | 2001-2003 | Генеральный консул РФ в Бонне, Германия                                                                             |
| 10 февраля 2012           | 2007-2010, 2015-2018                                                 | Нечаев, Сергей Юрьевич               | р. 1953    | Директор 3-го Европейского департамента МИД РФ                                                                    | |
| 10 февраля 2012           | 2010-2015                                                            | Нечаев, Сергей Юрьевич               | р. 1953    | Чрезвычайный и полномочный посол РФ в Австрии                                                                     | |
| 10 февраля 2012           | С 2018                                                               | Нечаев, Сергей Юрьевич               | р. 1953    | Чрезвычайный и полномочный посол РФ в Германии                                                                    | |
| 10 февраля 2012           | 156                                                                  | Гармонин, Сергей Викторович          | р. 1953    | 2004-2009 | Генеральный консул РФ в Нью-Йорке, США                                                                              |
| 10 февраля 2012           | 2009-2012                                                            | Гармонин, Сергей Викторович          | р. 1953    | Директор Департамента специальной связи МИД РФ                                                                    | |
| 10 февраля 2012           | 2012-2016                                                            | Гармонин, Сергей Викторович          | р. 1953    | Директор Департамента кадров МИД РФ                                                                               | |
| 10 февраля 2012           | С 2016                                                               | Гармонин, Сергей Викторович          | р. 1953    | Чрезвычайный и полномочный посол РФ в Швейцарии и Лихтенштейне (по совм.)                                         | |
| 10 февраля 2012           | 157                                                                  | Зотин, Виктор Гаврилович             | р. 1947    | 1998-2001 | Чрезвычайный и полномочный посол РФ в Шри-Ланке и на Мальдивах (по совм.)                                           |
| 10 февраля 2012           | 2006-2012                                                            | Зотин, Виктор Гаврилович             | р. 1947    | Чрезвычайный и полномочный посол РФ на Ямайке                                                                     | |
| 10 февраля 2012           | 2006-2012                                                            | Зотин, Виктор Гаврилович             | р. 1947    | Чрезвычайный и полномочный посол РФ в Антигуа и Барбуде, Доминике, Сент-Люсии и на Сент-Китсе и Невисе (по совм.) | |
| 10 февраля 2012           | 158                                                                  | Шеин, Александр Петрович             | р. 1952    | 1999-2002 | Чрезвычайный и полномочный посол РФ в Ираке                                                                         |
| 10 февраля 2012           | 2002-2006                                                            | Шеин, Александр Петрович             | р. 1952    | Чрезвычайный и полномочный посол РФ в Иордании                                                                    | |
| 10 февраля 2012           | 2011-2015                                                            | Шеин, Александр Петрович             | р. 1952    | Чрезвычайный и полномочный посол РФ в Тунисе                                                                      | |
| 10 февраля 2012           | 2015-2018                                                            | Шеин, Александр Петрович             | р. 1952    | Чрезвычайный и полномочный посол РФ в Израиле                                                                     | |
| 12 февраля 2012           | 167                                                                  | Титоренко, Владимир Ефимович         | р. 1958    | 2002-2003 | Чрезвычайный и полномочный посол РФ в Ираке                                                                         |
| 12 февраля 2012           | 2003-2007                                                            | Титоренко, Владимир Ефимович         | р. 1958    | Чрезвычайный и полномочный посол РФ в Алжире                                                                      | |
| 12 февраля 2012           | 2009-2012                                                            | Титоренко, Владимир Ефимович         | р. 1958    | Чрезвычайный и полномочный посол РФ в Катаре                                                                      | |
| 12 февраля 2012           | 2019-2022                                                            | Титоренко, Владимир Ефимович         | р. 1958    | Чрезвычайный и полномочный посол РФ в ЦАР                                                                         | |
| 1 мая 2012                | 540                                                                  | Прыгин, Владимир Иванович            | р. 1948    | 2000-2004 | Специальный представитель министра иностранных дел РФ                                                               |
| 1 мая 2012                | 540                                                                  | Прыгин, Владимир Иванович            | р. 1948    | 2003-2008 | Чрезвычайный и полномочный посол РФ в Габоне                                                                        |
| 1 мая 2012                | 540                                                                  | Прыгин, Владимир Иванович            | р. 1948    | 2010-2015 | Чрезвычайный и полномочный посол РФ в Чаде                                                                          |
| 1 мая 2012                | 541                                                                  | Кульмухаметов, Азамат Рахметович     | р. 1953    | 2003-2008 | Чрезвычайный и полномочный посол РФ в Кувейте                                                                       |
| 1 мая 2012                | 2011-2014                                                            | Кульмухаметов, Азамат Рахметович     | р. 1953    | Чрезвычайный и полномочный посол РФ в Сирии                                                                       | |
| 1 мая 2012                | С 2015                                                               | Кульмухаметов, Азамат Рахметович     | р. 1953    | Спецпредставитель РФ в Контактной группе по Украине                                                               | |
| 1 мая 2012                | 542                                                                  | Моргулов, Игорь Владимирович         | р. 1961    | 2009-2011 | Директор 1-го Департамента Азии МИД РФ                                                                              |
| 1 мая 2012                | 2011-2022                                                            | Моргулов, Игорь Владимирович         | р. 1961    | Заместитель министра иностранных дел РФ                                                                           | |
| 1 мая 2012                | С 2022                                                               | Моргулов, Игорь Владимирович         | р. 1961    | Чрезвычайный и полномочный посол РФ в КНР                                                                         | |
| 1 мая 2012                | 543                                                                  | Мгеладзе, Михаил Михайлович          | р. 1948    | 2002-2005 | Генеральный консул РФ в Мадрасе, Индия                                                                              |
| 1 мая 2012                | 2006-2012                                                            | Мгеладзе, Михаил Михайлович          | р. 1948    | Чрезвычайный и полномочный посол РФ в Мьянме                                                                      | |
| 16 июля 2012              | 1013                                                                 | Татаринцев, Виктор Иванович          | р. 1954    | 2005-2006 | И. о. директора 2-го Европейского департамента МИД РФ                                                               |
| 16 июля 2012              | 2006-2010                                                            | Татаринцев, Виктор Иванович          | р. 1954    | Чрезвычайный и полномочный посол РФ в Исландии                                                                    | |
| 16 июля 2012              | 2010-2014                                                            | Татаринцев, Виктор Иванович          | р. 1954    | Директор 2-го Европейского департамента МИД РФ                                                                    | |
| 16 июля 2012              | 2014-2024                                                            | Татаринцев, Виктор Иванович          | р. 1954    | Чрезвычайный и полномочный посол РФ в Швеции                                                                      | |
| 16 июля 2012              | 30 июля 2012                                                         | 1084                                 |            | | |
| Шишкин, Сергей Николаевич | 30 июля 2012                                                         | 1084                                 | 1950—2016  | 2008-2016 | Чрезвычайный и полномочный посол РФ в Уганде                                                                        |
| Шишкин, Сергей Николаевич | 30 июля 2012                                                         | 1084                                 | 1950—2016  | 2013-2016 | Чрезвычайный и полномочный посол РФ в Южном Судане (по совм.)                                                       |
| 1085                      | 30 июля 2012                                                         | Токовинин, Александр Аврельевич      | р. 1950    | 2004-2008 | Чрезвычайный и полномочный посол РФ в Марокко                                                                       |
| 2011-2016                 | 30 июля 2012                                                         | Токовинин, Александр Аврельевич      | р. 1950    | Директор Департамента внешн. планир. МИД РФ                                                                       | |
| С 2016                    | 30 июля 2012                                                         | Токовинин, Александр Аврельевич      | р. 1950    | Чрезвычайный и полномочный посол РФ в Бельгии                                                                     | |
| 1086                      | 30 июля 2012                                                         | Дульян, Алексей Гайкович             | р. 1947    | 2002-2006 | Чрезвычайный и полномочный посол РФ в Руанде                                                                        |
| 2010-2019                 | 30 июля 2012                                                         | Дульян, Алексей Гайкович             | р. 1947    | Чрезвычайный и полномочный посол РФ в Мали и Нигере (по совм.)                                                    | |
| 14 ноября 2012            | 1540                                                                 | Келин, Андрей Владимирович           | р. 1957    | 2005-2011 | Директор 4-го Департамента стран СНГ МИД РФ                                                                         |
| 14 ноября 2012            | 1540                                                                 | Келин, Андрей Владимирович           | р. 1957    | 2011-2015 | Постоянный представитель РФ при ОБСЕ                                                                                |
| 14 ноября 2012            | 1540                                                                 | Келин, Андрей Владимирович           | р. 1957    | 2015-2019 | Директор Департамента общеевропейского сотрудничества МИД РФ                                                        |
| 14 ноября 2012            | 1540                                                                 | Келин, Андрей Владимирович           | р. 1957    | С 2019 | Чрезвычайный и полномочный посол РФ в Британии                                                                      |
| 14 ноября 2012            | 1541                                                                 | Корсун, Анатолий Николаевич          | р. 1947    | 1994-1998 | Генеральный консул РФ в Бресте, Беларусь                                                                            |
| 14 ноября 2012            | 2001-2004                                                            | Корсун, Анатолий Николаевич          | р. 1947    | Генеральный консул РФ в Харькове, Украина                                                                         | |
| 14 ноября 2012            | 2008-2014                                                            | Корсун, Анатолий Николаевич          | р. 1947    | Чрезвычайный и полномочный посол РФ в Ботсване                                                                    | |
| 14 ноября 2012            | 1542                                                                 | Фазельянов, Энварбик Михайлович      | р. 1949    | 2000-2003 | Генеральный консул РФ в Джидде, Саудовская Аравия                                                                   |
| 14 ноября 2012            | 2007-2013                                                            | Фазельянов, Энварбик Михайлович      | р. 1949    | Чрезвычайный и полномочный посол РФ в Судане                                                                      | |
| 14 ноября 2012            | 2013-2017                                                            | Фазельянов, Энварбик Михайлович      | р. 1949    | Чрезвычайный и полномочный посол РФ в Омане                                                                       | |
| 14 декабря 2012           | 1662                                                                 | Кемарский, Андрей Вадимович          | р. 1955    | 2002-2007 | Чрезвычайный и полномочный посол РФ в Анголе                                                                        |
| 14 декабря 2012           | Чрезвычайный и полномочный посол РФ в Сан-Томе и Принсипи (по совм.) | Кемарский, Андрей Вадимович          | р. 1955    | 2002-2007 | |
| 14 декабря 2012           | 2010-2017                                                            | Кемарский, Андрей Вадимович          | р. 1955    | Чрезвычайный и полномочный посол РФ в Мозамбике                                                                   | |
| 14 декабря 2012           | 2010-2017                                                            | Кемарский, Андрей Вадимович          | р. 1955    | Чрезвычайный и полномочный посол РФ в Свазиленде (по совм.)                                                       | |
| 14 декабря 2012           | 2017-2020                                                            | Кемарский, Андрей Вадимович          | р. 1955    | Директор Департамента Африки МИД РФ                                                                               | |
| 14 декабря 2012           | С 2020                                                               | Кемарский, Андрей Вадимович          | р. 1955    | Чрезвычайный и полномочный посол РФ в Ботсване                                                                    | |
| 9 апреля 2013             | 344                                                                  | Попов, Игорь Валентинович            | р. 1954    | 2005-2010 | Чрезвычайный и полномочный посол РФ в Мозамбике                                                                     |
| 9 апреля 2013             | 344                                                                  | Попов, Игорь Валентинович            | р. 1954    | 2006-2010 | Чрезвычайный и полномочный посол РФ в Свазиленде (по совм.)                                                         |
| 9 апреля 2013             | 344                                                                  | Попов, Игорь Валентинович            | р. 1954    | C 2010 | Посол по особым поручениям МИД РФ                                                                                   |
| 23 апреля 2013            | 413                                                                  | Кошкин, Сергей Николаевич            | р. 1954    | 2005-2006 | И.о. директора Латиноамериканского департамента МИД РФ                                                              |
| 23 апреля 2013            | 413                                                                  | Кошкин, Сергей Николаевич            | р. 1954    | 2005-2013 | Чрезвычайный и полномочный посол РФ в Уругвае                                                                       |
| 23 апреля 2013            | 413                                                                  | Кошкин, Сергей Николаевич            | р. 1954    | 2016-2020 | Чрезвычайный и полномочный посол РФ в Колумбии                                                                      |
| 23 апреля 2013            | 413                                                                  | Кошкин, Сергей Николаевич            | р. 1954    | 2020-2024 | Чрезвычайный и полномочный посол РФ в Чили                                                                          |
| 23 апреля 2013            | 414                                                                  | Кузнецов, Павел Маратович            | р. 1958    | 2006-2010 | Директор 2-го Европейского департамента МИД РФ                                                                      |
| 23 апреля 2013            | 2010-2014                                                            | Кузнецов, Павел Маратович            | р. 1958    | Чрезвычайный и полномочный посол РФ в Словакии                                                                    | |
| 23 апреля 2013            | 2014-2017                                                            | Кузнецов, Павел Маратович            | р. 1958    | Директор Генерального секретариата (Департамента) МИД РФ                                                          | |
| 23 апреля 2013            | С 2017                                                               | Кузнецов, Павел Маратович            | р. 1958    | Чрезвычайный и полномочный посол РФ в Финляндии                                                                   | |
| 23 апреля 2013            | 415                                                                  | Засыпкин, Александр Сергеевич        | р. 1951    | 2002-2006 | Чрезвычайный и полномочный посол РФ в Йемене                                                                        |
| 23 апреля 2013            | 2010-2020                                                            | Засыпкин, Александр Сергеевич        | р. 1951    | Чрезвычайный и полномочный посол РФ в Ливане                                                                      | |
| 23 апреля 2013            | 416                                                                  | Рогов, Леонид Викторович             | 1949—2020  | 2003-2008 | Чрезвычайный и полномочный посол РФ в Мавритании                                                                    |
| 23 апреля 2013            | 2010-2016                                                            | Рогов, Леонид Викторович             | 1949—2020  | Чрезвычайный и полномочный посол РФ в Кот-д’Ивуаре                                                                | |
| 23 апреля 2013            | 2010-2016                                                            | Рогов, Леонид Викторович             | 1949—2020  | Чрезвычайный и полномочный посол РФ в Буркина-Фасо (по совм.)                                                     | |
| 13 июня 2013              | 562                                                                  | Афанасьев, Михаил Юрьевич            | р. 1954    | 2005-2010 | Чрезвычайный и полномочный посол РФ в Эфиопии, Полномочный представитель РФ при Африканском союзе (по совм.)        |
| 13 июня 2013              | 562                                                                  | Афанасьев, Михаил Юрьевич            | р. 1954    | 2010-2019 | Директор Департамента информационного обеспечения МИД РФ                                                            |
| 13 июня 2013              | 562                                                                  | Афанасьев, Михаил Юрьевич            | р. 1954    | 2019-2024 | Чрезвычайный и полномочный посол РФ в Албании                                                                       |
| 13 июня 2013              | 562                                                                  | Смирнов, Николай Дмитриевич          | р. 1949    | 1993-1998 | Генеральный консул РФ в Монреале, Канада                                                                            |
| 13 июня 2013              | 562                                                                  | Смирнов, Николай Дмитриевич          | р. 1949    | 2002-2007 | Генеральный консул РФ в Торонто, Канада                                                                             |
| 13 июня 2013              | 562                                                                  | Смирнов, Николай Дмитриевич          | р. 1949    | 2011-2017 | Чрезвычайный и полномочный посол РФ в Гайане                                                                        |
| 13 июня 2013              | 562                                                                  | Смирнов, Николай Дмитриевич          | р. 1949    | 2011-2017 | Чрезвычайный и полномочный посол РФ в Сент-Винсенте и Гренадинах, Барбадосе, Гренаде, Тринидаде и Тобаго (по совм.) |
| 5 декабря 2013            | 887                                                                  | Мареев, Сергей Ильич                 | р. 1951    | 1996-2004 | Директор Валютно-финансового департамента МИД РФ                                                                    |
| 5 декабря 2013            | 887                                                                  | Мареев, Сергей Ильич                 | р. 1951    | 2012-2015 | Генеральный директор МИД РФ                                                                                         |
| 5 декабря 2013            | 887                                                                  | Сорокин, Виктор Александрович        | р. 1956    | 2006-2016 | Директор 2-го Департамента стран СНГ МИД РФ                                                                         |
| 5 декабря 2013            | 887                                                                  | Сорокин, Виктор Александрович        | р. 1956    | 2016-2020 | Чрезвычайный и полномочный посол РФ в Люксембурге                                                                   |
| 5 декабря 2013            | 887                                                                  | Сорокин, Виктор Александрович        | р. 1956    | С 2020 | Специальный представитель МИД РФ                                                                                    |
| 10 февраля 2014           | 68                                                                   | Небензя, Василий Алексеевич          | р. 1962    | 2012-2013 | Директор Департамента по гуманитарному сотрудничеству МИД РФ                                                        |
| 10 февраля 2014           | 68                                                                   | Небензя, Василий Алексеевич          | р. 1962    | 2013-2017 | Заместитель министра иностранных дел РФ                                                                             |
| 10 февраля 2014           | 68                                                                   | Небензя, Василий Алексеевич          | р. 1962    | С 2017 | Постоянный представитель РФ при ООН                                                                                 |
| 10 февраля 2014           | 68                                                                   | Цыганов, Андрей Васильевич           | р. 1954    | 2004-2010 | Посол по особым поручениям МИД РФ                                                                                   |
| 10 февраля 2014           | 68                                                                   | Цыганов, Андрей Васильевич           | р. 1954    | 2010-2014 | Чрезвычайный и полномочный посол РФ в Исландии                                                                      |
| 18 марта 2014             | 153                                                                  | Мезенцев, Дмитрий Фёдорович          | р. 1959    | 2004-2009 | Заместитель председателя Совета Федерации                                                                           |
| 18 марта 2014             | 153                                                                  | Мезенцев, Дмитрий Фёдорович          | р. 1959    | 2013-2015 | Генеральный секретарь ШОС                                                                                           |
| 18 марта 2014             | 153                                                                  | Мезенцев, Дмитрий Фёдорович          | р. 1959    | 2019-2021 | Чрезвычайный и полномочный посол РФ в Беларуси                                                                      |
| 18 апреля 2014            | 225                                                                  | Якунин, Владимир Иванович            | р. 1948    | С 2014 | Чрезвычайный и полномочный посол РФ                                                                                 |
| 4 июня 2014               | 397                                                                  | Брегадзе, Александр Вадимович        | р. 1951    | 2003-2009 | Чрезвычайный и полномочный посол РФ в Джибути                                                                       |
| 4 июня 2014               | 397                                                                  | Брегадзе, Александр Вадимович        | р. 1951    | 2011-2019 | Чрезвычайный и полномочный посол РФ в Гвинее и Сьерра-Леоне (по совм.)                                              |
| 4 июня 2014               | 397                                                                  | Филатов, Юрий Анатольевич            | р. 1957    | 2005-2011 | Чрезвычайный и полномочный посол РФ в Чили                                                                          |
| 4 июня 2014               | 397                                                                  | Филатов, Юрий Анатольевич            | р. 1957    | 2011-2019 | Директор Департамента гос. протокола МИД РФ                                                                         |
| 4 июня 2014               | 397                                                                  | Филатов, Юрий Анатольевич            | р. 1957    | С 2019 | Чрезвычайный и полномочный посол РФ в Ирландии                                                                      |
| 4 июня 2014               | 397                                                                  | Чепурин, Александр Васильевич        | р. 1952    | 1994-1996 | Директор Департамента кадров МИД РФ                                                                                 |
| 4 июня 2014               | 397                                                                  | Чепурин, Александр Васильевич        | р. 1952    | 1996-1999 | Чрезвычайный и полномочный посол РФ в Дании                                                                         |
| 4 июня 2014               | 397                                                                  | Чепурин, Александр Васильевич        | р. 1952    | 2005-2012 | Директор Департамента по работе с соотечественниками за рубежом МИД РФ                                              |
| 4 июня 2014               | 397                                                                  | Чепурин, Александр Васильевич        | р. 1952    | 2012-2019 | Чрезвычайный и полномочный посол РФ в Сербии                                                                        |
| 16 декабря 2014           | 782                                                                  | Галузин, Михаил Юрьевич              | р. 1960    | 2008-2010 | Директор Департамента стран АТР МИД РФ                                                                              |
| 16 декабря 2014           | 782                                                                  | Галузин, Михаил Юрьевич              | р. 1960    | 2010-2012 | Директор 3-го Департамента Азии МИД РФ                                                                              |
| 16 декабря 2014           | 782                                                                  | Галузин, Михаил Юрьевич              | р. 1960    | 2012-2018 | Чрезвычайный и полномочный посол РФ в Индонезии                                                                     |
| 16 декабря 2014           | 782                                                                  | Галузин, Михаил Юрьевич              | р. 1960    | 2012-2018 | Чрезвычайный и полномочный посол РФ в Кирибати, Вост. Тиморе и Папуа − Новой Гвинее (по совм.)                      |
| 16 декабря 2014           | 782                                                                  | Галузин, Михаил Юрьевич              | р. 1960    | 2012-2017 | Постоянный представитель РФ при АСЕАН                                                                               |
| 16 декабря 2014           | 782                                                                  | Галузин, Михаил Юрьевич              | р. 1960    | 2019-2022 | Чрезвычайный и полномочный посол РФ в Японии                                                                        |
| 16 декабря 2014           | 782                                                                  | Галузин, Михаил Юрьевич              | р. 1960    | С 2022 | Заместитель министра иностранных дел РФ                                                                             |
| 18 февраля 2015           | 78                                                                   | Горбань, Александр Васильевич        | 1954—2017  | 2007-2014 | Директор Департамента экономического сотрудничества МИД РФ                                                          |
| 18 февраля 2015           | 78                                                                   | Горбань, Александр Васильевич        | 1954—2017  | 2014 | Посол по особым поручениям МИД РФ                                                                                   |
| 18 февраля 2015           | 78                                                                   | Горбань, Александр Васильевич        | 1954—2017  | 2014-2017 | Постоянный представитель РФ при ФАО и ВПП ООН                                                                       |
| 18 февраля 2015           | 78                                                                   | Мальгинов, Олег Сергеевич            | р. 1957    | 2003-2006 | Чрезвычайный и полномочный посол РФ в Бангладеш                                                                     |
| 18 февраля 2015           | 78                                                                   | Мальгинов, Олег Сергеевич            | р. 1957    | 2006-2011 | Директор Департамента по гуманитарному сотрудничеству МИД РФ                                                        |
| 18 февраля 2015           | 78                                                                   | Мальгинов, Олег Сергеевич            | р. 1957    | 2011-2016 | Чрезвычайный и полномочный посол РФ в Румынии                                                                       |
| 18 февраля 2015           | 78                                                                   | Мальгинов, Олег Сергеевич            | р. 1957    | 2016-2021 | Директор Департамента по работе с соотечественниками за рубежом МИД РФ                                              |
| 18 февраля 2015           | 78                                                                   | Мальгинов, Олег Сергеевич            | р. 1957    | С 2021 | Чрезвычайный и полномочный посол РФ в Узбекистане                                                                   |
| 29 мая 2015               | 275                                                                  | Валинский, Михаил Яковлевич          | р. 1951    | 2006-2008 | Главный советник Департамента Африки МИД РФ                                                                         |
| 29 мая 2015               | 275                                                                  | Валинский, Михаил Яковлевич          | р. 1951    | 2008-2016 | Чрезвычайный и полномочный посол РФ в Гвинее-Бисау                                                                  |
| 29 мая 2015               | 275                                                                  | Карчава, Александр Алексеевич        | р. 1948    | 2005-2010 | Чрезвычайный и полномочный посол РФ в Малайзии                                                                      |
| 29 мая 2015               | 275                                                                  | Карчава, Александр Алексеевич        | р. 1948    | 2005-2009 | Чрезвычайный и полномочный посол РФ в Брунее (по совм.)                                                             |
| 29 мая 2015               | 275                                                                  | Карчава, Александр Алексеевич        | р. 1948    | 2012-2017 | Чрезвычайный и полномочный посол РФ в Шри-Ланке и на Мальдивах (по совм.)                                           |
| 21 июля 2015              | 376                                                                  | Сергиев, Павел Артемьевич            | р. 1951    | 1998-2002 | Генеральный консул РФ в Сантьяго-де-Куба, Куба                                                                      |
| 21 июля 2015              | 376                                                                  | Сергиев, Павел Артемьевич            | р. 1951    | 2003-2007 | Главный советник Латиноамериканского департамента МИД РФ                                                            |
| 21 июля 2015              | 376                                                                  | Сергиев, Павел Артемьевич            | р. 1951    | 2007-2011 | Чрезвычайный и полномочный посол РФ в Гайане                                                                        |
| 21 июля 2015              | 376                                                                  | Сергиев, Павел Артемьевич            | р. 1951    | 2007-2011 | Чрезвычайный и полномочный посол РФ в Сент-Винсенте и Гренадинах, Барбадосе, Гренаде, Тринидаде и Тобаго (по совм.) |
| 21 июля 2015              | 376                                                                  | Сергиев, Павел Артемьевич            | р. 1951    | 2011-2016 | Чрезвычайный и полномочный посол РФ в Колумбии                                                                      |
| 21 июля 2015              | 376                                                                  | Терещенко, Валерий Яковлевич         | р. 1952    | 2004-2009 | Чрезвычайный и полномочный посол РФ в Камбодже                                                                      |
| 21 июля 2015              | 376                                                                  | Терещенко, Валерий Яковлевич         | р. 1952    | 2012-2018 | Чрезвычайный и полномочный посол РФ в Новой Зеландии                                                                |
| 21 июля 2015              | 376                                                                  | Терещенко, Валерий Яковлевич         | р. 1952    | 2012-2018 | Чрезвычайный и полномочный посол РФ в Самоа и Тонга (по совм.)                                                      |
| 25 августа 2015           | 439                                                                  | Акопов, Сергей Погосович             | р. 1954    | 2010-2021 | Чрезвычайный и полномочный посол РФ в Бразилии и Суринаме (по совм.)                                                |
| 25 августа 2015           | 439                                                                  | Величкин, Сергей Васильевич          | р. 1949    | 2000-2005 | Генеральный консул РФ в Стамбуле, Турция                                                                            |
| 25 августа 2015           | 439                                                                  | Величкин, Сергей Васильевич          | р. 1949    | 2010-2015 | Чрезвычайный и полномочный посол РФ в Непале                                                                        |
| 22 декабря 2015           | 653                                                                  | Воробьёв, Валерий Павлович           | р. 1945    | 1978-1980 | Декан МГИМО МИД СССР                                                                                                |
| 22 декабря 2015           | 653                                                                  | Воробьёв, Валерий Павлович           | р. 1945    | 1997-2000 | Чрезвычайный и полномочный посол РФ в Чаде                                                                          |
| 22 декабря 2015           | 653                                                                  | Воробьёв, Валерий Павлович           | р. 1945    | 2000-2012 | Проректор по кадрам МГИМО МИД РФ                                                                                    |
| 22 декабря 2015           | 653                                                                  | Воробьёв, Валерий Павлович           | р. 1945    | 2012-2013 | Зав. кафедрой конституционного права МГИМО МИД РФ                                                                   |
| 22 декабря 2015           | 653                                                                  | Воробьёв, Валерий Павлович           | р. 1945    | 2013-2018 | Чрезвычайный и полномочный посол РФ в Марокко                                                                       |
| 22 декабря 2015           | 653                                                                  | Уткин, Валерий Иванович              | р. 1955    | 2004-2008 | Чрезвычайный и полномочный посол РФ в Уганде                                                                        |
| 22 декабря 2015           | 653                                                                  | Уткин, Валерий Иванович              | р. 1955    | 2010-2014 | Чрезвычайный и полномочный посол РФ в Эфиопии, Полномочный представитель РФ при Африканском союзе (по совм.)        |
| 22 декабря 2015           | 653                                                                  | Уткин, Валерий Иванович              | р. 1955    | 2014-2017 | Директор Департамента Африки МИД РФ, спецпредставитель МИД РФ                                                       |
| 22 декабря 2015           | 653                                                                  | Уткин, Валерий Иванович              | р. 1955    | 2017-2022 | Чрезвычайный и полномочный посол РФ в Намибии                                                                       |
| 10 февраля 2016           | 55                                                                   | Васильев, Антон Всеволодович         | р. 1954    | 2008-2014 | Посол по особым поручениям МИД РФ, представитель РФ в Арктическом совете                                            |
| 10 февраля 2016           | 55                                                                   | Васильев, Антон Всеволодович         | р. 1954    | 2014-2020 | Чрезвычайный и полномочный посол РФ в Исландии                                                                      |
| 10 февраля 2016           | 55                                                                   | Вязалов, Сергей Юрьевич              | р. 1956    | 2015-2024 | Генеральный директор МИД РФ                                                                                         |
| 10 февраля 2016           | 55                                                                   | Дарчиев, Александр Никитич           | р. 1960    | 2010-2014, 2021-2025                                                                                              | Директор Департамента Северной Америки МИД РФ                                                                       |
| 10 февраля 2016           | 55                                                                   | Дарчиев, Александр Никитич           | р. 1960    | 2014-2021 | Чрезвычайный и полномочный посол РФ в Канаде                                                                        |
| 10 февраля 2016           | 55                                                                   | Дарчиев, Александр Никитич           | р. 1960    | 2025 | Директор Департамента Северной Атлантики МИД РФ                                                                     |
| 10 февраля 2016           | 55                                                                   | Дарчиев, Александр Никитич           | р. 1960    | С 2025 | Чрезвычайный и полномочный посол РФ в США                                                                           |
| 10 февраля 2016           | 55                                                                   | Крутских, Андрей Владимирович        | р. 1951    | 2012-2020 | Посол по особым поручениям МИД РФ                                                                                   |
| 10 февраля 2016           | 55                                                                   | Крутских, Андрей Владимирович        | р. 1951    | 2014-2023 | Спецпредставитель Президента РФ                                                                                     |
| 10 февраля 2016           | 55                                                                   | Крутских, Андрей Владимирович        | р. 1951    | 2020-2023 | Директор Департамента МИБ МИД РФ                                                                                    |
| 10 февраля 2016           | 55                                                                   | Крюков, Сергей Николаевич            | 1960—2019  | 2007-2010 | Чрезвычайный и полномочный посол РФ в Зимбабве и Малави (по совм.)                                                  |
| 10 февраля 2016           | 55                                                                   | Крюков, Сергей Николаевич            | 1960—2019  | 2011-2014 | Директор Департамента Африки МИД РФ                                                                                 |
| 10 февраля 2016           | 55                                                                   | Крюков, Сергей Николаевич            | 1960—2019  | 2014-2019 | Чрезвычайный и полномочный посол РФ в Сенегале и Гамбии (по совм.)                                                  |
| 10 февраля 2016           | 55                                                                   | Любинский, Дмитрий Евгеньевич        | р. 1967    | 2010-2015 | Директор 3-го Европейского департамента МИД РФ                                                                      |
| 10 февраля 2016           | 55                                                                   | Любинский, Дмитрий Евгеньевич        | р. 1967    | С 2015 | Чрезвычайный и полномочный посол РФ в Австрии                                                                       |
| 10 февраля 2016           | 55                                                                   | Маслов, Андрей Михайлович            | р. 1955    | 2010-2014 | Директор 4-го Европейского департамента МИД РФ                                                                      |
| 10 февраля 2016           | 55                                                                   | Маслов, Андрей Михайлович            | р. 1955    | С 2014 | Чрезвычайный и полномочный посол РФ в Греции                                                                        |
| 10 февраля 2016           | 55                                                                   | Поляков, Андрей Владимирович         | 1950—2021  | 2006-2011 | Чрезвычайный и полномочный посол РФ в Тунисе                                                                        |
| 10 февраля 2016           | 55                                                                   | Поляков, Андрей Владимирович         | 1950—2021  | 2013-2017 | Чрезвычайный и полномочный посол РФ в Руанде                                                                        |
| 10 февраля 2016           | 55                                                                   | Сергеев, Владимир Николаевич         | р. 1952    | 2011-2014 | Директор Департамента международных организаций МИД РФ                                                              |
| 10 февраля 2016           | 55                                                                   | Сергеев, Владимир Николаевич         | р. 1952    | 2014-2021 | Чрезвычайный и полномочный посол РФ в Венгрии                                                                       |
| 5 мая 2016                | 212                                                                  | Трухановский, Владимир Владимирович  | р. 1953    | 2004-2011 | Чрезвычайный и полномочный посол РФ в Колумбии                                                                      |
| 5 мая 2016                | 212                                                                  | Трухановский, Владимир Владимирович  | р. 1953    | 2011-2015 | Посол по особым поручениям МИД РФ                                                                                   |
| 5 мая 2016                | 212                                                                  | Трухановский, Владимир Владимирович  | р. 1953    | 2015-2020 | Чрезвычайный и полномочный посол РФ в Чили                                                                          |
| 8 июля 2016               | 328                                                                  | Заемский, Владимир Фёдорович         | р. 1952    | 2009-2020 | Чрезвычайный и полномочный посол РФ в Венесуэле                                                                     |
| 8 июля 2016               | 328                                                                  | Заемский, Владимир Фёдорович         | р. 1952    | 2009-2020 | Чрезвычайный и полномочный посол РФ в Доминиканской Респ. и Гаити (по совм.)                                        |
| 8 июля 2016               | 328                                                                  | Заемский, Владимир Фёдорович         | р. 1952    | 2020-2022 | Проректор по кадровой политике Дипломатической академии МИД РФ                                                      |
| 8 июля 2016               | 328                                                                  | Чамов, Владимир Васильевич           | р. 1955    | 2005-2008 | Чрезвычайный и полномочный посол РФ в Ираке                                                                         |
| 8 июля 2016               | 328                                                                  | Чамов, Владимир Васильевич           | р. 1955    | 2008-2011 | Чрезвычайный и полномочный посол РФ в Ливии                                                                         |
| 8 июля 2016               | 328                                                                  | Чамов, Владимир Васильевич           | р. 1955    | 2011-2014 | Главный советник Департамента БВиСА МИД РФ                                                                          |
| 8 июля 2016               | 328                                                                  | Чамов, Владимир Васильевич           | р. 1955    | 2014-2021 | Чрезвычайный и полномочный посол РФ в Мавритании                                                                    |
| 17 октября 2016           | 551                                                                  | Малыгин, Владимир Ардалионович       | р. 1950    | 2004-2009 | Генеральный консул РФ в Эдинбурге, Великобритания                                                                   |
| 17 октября 2016           | 551                                                                  | Малыгин, Владимир Ардалионович       | р. 1950    | 2012-2014 | Генеральный консул РФ в Клайпеде, Литва                                                                             |
| 17 октября 2016           | 551                                                                  | Малыгин, Владимир Ардалионович       | р. 1950    | 2014-2021 | Чрезвычайный и полномочный посол РФ на Мальте                                                                       |
| 17 октября 2016           | 551                                                                  | Солтановский, Иван Дмитриевич        | р. 1955    | 2011-2015 | Директор Департамента общеевропейского сотрудничества МИД РФ                                                        |
| 17 октября 2016           | 551                                                                  | Солтановский, Иван Дмитриевич        | р. 1955    | 2015-2022 | Постоянный представитель РФ при Совете Европы                                                                       |
| 17 октября 2016           | 551                                                                  | Солтановский, Иван Дмитриевич        | р. 1955    | С 2023 | Чрезвычайный и полномочный посол РФ в Ватикане                                                                      |
| 17 октября 2016           | 551                                                                  | Солтановский, Иван Дмитриевич        | р. 1955    | С 2023 | Представитель РФ при Мальтийском ордене (по совм.)                                                                  |
| 10 февраля 2017           | 61                                                                   | Боцан-Харченко, Александр Аркадьевич | р. 1957    | 2004-2008 | Специальный представитель МИД РФ                                                                                    |
| 10 февраля 2017           | 61                                                                   | Боцан-Харченко, Александр Аркадьевич | р. 1957    | 2009-2014 | Чрезвычайный и полномочный посол РФ в Боснии и Герцеговине                                                          |
| 10 февраля 2017           | 61                                                                   | Боцан-Харченко, Александр Аркадьевич | р. 1957    | 2014-2019 | Директор 4-го Европейского департамента МИД РФ                                                                      |
| 10 февраля 2017           | 61                                                                   | Боцан-Харченко, Александр Аркадьевич | р. 1957    | С 2019 | Чрезвычайный и полномочный посол РФ в Сербии                                                                        |
| 10 февраля 2017           | 61                                                                   | Кинщак, Александр Александрович      | р. 1962    | 2008-2013 | Чрезвычайный и полномочный посол РФ в Кувейте                                                                       |
| 10 февраля 2017           | 61                                                                   | Кинщак, Александр Александрович      | р. 1962    | 2014-2018 | Чрезвычайный и полномочный посол РФ в Сирии                                                                         |
| 10 февраля 2017           | 61                                                                   | Кинщак, Александр Александрович      | р. 1962    | С 2018 | Директор Департамента Ближнего Востока и Сев. Африки МИД РФ                                                         |
| 10 февраля 2017           | 61                                                                   | Крутько, Андрей Андреевич            | р. 1957    | 2012-2019 | Чрезвычайный и полномочный посол РФ в Кыргызстане                                                                   |
| 10 февраля 2017           | 61                                                                   | Никифоров, Вячеслав Васильевич       | р. 1948    | 2011-2017 | Чрезвычайный и полномочный посол РФ на Маврикии                                                                     |
| 10 февраля 2017           | 61                                                                   | Ульянов, Михаил Иванович             | р. 1958    | 2011-2014 | Директор Департамента по вопросам разоружения МИД РФ                                                                |
| 10 февраля 2017           | 61                                                                   | Ульянов, Михаил Иванович             | р. 1958    | 2014-2017 | Директор Департамента по контролю над вооружениями МИД РФ                                                           |
| 10 февраля 2017           | 61                                                                   | Ульянов, Михаил Иванович             | р. 1958    | С 2017 | Постпред РФ при международных организациях в Вене                                                                   |
| 10 июня 2017              | 263                                                                  | Винокуров, Владимир Николаевич       | р. 1954    | 2007-2013 | Генеральный консул РФ в Сан-Франциско, США                                                                          |
| 10 июня 2017              | 263                                                                  | Винокуров, Владимир Николаевич       | р. 1954    | 2013-2016 | Посол по особым поручениям МИД РФ                                                                                   |
| 10 июня 2017              | 263                                                                  | Винокуров, Владимир Николаевич       | р. 1954    | 2016-2021 | Чрезвычайный и полномочный посол РФ на Ямайке                                                                       |
| 10 июня 2017              | 263                                                                  | Винокуров, Владимир Николаевич       | р. 1954    | 2016-2021 | Чрезвычайный и полномочный посол РФ в Антигуа и Барбуде, Доминике, Сент-Люсии и на Сент-Китсе и Невисе (по совм.)   |
| 10 июня 2017              | 263                                                                  | Винокуров, Владимир Николаевич       | р. 1954    | 2021-2024 | Чрезвычайный и полномочный посол РФ в Гватемале                                                                     |
| 10 июня 2017              | 263                                                                  | Павловский, Алексей Викторович       | р. 1962    | 2011-2019 | Директор 4-го Департамента стран СНГ МИД РФ                                                                         |
| 10 июня 2017              | 263                                                                  | Павловский, Алексей Викторович       | р. 1962    | 2019-2025 | Чрезвычайный и полномочный посол РФ в Австралии                                                                     |
| 10 июня 2017              | 263                                                                  | Павловский, Алексей Викторович       | р. 1962    | 2019-2025 | Чрезвычайный и полномочный посол РФ в Вануату, Науру, Тувалу и Фиджи (по совм.)                                     |
| 10 июня 2017              | 263                                                                  | Стерник, Александр Вадимович         | р. 1966    | С 2012 | Директор 3-го Департамента стран СНГ МИД РФ                                                                         |
| 10 июня 2017              | 263                                                                  | Ширинский, Миргаяс Миргаясович       | 1954—2017  | 1993-1996 | Генеральный консул РФ в Джидде, Саудовская Аравия                                                                   |
| 10 июня 2017              | 263                                                                  | Ширинский, Миргаяс Миргаясович       | 1954—2017  | 1996-1998 | Главный советник 1-го Департамента стран СНГ МИД РФ                                                                 |
| 10 июня 2017              | 263                                                                  | Ширинский, Миргаяс Миргаясович       | 1954—2017  | 2006-2013 | Чрезвычайный и полномочный посол РФ в Руанде                                                                        |
| 10 июня 2017              | 263                                                                  | Ширинский, Миргаяс Миргаясович       | 1954—2017  | 2013-2017 | Чрезвычайный и полномочный посол РФ в Судане                                                                        |
| 5 июля 2017               | 304                                                                  | Глебова, Любовь Николаевна           | р. 1960    | 2015-2017 | Руководитель Россотрудничества                                                                                      |
| 26 декабря 2017           | 628                                                                  |                                      |            | | |
| 26 декабря 2017           | 628                                                                  | Барбин, Владимир Владимирович        | р. 1957    | 2009-2014 | Чрезвычайный и полномочный посол РФ в Гане и Либерии (по совм.)                                                     |
| 26 декабря 2017           | 628                                                                  | Барбин, Владимир Владимирович        | р. 1957    | 2014-2018 | Посол по особым поручениям МИД РФ                                                                                   |
| 26 декабря 2017           | 628                                                                  | Барбин, Владимир Владимирович        | р. 1957    | С 2018 | Чрезвычайный и полномочный посол РФ в Дании                                                                         |
| 26 декабря 2017           | 628                                                                  | Джагарян, Леван Семёнович            | р. 1957    | 2011-2022 | Чрезвычайный и полномочный посол РФ в Иране                                                                         |
| 26 декабря 2017           | 628                                                                  | Джагарян, Леван Семёнович            | р. 1957    | С 2022 | Чрезвычайный и полномочный посол РФ в Шри-Ланке и на Мальдивах (по совм.)                                           |
| 26 декабря 2017           | 628                                                                  | Сентюрин, Юрий Петрович              | р. 1960    | 2010-2017 | Статс-секретарь — заместитель министра энергетики РФ                                                                |
| 26 декабря 2017           | 628                                                                  | Сентюрин, Юрий Петрович              | р. 1960    | С 2018 | Генеральный секретарь ФСЭГ                                                                                          |
| 26 декабря 2017           | 628                                                                  | Холов, Нурмахмад Махмадуллаевич      | р. 1953    | 2001-2005 | Генеральный консул РФ в Александрии, Египет                                                                         |
| 26 декабря 2017           | 628                                                                  | Холов, Нурмахмад Махмадуллаевич      | р. 1953    | 2005-2013 | Главный советник Деп-та по работе с соотечественниками за рубежом МИД РФ                                            |
| 26 декабря 2017           | 628                                                                  | Холов, Нурмахмад Махмадуллаевич      | р. 1953    | 2013-2021 | Чрезвычайный и полномочный посол РФ в Катаре                                                                        |
| 10 февраля 2018           | 67                                                                   | Борисенко, Георгий Евгеньевич        | р. 1968    | 2014-2020 | Директор Департамента Северной Америки МИД РФ                                                                       |
| 10 февраля 2018           | 67                                                                   | Борисенко, Георгий Евгеньевич        | р. 1968    | С 2020 | Чрезвычайный и полномочный посол РФ в Египте, Полномочный представитель РФ при ЛАГ                                  |
| 10 февраля 2018           | 67                                                                   | Евдокимов, Игорь Дмитриевич          | р. 1956    | 2013-2017 | Чрезвычайный и полномочный посол РФ в ДР Конго                                                                      |
| 10 февраля 2018           | 67                                                                   | Евдокимов, Игорь Дмитриевич          | р. 1956    | С 2017 | Чрезвычайный и полномочный посол РФ в Бенине и Того (по совм.)                                                      |
| 10 февраля 2018           | 67                                                                   | Иванов, Евгений Сергеевич            | р. 1974    | 2008-2013 | Руководитель секретариата министра иностранных дел РФ                                                               |
| 10 февраля 2018           | 67                                                                   | Иванов, Евгений Сергеевич            | р. 1974    | 2013-2017 | Директор Консульского департамента МИД РФ                                                                           |
| 10 февраля 2018           | 67                                                                   | Иванов, Евгений Сергеевич            | р. 1974    | 2017-2019 | Заместитель министра иностранных дел РФ                                                                             |
| 10 февраля 2018           | 67                                                                   | Иванов, Евгений Сергеевич            | р. 1974    | С 2019 | Статс-секретарь — заместитель министра иностранных дел РФ                                                           |
| 10 февраля 2018           | 67                                                                   | Козлов, Сергей Георгиевич            | р. 1955    | 2008-2010 | Глава представительства РФ при ПНА                                                                                  |
| 10 февраля 2018           | 67                                                                   | Козлов, Сергей Георгиевич            | р. 1955    | 2010-2013 | Чрезвычайный и полномочный посол РФ в Йемене                                                                        |
| 10 февраля 2018           | 67                                                                   | Козлов, Сергей Георгиевич            | р. 1955    | С 2017 | Чрезвычайный и полномочный посол РФ в Саудовской Аравии                                                             |
| 10 февраля 2018           | 67                                                                   | Козлов, Сергей Георгиевич            | р. 1955    | 2017-2018 | Постоянный представитель РФ при ОИС (по совм.)                                                                      |
| 10 февраля 2018           | 67                                                                   | Коронелли, Виктор Викторович         | р. 1958    | 2011-2018 | Чрезвычайный и полномочный посол РФ в Аргентине                                                                     |
| 10 февраля 2018           | 67                                                                   | Коронелли, Виктор Викторович         | р. 1958    | 2018-2023 | Чрезвычайный и полномочный посол РФ в Мексике и Белизе (по совм.)                                                   |
| 10 февраля 2018           | 67                                                                   | Коронелли, Виктор Викторович         | р. 1958    | С 2023 | Чрезвычайный и полномочный посол РФ на Кубе                                                                         |
| 10 февраля 2018           | 67                                                                   | Логвинов, Григорий Семёнович         | р. 1961    | 2008-2016 | Посол по особым поручениям МИД РФ                                                                                   |
| 10 февраля 2018           | 67                                                                   | Логвинов, Григорий Семёнович         | р. 1961    | 2016-2019 | Чрезвычайный и полномочный посол РФ в Австралии                                                                     |
| 10 февраля 2018           | 67                                                                   | Логвинов, Григорий Семёнович         | р. 1961    | 2016-2019 | Чрезвычайный и полномочный посол РФ в Вануату, Науру, Тувалу и Фиджи (по совм.)                                     |
| 10 февраля 2018           | 67                                                                   | Лукашевич, Александр Казимирович     | р. 1959    | 2011-2015 | Директор Департамента информации и печати МИД РФ                                                                    |
| 10 февраля 2018           | 67                                                                   | Лукашевич, Александр Казимирович     | р. 1959    | С 2015 | Постоянный представитель РФ при ОБСЕ                                                                                |
| 10 февраля 2018           | 67                                                                   | Панкин Александр Анатольевич         | р. 1963    | 2014-2017 | Директор Департамента международных организаций МИД РФ                                                              |
| 10 февраля 2018           | 67                                                                   | Панкин Александр Анатольевич         | р. 1963    | С 2017 | Заместитель министра иностранных дел РФ                                                                             |
| 13 июня 2018              | 300                                                                  | Будник, Андрей Сергеевич             | 1953—2018  | 1995-1999 | Генеральный консул РФ в Мумбаи, Индия                                                                               |
| 13 июня 2018              | 300                                                                  | Будник, Андрей Сергеевич             | 1953—2018  | 2008-2013 | Чрезвычайный и полномочный посол РФ в Пакистане                                                                     |
| 13 июня 2018              | 300                                                                  | Будник, Андрей Сергеевич             | 1953—2018  | 2015-2018 | Чрезвычайный и полномочный посол РФ в Непале                                                                        |
| 13 июня 2018              | 300                                                                  | Бурмистров, Олег Николаевич          | р. 1963    | с 2017 | Посол по особым поручениям МИД РФ                                                                                   |
| 13 июня 2018              | 300                                                                  | Васнецов, Олег Владимирович          | р. 1953    | 2003-2008 | Чрезвычайный и полномочный посол РФ в ДР Конго                                                                      |
| 13 июня 2018              | 300                                                                  | Васнецов, Олег Владимирович          | р. 1953    | 2011-2018 | Директор Деп-та по связям с субъектами Федерации и парламентом МИД РФ                                               |
| 13 июня 2018              | 300                                                                  | Васнецов, Олег Владимирович          | р. 1953    | 2018-2024 | Чрезвычайный и полномочный посол РФ в Молдове                                                                       |
| 13 июня 2018              | 300                                                                  | Догадин, Александр Константинович    | р. 1950    | 2005-2009 | Директор Латиноамериканского департамента МИД РФ                                                                    |
| 13 июня 2018              | 300                                                                  | Догадин, Александр Константинович    | р. 1950    | 2009-2010 | Чрезвычайный и полномочный посол РФ в Аргентине                                                                     |
| 13 июня 2018              | 300                                                                  | Догадин, Александр Константинович    | р. 1950    | 2013-2019 | Чрезвычайный и полномочный посол РФ в Коста-Рике                                                                    |
| 13 июня 2018              | 300                                                                  | Евдокимов, Михаил Николаевич         | р. 1959    | 2011-2023 | Директор 1-го Департамента стран СНГ МИД РФ                                                                         |
| 13 июня 2018              | 300                                                                  | Евдокимов, Михаил Николаевич         | р. 1959    | С 2023 | Чрезвычайный и полномочный посол РФ в Азербайджане                                                                  |
| 13 июня 2018              | 300                                                                  | Лукьянов, Евгений Владимирович       | р. 1951    | 2016-2021 | Чрезвычайный и полномочный посол РФ в Латвии                                                                        |
| 13 июня 2018              | 300                                                                  | Лукьянов, Евгений Владимирович       | р. 1951    | 2021-2022 | Чрезвычайный и полномочный посол РФ в Беларуси                                                                      |
| 13 июня 2018              | 300                                                                  | Рогачёв, Илья Игоревич               | р. 1962    | 2009-2019 | Директор Департамента по вопросам новых вызовов и угроз МИД РФ                                                      |
| 13 июня 2018              | 300                                                                  | Рогачёв, Илья Игоревич               | р. 1962    | 2019-2024 | Чрезвычайный и полномочный посол РФ в ЮАР и Лесото (по совм.)                                                       |
| 13 июня 2018              | 300                                                                  | Рогачёв, Илья Игоревич               | р. 1962    | С 2024 | Спецпредставитель Президента РФ                                                                                     |
| 13 июня 2018              | 300                                                                  | Тарабрин, Владимир Евгеньевич        | р. 1957    | 2008-2013 | Чрезвычайный и полномочный посол РФ в Габоне                                                                        |
| 13 июня 2018              | 300                                                                  | Тарабрин, Владимир Евгеньевич        | р. 1957    | 2013-2017 | Посол по особым поручениям МИД РФ                                                                                   |
| 13 июня 2018              | 300                                                                  | Тарабрин, Владимир Евгеньевич        | р. 1957    | 2017-2019 | Директор Департамента СКЦ МИД РФ                                                                                    |
| 13 июня 2018              | 300                                                                  | Тарабрин, Владимир Евгеньевич        | р. 1957    | 2019-2023 | Директор Департамента по вопросам новых вызовов и угроз МИД РФ                                                      |
| 13 июня 2018              | 300                                                                  | Тарабрин, Владимир Евгеньевич        | р. 1957    | С 2023 | Чрезвычайный и полномочный посол РФ в Нидерландах                                                                   |
| 13 июня 2018              | 300                                                                  | Шведов, Андрей Владимирович          | р. 1957    | 2014-2018 | Постоянный представитель РФ при уставных и других органах СНГ                                                       |
| 13 июня 2018              | 300                                                                  | Шведов, Андрей Владимирович          | р. 1957    | С 2019 | Постоянный и полномочный представитель РФ при ОДКБ                                                                  |
| 13 июня 2018              | 300                                                                  | Щетинин, Александр Валентинович      | р. 1962    | С 2012 | Директор Латиноамериканского департамента МИД РФ                                                                    |
| 3 сентября 2018           | 504                                                                  |                                      |            | | |
| 3 сентября 2018           | 504                                                                  | Ермолов, Валерий Николаевич          | р. 1951    | 1993-1999, 2006-2011                                                                                              | Генеральный консул РФ в Пусане, Республика Корея                                                                    |
| 3 сентября 2018           | 504                                                                  | Ермолов, Валерий Николаевич          | р. 1951    | 2015-2019 | Чрезвычайный и полномочный посол РФ в Малайзии                                                                      |
| 3 сентября 2018           | 504                                                                  | Ефимов, Александр Владимирович       | р. 1958    | 2013-2018 | Чрезвычайный и полномочный посол РФ в ОАЭ                                                                           |
| 3 сентября 2018           | 504                                                                  | Ефимов, Александр Владимирович       | р. 1958    | С 2018 | Чрезвычайный и полномочный посол РФ в Сирии                                                                         |
| 3 сентября 2018           | 504                                                                  | Ефимов, Александр Владимирович       | р. 1958    | С 2020 | Спецпредставитель Президента РФ                                                                                     |
| 3 сентября 2018           | 504                                                                  | Овечко, Геннадий Алексеевич          | р. 1967    | 2011-2013 | Посол по особым поручениям МИД РФ, Старшее должностное лицо РФ в форуме АТЭС                                        |
| 3 сентября 2018           | 504                                                                  | Овечко, Геннадий Алексеевич          | р. 1967    | 2014-2019 | Постоянный представитель РФ при ВТО                                                                                 |
| 3 сентября 2018           | 504                                                                  | Овечко, Геннадий Алексеевич          | р. 1967    | 2022-2024 | Временный поверенный в делах РФ в Японии                                                                            |
| 3 сентября 2018           | 504                                                                  | Овечко, Геннадий Алексеевич          | р. 1967    | С 2024 | Директор Департамента по работе с соотечественниками за рубежом МИД РФ                                              |
| 3 сентября 2018           | 504                                                                  | Петраков, Михаил Иванович            | р. 1959    | 2008-2012 | Директор 1-го Департамента стран СНГ МИД РФ                                                                         |
| 3 сентября 2018           | 504                                                                  | Петраков, Михаил Иванович            | р. 1959    | 2012-2019 | Чрезвычайный и полномочный посол РФ в ЮАР и Лесото (по совм.)                                                       |
| 3 сентября 2018           | 504                                                                  | Петраков, Михаил Иванович            | р. 1959    | 2019-2021 | Директор Департамента СКЦ МИД РФ                                                                                    |
| 3 сентября 2018           | 504                                                                  | Петраков, Михаил Иванович            | р. 1959    | С 2021 | Спецпредставитель Президента РФ                                                                                     |
| 28 декабря 2018           | 760                                                                  | Аветисян, Андрей Левонович           | р. 1960    | 2009-2014 | Чрезвычайный и полномочный посол РФ в Афганистане                                                                   |
| 28 декабря 2018           | 760                                                                  | Аветисян, Андрей Левонович           | р. 1960    | 2017-2022 | Посол по особым поручениям МИД РФ                                                                                   |
| 28 декабря 2018           | 760                                                                  | Аветисян, Андрей Левонович           | р. 1960    | С 2022 | Чрезвычайный и полномочный посол РФ в Танзании                                                                      |
| 28 декабря 2018           | 760                                                                  | Белоус, Владимир Александрович       | р. 1952    | 2006-2011 | Генеральный консул РФ в Кейптауне, ЮАР                                                                              |
| 28 декабря 2018           | 760                                                                  | Белоус, Владимир Александрович       | р. 1952    | 2013-2020 | Чрезвычайный и полномочный посол РФ на Сейшельских Островах                                                         |
| 28 декабря 2018           | 760                                                                  | Ерхов, Алексей Владимирович          | р. 1960    | 2009-2015 | Генеральный консул РФ в Стамбуле, Турция                                                                            |
| 28 декабря 2018           | 760                                                                  | Ерхов, Алексей Владимирович          | р. 1960    | 2015-2017 | Директор Департамента СКЦ МИД РФ                                                                                    |
| 28 декабря 2018           | 760                                                                  | Ерхов, Алексей Владимирович          | р. 1960    | С 2017 | Чрезвычайный и полномочный посол РФ в Турции                                                                        |
| 28 декабря 2018           | 760                                                                  | Кулик, Андрей Борисович              | р. 1953    | 2012-2018 | Директор 1-го Департамента Азии МИД РФ                                                                              |
| 28 декабря 2018           | 760                                                                  | Кулик, Андрей Борисович              | р. 1953    | 2018-2023 | Чрезвычайный и полномочный посол РФ в Республике Корея                                                              |
| 28 декабря 2018           | 760                                                                  | Лобанов, Сергей Иванович             | р. 1953    | 2011-2019 | Чрезвычайный и полномочный посол РФ в ЦАР                                                                           |
| 8 февраля 2019            | 41                                                                   | Григорьев, Семён Вячеславович        | р. 1960    | 2008-2018 | Чрезвычайный и полномочный посол РФ в Абхазии                                                                       |
| 8 февраля 2019            | 41                                                                   | Григорьев, Семён Вячеславович        | р. 1960    | 2018-2022 | Директор Деп-та по связям с субъектами Федерации и парламентом МИД РФ                                               |
| 8 февраля 2019            | 41                                                                   | Григорьев, Семён Вячеславович        | р. 1960    | С 2022 | Чрезвычайный и полномочный посол РФ в Таджикистане                                                                  |
| 11 июня 2019              | 257                                                                  | Бахарев, Сергей Викторович           | 1961—2019  | 2013-2019 | Чрезвычайный и полномочный посол РФ в Зимбабве и Малави (по совм.)                                                  |
| 11 июня 2019              | 257                                                                  | Васильев, Виктор Львович             | р. 1963    | 2013-2018, С 2024                                                                                                 | Постоянный и полномочный представитель РФ при ОДКБ                                                                  |
| 11 июня 2019              | 257                                                                  | Васильев, Виктор Львович             | р. 1963    | 2018-2023 | Постоянный представитель РФ при ФАО                                                                                 |
| 11 июня 2019              | 257                                                                  | Воробьёва, Людмила Георгиевна        | р. 1964    | 2010-2015 | Чрезвычайный и полномочный посол РФ в Малайзии                                                                      |
| 11 июня 2019              | 257                                                                  | Воробьёва, Людмила Георгиевна        | р. 1964    | 2015-2018, С 2024                                                                                                 | Директор 3-го Департамента Азии МИД РФ                                                                              |
| 11 июня 2019              | 257                                                                  | Воробьёва, Людмила Георгиевна        | р. 1964    | 2018-2024 | Чрезвычайный и полномочный посол РФ в Индонезии                                                                     |
| 11 июня 2019              | 257                                                                  | Воробьёва, Людмила Георгиевна        | р. 1964    | 2018-2024 | Чрезвычайный и полномочный посол РФ в Кирибати, Вост. Тиморе и Папуа − Новой Гвинее (по совм.)                      |
| 11 июня 2019              | 257                                                                  | Грицай, Сергей Николаевич            | р. 1963    | 2007-2011 | Генеральный консул РФ в Гонконге и Макао, Китай                                                                     |
| 11 июня 2019              | 257                                                                  | Грицай, Сергей Николаевич            | р. 1963    | 2014-2015 | Директор Департамента СКЦ МИД РФ                                                                                    |
| 11 июня 2019              | 257                                                                  | Грицай, Сергей Николаевич            | р. 1963    | 2015-2019 | Чрезвычайный и полномочный посол РФ в Черногории                                                                    |
| 11 июня 2019              | 257                                                                  | Грицай, Сергей Николаевич            | р. 1963    | С 2021 | Директор Департамента лингвистического обеспечения МИД                                                              |
| 11 июня 2019              | 257                                                                  | Кудашев, Николай Ришатович           | р. 1958    | 2010-2015 | Чрезвычайный и полномочный посол РФ на Филиппинах и в Палау (по совм.)                                              |
| 11 июня 2019              | 257                                                                  | Кудашев, Николай Ришатович           | р. 1958    | 2014-2015 | Чрезвычайный и полномочный посол РФ в Микронезии и на Маршалловых Островах (по совм.)                               |
| 11 июня 2019              | 257                                                                  | Кудашев, Николай Ришатович           | р. 1958    | 2017-2022 | Чрезвычайный и полномочный посол РФ в Индии                                                                         |
| 11 июня 2019              | 257                                                                  | Кудашев, Николай Ришатович           | р. 1958    | С 2022 | Чрезвычайный и полномочный посол РФ в Сингапуре                                                                     |
| 11 июня 2019              | 257                                                                  | Лопухов, Андрей Георгиевич           | р. 1958    | 2006-2010 | Генеральный консул РФ в Женеве, Швейцария                                                                           |
| 11 июня 2019              | 257                                                                  | Лопухов, Андрей Георгиевич           | р. 1958    | 2013-2017 | Директор Департамента безопасности МИД РФ                                                                           |
| 11 июня 2019              | 257                                                                  | Лопухов, Андрей Георгиевич           | р. 1958    | 2017 | Посол по особым поручениям МИД РФ                                                                                   |
| 11 июня 2019              | 257                                                                  | Лопухов, Андрей Георгиевич           | р. 1958    | 2017-2021 | Директор Департамента лингвистического обеспечения МИД РФ                                                           |
| 11 июня 2019              | 257                                                                  | Лопухов, Андрей Георгиевич           | р. 1958    | С 2021 | Чрезвычайный и полномочный посол РФ на Мальте                                                                       |
| 11 июня 2019              | 257                                                                  | Марчук, Борис Юрьевич                | р. 1951    | 2006-2010 | Директор Департамента государственного протокола МИД РФ                                                             |
| 11 июня 2019              | 257                                                                  | Марчук, Борис Юрьевич                | р. 1951    | 2010-2014 | Чрезвычайный и полномочный посол РФ на Мальте                                                                       |
| 11 июня 2019              | 257                                                                  | Марчук, Борис Юрьевич                | р. 1951    | 2015-2018 | Чрезвычайный и полномочный посол РФ в Панаме                                                                        |
| 11 июня 2019              | 257                                                                  | Марчук, Борис Юрьевич                | р. 1951    | 2018-2024 | Посол по особым поручениям МИД РФ                                                                                   |
| 11 июня 2019              | 257                                                                  | Поляков, Александр Дмитриевич        | р. 1959    | 2008-2013 | Чрезвычайный и полномочный посол РФ в Нигерии                                                                       |
| 11 июня 2019              | 257                                                                  | Поляков, Александр Дмитриевич        | р. 1959    | 2016-2021 | Чрезвычайный и полномочный посол РФ в Уганде и Южном Судане (по совм.)                                              |
| 11 июня 2019              | 257                                                                  | Поляков, Александр Дмитриевич        | р. 1959    | С 2024 | Чрезвычайный и полномочный посол РФ в Руанде                                                                        |
| 11 июня 2019              | 257                                                                  | Сибилев, Виктор Иванович             | р. 1955    | 2003-2008 | Генеральный консул РФ в Брно, Чехия                                                                                 |
| 11 июня 2019              | 257                                                                  | Сибилев, Виктор Иванович             | р. 1955    | 2014-2020 | Чрезвычайный и полномочный посол РФ в Ботсване                                                                      |
| 11 июня 2019              | 257                                                                  | Сорокин, Валерий Евгеньевич          | р. 1955    | н/д | Посол по особым поручениям МИД РФ                                                                                   |
| 11 июня 2019              | 257                                                                  | Шебаршин, Алексей Леонидович         | р. 1959    | 2005-2008 | Чрезвычайный и полномочный посол РФ в Шри-Ланке и на Мальдивах (по совм.)                                           |
| 11 июня 2019              | 257                                                                  | Шебаршин, Алексей Леонидович         | р. 1959    | 2018-2024 | Чрезвычайный и полномочный посол РФ в Нигерии                                                                       |
| 1 октября 2019            | 477                                                                  | Викторов, Анатолий Дмитриевич        | р. 1954    | 2013-2018 | Директор Департамента по гуманитарному сотрудничеству МИД РФ                                                        |
| 1 октября 2019            | 477                                                                  | Викторов, Анатолий Дмитриевич        | р. 1954    | С 2018 | Чрезвычайный и полномочный посол РФ в Израиле                                                                       |
| 1 октября 2019            | 477                                                                  | Волынкин, Иван Кириллович            | р. 1959    | 2013-2018 | Чрезвычайный и полномочный посол РФ в Армении                                                                       |
| 1 октября 2019            | 477                                                                  | Волынкин, Иван Кириллович            | р. 1959    | 2018-2023 | Директор Консульского департамента МИД РФ                                                                           |
| 1 октября 2019            | 477                                                                  | Волынкин, Иван Кириллович            | р. 1959    | С 2023 | Чрезвычайный и полномочный посол РФ в Туркменистане                                                                 |
| 1 октября 2019            | 477                                                                  | Иванцов, Пётр Анатольевич            | р. 1953    | 2014-2020 | Чрезвычайный и полномочный посол РФ в Боснии и Герцеговине                                                          |
| 1 октября 2019            | 477                                                                  | Мацегора, Александр Иванович         | р. 1955    | С 2014 | Чрезвычайный и полномочный посол РФ в КНДР                                                                          |
| 1 октября 2019            | 477                                                                  | Михайлов, Валерий Александрович      | р. 1955    | 2014-2019 | Чрезвычайный и полномочный посол РФ в Конго                                                                         |
| 1 октября 2019            | 477                                                                  | Михайлов, Валерий Александрович      | р. 1955    | С 2019 | Чрезвычайный и полномочный посол РФ в Бурунди                                                                       |
| 1 октября 2019            | 477                                                                  | Николаев, Сергей Анатольевич         | р. 1951    | 2015-2022 | Чрезвычайный и полномочный посол РФ в Тунисе                                                                        |
| 1 октября 2019            | 477                                                                  | Чуров, Владимир Евгеньевич           | 1953—2023  | 2016-2023 | Посол по особым поручениям МИД РФ                                                                                   |
| 13 декабря 2019           | 604                                                                  | Громыко, Игорь Анатольевич           | р. 1954    | 2009-2014 | Постоянный представитель РФ при уставных и других органах СНГ                                                       |
| 13 декабря 2019           | 604                                                                  | Громыко, Игорь Анатольевич           | р. 1954    | С 2019 | Чрезвычайный и полномочный посол РФ в Мали и Нигере (по совм.)                                                      |
| 13 декабря 2019           | 604                                                                  | Ярахмедов, Азим Алаудинович          | р. 1960    | 2006-2010 | Генеральный консул РФ в Ходженте, Таджикистан                                                                       |
| 13 декабря 2019           | 604                                                                  | Ярахмедов, Азим Алаудинович          | р. 1960    | 2015-2021 | Чрезвычайный и полномочный посол РФ в Эритрее                                                                       |
| 13 декабря 2019           | 604                                                                  | Ярахмедов, Азим Алаудинович          | р. 1960    | С 2021 | Чрезвычайный и полномочный посол РФ в Замбии                                                                        |
| 7 февраля 2020            | 101                                                                  | Новиков, Алексей Алексеевич          | р. 1960    | 2010-2015 | Генеральный консул РФ в Мумбаи, Индия                                                                               |
| 7 февраля 2020            | 101                                                                  | Новиков, Алексей Алексеевич          | р. 1960    | С 2019 | Чрезвычайный и полномочный посол РФ в Непале                                                                        |
| 8 июня 2020               | 376                                                                  | Азизов, Искандер Кубарович           | р. 1956    | 2013-2023 | Чрезвычайный и полномочный посол РФ в Монголии                                                                      |
| 8 июня 2020               | 376                                                                  | Азизов, Искандер Кубарович           | р. 1956    | С 2023 | Чрезвычайный и полномочный посол РФ в Мьянме                                                                        |
| 8 июня 2020               | 376                                                                  | Бутин, Сергей Владимирович           | р. 1964    | 2017-2023 | Директор Генерального секретариата (Департамента) МИД РФ, руководитель секретариата министра иностранных дел РФ     |
| 8 июня 2020               | 376                                                                  | Бутин, Сергей Владимирович           | р. 1964    | 2023-2024 | Заместитель министра иностранных дел РФ                                                                             |
| 8 июня 2020               | 376                                                                  | Бутин, Сергей Владимирович           | р. 1964    | С 2024 | Первый заместитель министра иностранных дел РФ                                                                      |
| 8 июня 2020               | 376                                                                  | Губарев, Сергей Николаевич           | р. 1955    | С 2010 | Посол по особым поручениям МИД РФ                                                                                   |
| 8 июня 2020               | 376                                                                  | Гуськов, Андрей Анатольевич          | р. 1961    | 2015-2018 | Чрезвычайный и полномочный посол РФ в Перу                                                                          |
| 8 июня 2020               | 376                                                                  | Гуськов, Андрей Анатольевич          | р. 1961    | 2018-2023 | Чрезвычайный и полномочный посол РФ на Кубе и Багамских Островах (по совм.)                                         |
| 8 июня 2020               | 376                                                                  | Дедушкин, Владимир Петрович          | р. 1953    | 2011-2013 | Главный советник Департамента БВиСА МИД РФ                                                                          |
| 8 июня 2020               | 376                                                                  | Дедушкин, Владимир Петрович          | р. 1953    | 2013-2021 | Чрезвычайный и полномочный посол РФ в Йемене                                                                        |
| 8 июня 2020               | 376                                                                  | Захарова, Мария Владимировна         | р. 1975    | С 2015 | Директор Департамента информации и печати МИД РФ                                                                    |
| 8 июня 2020               | 376                                                                  | Игнатов, Александр Иванович          | р. 1955    | 2009-2013 | Чрезвычайный и полномочный посол РФ в Камбодже                                                                      |
| 8 июня 2020               | 376                                                                  | Игнатов, Александр Иванович          | р. 1955    | 2016-2021 | Чрезвычайный и полномочный посол РФ в Бангладеш                                                                     |
| 8 июня 2020               | 376                                                                  | Кузнецов, Сергей Николаевич          | 1953—2021  | 2007-2015 | Генеральный консул РФ в Джидде, Саудовская Аравия                                                                   |
| 8 июня 2020               | 376                                                                  | Кузнецов, Сергей Николаевич          | 1953—2021  | 2015-2019 | Чрезвычайный и полномочный посол РФ в Джибути и Сомали (по совм.)                                                   |
| 8 июня 2020               | 376                                                                  | Кузнецов, Сергей Николаевич          | 1953—2021  | 2019-2021 | Чрезвычайный и полномочный посол РФ в ОАЭ                                                                           |
| 8 июня 2020               | 376                                                                  | Материй, Юрий Борисович              | р. 1953    | 1999-2002 | Генеральный консул РФ в Карачи, Пакистан                                                                            |
| 8 июня 2020               | 376                                                                  | Материй, Юрий Борисович              | р. 1953    | 2002-2007 | Главный советник Департамента информации и печати МИД РФ                                                            |
| 8 июня 2020               | 376                                                                  | Материй, Юрий Борисович              | р. 1953    | 2007-2012 | Генеральный консул РФ в Дананге, Вьетнам                                                                            |
| 8 июня 2020               | 376                                                                  | Материй, Юрий Борисович              | р. 1953    | 2017-2022 | Чрезвычайный и полномочный посол РФ в Шри-Ланке и на Мальдивах (по совм.)                                           |
| 8 июня 2020               | 376                                                                  | Материй, Юрий Борисович              | р. 1953    | С 2022 | Чрезвычайный и полномочный посол РФ в Кабо-Верде                                                                    |
| 2 октября 2020            | 593                                                                  | Голубовский, Игорь Леонидович        | р. 1960    | 2002-2008 | Генеральный консул РФ в Монреале, Канада                                                                            |
| 2 октября 2020            | 593                                                                  | Голубовский, Игорь Леонидович        | р. 1960    | 2012-2017 | Генеральный консул РФ в Нью-Йорке, США                                                                              |
| 2 октября 2020            | 593                                                                  | Голубовский, Игорь Леонидович        | р. 1960    | 2017-2019 | Директор департамента безопасности МИД РФ                                                                           |
| 2 октября 2020            | 593                                                                  | Голубовский, Игорь Леонидович        | р. 1960    | 2019-2023 | Директор департамента кадров МИД РФ                                                                                 |
| 2 октября 2020            | 593                                                                  | Голубовский, Игорь Леонидович        | р. 1960    | С 2023 | Постоянный представитель РФ при ФАО                                                                                 |
| 2 октября 2020            | 593                                                                  | Гончаренко, Владимир Борисович       | 1954—2022  | | |
| 2 октября 2020            | 593                                                                  | Гончаренко, Владимир Борисович       | 1954—2022  | 2006-2013 | Чрезвычайный и полномочный посол РФ на Мадагаскаре и Коморах (по совм.)                                             |
| 2 октября 2020            | 593                                                                  | Гончаренко, Владимир Борисович       | 1954—2022  | 2016-2017 | Директор департамента лингв. обеспечения МИД РФ                                                                     |
| 2 октября 2020            | 593                                                                  | Гончаренко, Владимир Борисович       | 1954—2022  | 2017-2019 | Посол по особым поручениям МИД РФ                                                                                   |
| 2 октября 2020            | 593                                                                  | Гончаренко, Владимир Борисович       | 1954—2022  | 2019-2022 | Чрезвычайный и полномочный посол РФ в Брунее                                                                        |
| 2 октября 2020            | 593                                                                  | Парамонов, Алексей Владимирович      | р. 1962    | 2008-2013 | Генеральный консул РФ в Милане, Италия                                                                              |
| 2 октября 2020            | 593                                                                  | Парамонов, Алексей Владимирович      | р. 1962    | 2015-2023 | Директор 1-го Европейского департамента МИД РФ                                                                      |
| 2 октября 2020            | 593                                                                  | Парамонов, Алексей Владимирович      | р. 1962    | С 2023 | Чрезвычайный и полномочный посол РФ в Италии и Сан-Марино (по совм.)                                                |
| 2 октября 2020            | 593                                                                  | Руденко, Андрей Юрьевич              | р. 1962    | 2016-2019 | Директор 2-го Департамента стран СНГ МИД РФ                                                                         |
| 2 октября 2020            | 593                                                                  | Руденко, Андрей Юрьевич              | р. 1962    | С 2019 | Заместитель министра иностранных дел РФ                                                                             |
| 2 октября 2020            | 593                                                                  | Суслов, Дмитрий Юрьевич              | р. 1955    | 2014-2021 | Чрезвычайный и полномочный посол РФ в Гане и Либерии (по совм.)                                                     |
| 25 декабря 2020           | 811                                                                  | Кураков, Дмитрий Викторович          | р. 1961    | 2005-2010 | Генеральный консул РФ в Александрии, Египет                                                                         |
| 25 декабря 2020           | 811                                                                  | Кураков, Дмитрий Викторович          | р. 1961    | 2013-2020 | Чрезвычайный и полномочный посол РФ в Габоне                                                                        |
| 25 декабря 2020           | 811                                                                  | Кураков, Дмитрий Викторович          | р. 1961    | С 2020 | Чрезвычайный и полномочный посол РФ в Сенегале и Гамбии (по совм.)                                                  |
| 25 декабря 2020           | 811                                                                  | Петров, Александр Михайлович         | р. 1953    | 1999-2000 | Генеральный консул РФ в Бонне, Германия                                                                             |
| 25 декабря 2020           | 811                                                                  | Петров, Александр Михайлович         | р. 1953    | 2015-2021 | Чрезвычайный и полномочный посол РФ в Эстонии                                                                       |

## 2021—2030
| Дата указа       | Номер указа         | Фамилия, имя, отчество               | Годы жизни | Годы службы          | Место службы и должность                                                                                             |
| ---------------- | ------------------- | ------------------------------------ | ---------- | -------------------- | --- |
| 9 февраля 2021   | 80                  | Баринова, Надежда Михайловна         | р. 1955    | 2016-2025            | Директор Историко-документального департамента МИД РФ                                                                |
| 9 февраля 2021   | 80                  | Тяпкин, Олег Николаевич              | р. 1968    | С 2018               | Директор 3-го Европейского департамента МИД РФ                                                                       |
| 11 июня 2021     | 356                 | Байков, Владимир Анатольевич         | р. 1968    | 2010-2013            | Генеральный консул РФ в Касабланке, Марокко                                                                          |
| 11 июня 2021     | 356                 | Байков, Владимир Анатольевич         | р. 1968    | 2016-2022            | Чрезвычайный и полномочный посол РФ в Кот-д’Ивуаре                                                                   |
| 11 июня 2021     | 356                 | Байков, Владимир Анатольевич         | р. 1968    | 2016-2022            | Чрезвычайный и полномочный посол РФ в Буркина-Фасо (по совм.)                                                        |
| 11 июня 2021     | 356                 | Байков, Владимир Анатольевич         | р. 1968    | С 2023               | Заведующий кафедрой межд. отношений и дипломатии МосГУ                                                               |
| 11 июня 2021     | 356                 | Ткаченко, Всеволод Игоревич          | р. 1968    | 2014-2019            | Чрезвычайный и полномочный посол РФ в Эфиопии, Полномочный представитель РФ при Африканском союзе (по совм.)         |
| 11 июня 2021     | 356                 | Ткаченко, Всеволод Игоревич          | р. 1968    | 2020-2024            | Директор Департамента Африки МИД РФ                                                                                  |
| 11 июня 2021     | 356                 | Ткаченко, Всеволод Игоревич          | р. 1968    | С 2024               | Чрезвычайный и полномочный посол РФ в Кении                                                                          |
| 13 сентября 2021 | 527                 | Грозов, Андрей Юрьевич               | р. 1961    | 2009-2014            | Генеральный консул РФ в Мюнхене, Германия                                                                            |
| 13 сентября 2021 | 527                 | Грозов, Андрей Юрьевич               | р. 1961    | С 2018               | Постоянный представитель РФ при уставных и других органах СНГ                                                        |
| 13 сентября 2021 | 527                 | Егоров, Александр Рэмович            | р. 1963    | 2011-2016            | Главный советник Генерального секретариата (Деп-та) МИД РФ                                                           |
| 13 сентября 2021 | 527                 | Егоров, Александр Рэмович            | р. 1963    | С 2016               | Чрезвычайный и полномочный посол РФ в Гвинее-Бисау                                                                   |
| 13 сентября 2021 | 527                 | Исаков, Алексей Викторович           | р. 1960    | 2008-2011            | Генеральный консул РФ в Монреале, Канада                                                                             |
| 13 сентября 2021 | 527                 | Исаков, Алексей Викторович           | р. 1960    | 2020-2022            | Чрезвычайный и полномочный посол РФ в Литве                                                                          |
| 13 сентября 2021 | 527                 | Исаков, Алексей Викторович           | р. 1960    | 2022-2025            | Посол по особым поручениям МИД РФ                                                                                    |
| 13 сентября 2021 | 527                 | Исаков, Алексей Викторович           | р. 1960    | С 2025               | Чрезвычайный и полномочный посол РФ в Уругвае                                                                        |
| 13 сентября 2021 | 527                 | Лабецкий, Алексей Казимирович        | р. 1957    | 2005-2010            | Генеральный консул РФ в Рио-де-Жанейро, Бразилия                                                                     |
| 13 сентября 2021 | 527                 | Лабецкий, Алексей Казимирович        | р. 1957    | 2013-2018            | Чрезвычайный и полномочный посол РФ в Уругвае                                                                        |
| 13 сентября 2021 | 527                 | Лабецкий, Алексей Казимирович        | р. 1957    | С 2021               | Чрезвычайный и полномочный посол РФ в Бразилии и Суринаме (по совм.)                                                 |
| 13 сентября 2021 | 527                 | Станиславов, Евгений Арнольдович     | р. 1960    | 2014-2021            | Директор Департамента экономического сотрудничества МИД РФ                                                           |
| 13 сентября 2021 | 527                 | Станиславов, Евгений Арнольдович     | р. 1960    | С 2021               | Чрезвычайный и полномочный посол РФ в Венгрии                                                                        |
| 13 сентября 2021 | 527                 | Удовиченко, Николай Николаевич       | р. 1962    | 2013-2018            | Чрезвычайный и полномочный посол РФ в Нигерии                                                                        |
| 13 сентября 2021 | 527                 | Удовиченко, Николай Николаевич       | р. 1962    | 2019-2024            | Чрезвычайный и полномочный посол РФ в Кыргызстане                                                                    |
| 28 декабря 2021  | 728                 | Андреев, Андрей Владимирович         | р. 1956    | 2005-2009            | Чрезвычайный и полномочный посол РФ в Катаре                                                                         |
| 28 декабря 2021  | 728                 | Андреев, Андрей Владимирович         | р. 1956    | 2009-2013            | Чрезвычайный и полномочный посол РФ в ОАЭ                                                                            |
| 28 декабря 2021  | 728                 | Андреев, Андрей Владимирович         | р. 1956    | С 2020               | Чрезвычайный и полномочный посол РФ на Мадагаскаре                                                                   |
| 28 декабря 2021  | 728                 | Андреев, Андрей Владимирович         | р. 1956    | С 2020               | Чрезвычайный и полномочный посол РФ на Коморах (по совм.)                                                            |
| 28 декабря 2021  | 728                 | Беляев, Сергей Сергеевич             | р. 1965    | 2018-2024            | Директор 2-го Европейского департамента МИД РФ                                                                       |
| 28 декабря 2021  | 728                 | Беляев, Сергей Сергеевич             | р. 1965    | С 2024               | Чрезвычайный и полномочный посол РФ в Швеции                                                                         |
| 28 декабря 2021  | 728                 | Будаев, Андрей Владимирович          | р. 1960    | 2010-2015            | Генеральный консул РФ в Рио-де-Жанейро, Бразилия                                                                     |
| 28 декабря 2021  | 728                 | Будаев, Андрей Владимирович          | р. 1960    | 2016-2020            | Чрезвычайный и полномочный посол РФ в Никарагуа                                                                      |
| 28 декабря 2021  | 728                 | Будаев, Андрей Владимирович          | р. 1960    | 2016-2020            | Чрезвычайный и полномочный посол РФ в Сальвадоре и Гондурасе (по совм.)                                              |
| 28 декабря 2021  | 728                 | Будаев, Андрей Владимирович          | р. 1960    | 2020-2025            | Чрезвычайный и полномочный посол РФ в Уругвае                                                                        |
| 28 декабря 2021  | 728                 | Жилко, Борис Анатольевич             | р. 1955    | С 2021               | Чрезвычайный и полномочный посол РФ в Мавритании                                                                     |
| 28 декабря 2021  | 728                 | Копыркин, Сергей Павлович            | р. 1962    | С 2018               | Чрезвычайный и полномочный посол РФ в Армении                                                                        |
| 28 декабря 2021  | 728                 | Лобанов, Дмитрий Дмитриевич          | р. 1957    | С 2020               | Чрезвычайный и полномочный посол РФ в Люксембурге                                                                    |
| 28 декабря 2021  | 728                 | Мантыцкий, Александр Викентьевич     | р. 1955    | 2005-2010            | Генеральный консул РФ в Мумбаи, Индия                                                                                |
| 28 декабря 2021  | 728                 | Мантыцкий, Александр Викентьевич     | р. 1955    | 2014-2020            | Чрезвычайный и полномочный посол РФ в Афганистане                                                                    |
| 28 декабря 2021  | 728                 | Мантыцкий, Александр Викентьевич     | р. 1955    | 2021-2024            | Чрезвычайный и полномочный посол РФ в Бангладеш                                                                      |
| 28 декабря 2021  | 728                 | Озеров, Олег Борисович               | р. 1958    | 2010-2017            | Чрезвычайный и полномочный посол РФ в Саудовской Аравии                                                              |
| 28 декабря 2021  | 728                 | Озеров, Олег Борисович               | р. 1958    | 2011-2017            | Постоянный представитель РФ при ОИС (по совм.)                                                                       |
| 28 декабря 2021  | 728                 | Озеров, Олег Борисович               | р. 1958    | 2020-2024            | Посол по особым поручениям МИД РФ, руководитель секретариата экономического форума РФ–Африка                         |
| 28 декабря 2021  | 728                 | Озеров, Олег Борисович               | р. 1958    | С 2024               | Чрезвычайный и полномочный посол РФ в Молдове                                                                        |
| 28 декабря 2021  | 728                 | Петрович, Сергей Святославович       | р. 1969    | 2011-2012            | Временный поверенный в делах РФ в Ирландии                                                                           |
| 28 декабря 2021  | 728                 | Петрович, Сергей Святославович       | р. 1969    | С 2021               | Чрезвычайный и полномочный посол РФ на Ямайке                                                                        |
| 28 декабря 2021  | 728                 | Петрович, Сергей Святославович       | р. 1969    | С 2021               | Чрезвычайный и полномочный посол РФ в Антигуа и Барбуде, Сент-Китсе и Невисе, Сент-Люсии, Доминике (по совм.)        |
| 28 декабря 2021  | 728                 | Тавдумадзе, Николай Карлович         | р. 1956    | 2005-2009            | Генеральный консул РФ в Генуе, Италия                                                                                |
| 28 декабря 2021  | 728                 | Тавдумадзе, Николай Карлович         | р. 1956    | 2015-2020            | Чрезвычайный и полномочный посол РФ в Парагвае                                                                       |
| 28 декабря 2021  | 728                 | Тавдумадзе, Николай Карлович         | р. 1956    | С 2020               | Чрезвычайный и полномочный посол РФ в Колумбии                                                                       |
| 10 февраля 2022  | 46                  | Тараров, Владимир Николаевич         | р. 1960    | С 2017               | Чрезвычайный и полномочный посол РФ в Анголе                                                                         |
| 10 февраля 2022  | 46                  | Тараров, Владимир Николаевич         | р. 1960    | С 2017               | Чрезвычайный и полномочный посол РФ в Сан-Томе и Принсипи (по совм.)                                                 |
| 10 июня 2022     | 363                 | Алипов, Денис Евгеньевич             | р. 1970    | С 2022               | Чрезвычайный и полномочный посол РФ в Индии                                                                          |
| 10 июня 2022     | 363                 | Барский, Кирилл Михайлович           | р. 1964    | 2011-2014            | Посол по особым поручениям МИД РФ, Спецпредставитель Президента РФ по делам ШОС                                      |
| 10 июня 2022     | 363                 | Барский, Кирилл Михайлович           | р. 1964    | 2014-2018            | Чрезвычайный и полномочный посол РФ в Таиланде                                                                       |
| 10 июня 2022     | 363                 | Барский, Кирилл Михайлович           | р. 1964    | С 2018               | Посол по особым поручениям МИД РФ                                                                                    |
| 10 июня 2022     | 363                 | Барский, Кирилл Михайлович           | р. 1964    | С 2022               | И. о. заведующего кафедры дипломатии МГИМО МИД РФ                                                                    |
| 10 июня 2022     | 363                 | Грызлов, Борис Вячеславович          | р. 1950    | С 2022               | Чрезвычайный и полномочный посол РФ в Беларуси                                                                       |
| 10 июня 2022     | 363                 | Романченко, Игорь Владимирович       | р. 1958    | С 2018               | Чрезвычайный и полномочный посол РФ в Перу                                                                           |
| 5 июля 2022      | Указ не опубликован | Калашников, Леонид Иванович          | р. 1960    | С 2010               | Депутат Государственной думы                                                                                         |
| 5 июля 2022      | Указ не опубликован | Калашников, Леонид Иванович          | р. 1960    | С 2016               | Председатель комитета ГД по делам СНГ и связям с соотечественниками                                                  |
| 5 июля 2022      | Указ не опубликован | Слуцкий, Леонид Эдуардович           | р. 1968    | С 1999               | Депутат Государственной думы                                                                                         |
| 5 июля 2022      | Указ не опубликован | Слуцкий, Леонид Эдуардович           | р. 1968    | С 2016               | Председатель комитета ГД по международным делам                                                                      |
| 5 июля 2022      | Указ не опубликован | Слуцкий, Леонид Эдуардович           | р. 1968    | С 2020               | Президент факультета мировой политики МГУ                                                                            |
| 12 сентября 2022 | 624                 | Богдашев, Игорь Викторович           | р. 1977    | С 2017               | Директор департамента государственного протокола МИД РФ                                                              |
| 12 сентября 2022 | 624                 | Золотов, Александр Юрьевич           | р. 1959    | 2011-2017            | Чрезвычайный и полномочный посол РФ в Алжире                                                                         |
| 12 сентября 2022 | 624                 | Золотов, Александр Юрьевич           | р. 1959    | С 2022               | Чрезвычайный и полномочный посол РФ в Тунисе                                                                         |
| 12 сентября 2022 | 624                 | Лобач, Дмитрий Анатольевич           | р. 1958    | 2012-2017            | Чрезвычайный и полномочный посол РФ в Анголе                                                                         |
| 12 сентября 2022 | 624                 | Лобач, Дмитрий Анатольевич           | р. 1958    | 2012-2017            | Чрезвычайный и полномочный посол РФ в Сан-Томе и Принсипи (по совм.)                                                 |
| 12 сентября 2022 | 624                 | Лобач, Дмитрий Анатольевич           | р. 1958    | 2017-2022            | Посол по особым поручениям МИД РФ                                                                                    |
| 12 сентября 2022 | 624                 | Лобач, Дмитрий Анатольевич           | р. 1958    | С 2022               | Чрезвычайный и полномочный посол РФ в Намибии                                                                        |
| 12 сентября 2022 | 624                 | Мелик-Багдасаров, Сергей Михайлович  | р. 1968    | С 2020               | Чрезвычайный и полномочный посол РФ в Венесуэле и Гаити (по совм.)                                                   |
| 12 сентября 2022 | 624                 | Мелик-Багдасаров, Сергей Михайлович  | р. 1968    | 2020-2025            | Чрезвычайный и полномочный посол РФ в Доминиканской Респ. (по совм.)                                                 |
| 12 сентября 2022 | 624                 | Семиволос, Владлен Станиславович     | р. 1961    | 2015-2019            | Чрезвычайный и полномочный посол РФ в Брунее                                                                         |
| 12 сентября 2022 | 624                 | Семиволос, Владлен Станиславович     | р. 1961    | С 2021               | Чрезвычайный и полномочный посол РФ в Уганде и Южном Судане (по совм.)                                               |
| 12 сентября 2022 | 624                 | Суриков, Александр Васильевич        | 1956—2024  | 2017-2024            | Чрезвычайный и полномочный посол РФ в Мозамбике                                                                      |
| 12 сентября 2022 | 624                 | Суриков, Александр Васильевич        | 1956—2024  | 2018-2024            | Чрезвычайный и полномочный посол РФ в Эсватини (по совм.)                                                            |
| 29 декабря 2022  | 967                 | Беджанян, Юрий Вартанович            | р. 1954    | 2013-2019            | Генеральный консул РФ в Монреале, Канада                                                                             |
| 29 декабря 2022  | 967                 | Беджанян, Юрий Вартанович            | р. 1954    | С 2019               | Чрезвычайный и полномочный посол РФ в Коста-Рике                                                                     |
| 29 декабря 2022  | 967                 | Голованов, Михаил Алексеевич         | р. 1957    | 2013-2016            | Генеральный консул РФ в Аннабе, Алжир                                                                                |
| 29 декабря 2022  | 967                 | Голованов, Михаил Алексеевич         | р. 1957    | С 2019               | Чрезвычайный и полномочный посол РФ в Джибути                                                                        |
| 29 декабря 2022  | 967                 | Голованов, Михаил Алексеевич         | р. 1957    | С 2019               | Чрезвычайный и полномочный посол РФ в Сомали (по совм.)                                                              |
| 29 декабря 2022  | 967                 | Калабухов, Игорь Андреевич           | р. 1961    | С 2020               | Чрезвычайный и полномочный посол РФ в Боснии и Герцеговине                                                           |
| 29 декабря 2022  | 967                 | Листопадов, Николай Александрович    | р. 1956    | 2010-2014            | Генеральный консул РФ в Ченнаи, Индия                                                                                |
| 29 декабря 2022  | 967                 | Листопадов, Николай Александрович    | р. 1956    | 2016-2023            | Чрезвычайный и полномочный посол РФ в Мьянме                                                                         |
| 29 декабря 2022  | 967                 | Хохоликов, Александр Николаевич      | р. 1957    | 2017-2020            | Чрезвычайный и полномочный посол РФ в Гватемале                                                                      |
| 29 декабря 2022  | 967                 | Хохоликов, Александр Николаевич      | р. 1957    | 2020-2024            | Чрезвычайный и полномочный посол РФ в Никарагуа                                                                      |
| 29 декабря 2022  | 967                 | Хохоликов, Александр Николаевич      | р. 1957    | 2020-2024            | Чрезвычайный и полномочный посол РФ в Сальвадоре и Гондурасе (по совм.)                                              |
| 9 февраля 2023   | 74                  | Боровик, Анатолий Васильевич         | р. 1958    | 2010-2014            | Генеральный консул РФ в Хошимине, Вьетнам                                                                            |
| 9 февраля 2023   | 74                  | Боровик, Анатолий Васильевич         | р. 1958    | С 2020               | Чрезвычайный и полномочный посол РФ в Камбодже                                                                       |
| 9 февраля 2023   | 74                  | Зязиков, Мурат Магометович           | р. 1957    | С 2022               | Чрезвычайный и полномочный посол РФ на Кипре                                                                         |
| 9 февраля 2023   | 74                  | Нуризаде, Александр Беюкович         | р. 1959    | 2003-2008, 2013-2020 | Генеральный консул РФ в Милане, Италия                                                                               |
| 9 февраля 2023   | 74                  | Нуризаде, Александр Беюкович         | р. 1959    | 2021-2024            | Директор Департамента по работе с соотечественниками за рубежом МИД РФ                                               |
| 9 февраля 2023   | 74                  | Нуризаде, Александр Беюкович         | р. 1959    | С 2024               | Чрезвычайный и полномочный посол РФ в Хорватии                                                                       |
| 9 февраля 2023   | 74                  | Полищук, Алексей Анатольевич         | р. 1967    | С 2020               | Директор 2-го Департамента стран СНГ МИД РФ                                                                          |
| 9 февраля 2023   | 74                  | Сентебов, Алексей Леонидович         | р. 1965    | 2013-2017            | Генеральный консул РФ в Хайфе, Израиль                                                                               |
| 9 февраля 2023   | 74                  | Сентебов, Алексей Леонидович         | р. 1965    | 2017-2024            | Чрезвычайный и полномочный посол РФ в ДР Конго                                                                       |
| 9 февраля 2023   | 74                  | Терехин, Евгений Евгеньевич          | р. 1958    | С 2019               | Чрезвычайный и полномочный посол РФ в Эфиопии, Полномочный представитель РФ при Африканском союзе (по совм.)         |
| 9 февраля 2023   | 74                  | Ховаев, Игорь Анатольевич            | р. 1962    | 2015-2020            | Чрезвычайный и полномочный посол РФ на Филиппинах                                                                    |
| 9 февраля 2023   | 74                  | Ховаев, Игорь Анатольевич            | р. 1962    | 2015-2020            | Чрезвычайный и полномочный посол РФ в Палау, Микронезии и на Маршалловых Островах (по совм.)                         |
| 9 февраля 2023   | 74                  | Ховаев, Игорь Анатольевич            | р. 1962    | С 2020               | Посол по особым поручениям МИД РФ                                                                                    |
| 9 февраля 2023   | 74                  | Ховаев, Игорь Анатольевич            | р. 1962    | С 2022               | Специальный представитель МИД РФ                                                                                     |
| 20 февраля 2023  | 107                 | Липаев, Владимир Георгиевич          | р. 1959    | 2007-2011            | Генеральный консул РФ во Франкфурте-на-Майне, Германия                                                               |
| 20 февраля 2023  | 107                 | Липаев, Владимир Георгиевич          | р. 1959    | 2021-2023            | Чрезвычайный и полномочный посол РФ в Эстонии                                                                        |
| 20 февраля 2023  | 107                 | Липаев, Владимир Георгиевич          | р. 1959    | С 2024               | Чрезвычайный и полномочный посол РФ в Румынии                                                                        |
| 9 июня 2023      | 422                 | Аляутдинов, Ринат Жафярович          | р. 1958    | 2018-2023            | Директор Департамента по гуманитарному сотрудничеству МИД РФ                                                         |
| 9 июня 2023      | 422                 | Аляутдинов, Ринат Жафярович          | р. 1958    | С 2023               | Постоянный представитель РФ при ЮНЕСКО                                                                               |
| 9 июня 2023      | 422                 | Аскальдович, Геннадий Иосифович      | р. 1957    | н/д                  | Посол по особым поручениям МИД РФ                                                                                    |
| 9 июня 2023      | 422                 | Байбаков, Владимир Викторович        | р. 1958    | 2008-2014            | Чрезвычайный и полномочный посол РФ в Мавритании                                                                     |
| 9 июня 2023      | 422                 | Байбаков, Владимир Викторович        | р. 1958    | С 2022               | Чрезвычайный и полномочный посол РФ в Марокко                                                                        |
| 9 июня 2023      | 422                 | Баранов, Михаил Владимирович         | р. 1961    | 2014-2019            | Чрезвычайный и полномочный посол РФ в Лаосе                                                                          |
| 9 июня 2023      | 422                 | Баранов, Михаил Владимирович         | р. 1961    | С 2023               | Чрезвычайный и полномочный посол РФ в Брунее                                                                         |
| 9 июня 2023      | 422                 | Горлач, Юрий Андреевич               | р. 1960    | 2018-2021            | И. о. постоянного представителя РФ при НАТО                                                                          |
| 9 июня 2023      | 422                 | Горлач, Юрий Андреевич               | р. 1960    | С 2021               | Директор Департамента СКЦ МИД РФ                                                                                     |
| 9 июня 2023      | 422                 | Дедов, Алексей Юрьевич               | р. 1960    | 2013-2019            | Чрезвычайный и полномочный посол РФ в Пакистане                                                                      |
| 9 июня 2023      | 422                 | Дедов, Алексей Юрьевич               | р. 1960    | С 2022               | Чрезвычайный и полномочный посол РФ в Иране                                                                          |
| 9 июня 2023      | 422                 | Догадкин, Дмитрий Николаевич         | р. 1967    | 2017-2021            | Чрезвычайный и полномочный посол РФ в Омане                                                                          |
| 9 июня 2023      | 422                 | Догадкин, Дмитрий Николаевич         | р. 1967    | С 2021               | Чрезвычайный и полномочный посол РФ в Катаре                                                                         |
| 9 июня 2023      | 422                 | Клименко, Юрий Николаевич            | р. 1959    | 2012-2020            | Генеральный консул РФ в Барселоне, Испания                                                                           |
| 9 июня 2023      | 422                 | Клименко, Юрий Николаевич            | р. 1959    | С 2022               | Чрезвычайный и полномочный посол РФ в Испании и Андорре (по совм.)                                                   |
| 9 июня 2023      | 422                 | Климовский, Константин Вячеславович  | р. 1966    | 2007-2011            | Генеральный консул РФ в Страсбурге, Франция                                                                          |
| 9 июня 2023      | 422                 | Климовский, Константин Вячеславович  | р. 1966    | 2017-2024            | Чрезвычайный и полномочный посол РФ на Маврикии                                                                      |
| 9 июня 2023      | 422                 | Кобринец, Николай Сергеевич          | 1961—2023  | 2019-2023            | Директор Департамента общеевропейского сотрудничества МИД РФ                                                         |
| 9 июня 2023      | 422                 | Масленников, Владислав Владиславович | р. 1969    | 2019-2024            | Чрезвычайный и полномочный посол РФ в Черногории                                                                     |
| 9 июня 2023      | 422                 | Масленников, Владислав Владиславович | р. 1969    | С 2024               | Директор Департамента европейских проблем МИД РФ                                                                     |
| 9 июня 2023      | 422                 | Соколенко, Владимир Григорьевич      | р. 1953    | 2018-2021            | Чрезвычайный и полномочный посол РФ в Кабо-Верде                                                                     |
| 9 июня 2023      | 422                 | Соколенко, Владимир Григорьевич      | р. 1953    | С 2022               | Чрезвычайный и полномочный посол РФ в Чаде                                                                           |
| 9 июня 2023      | 422                 | Степанов, Олег Владимирович          | р. 1972    | 2016-2021            | Директор Департамента внешнеполитического планирования МИД РФ                                                        |
| 9 июня 2023      | 422                 | Степанов, Олег Владимирович          | р. 1972    | С 2021               | Чрезвычайный и полномочный посол РФ в Канаде                                                                         |
| 9 июня 2023      | 422                 | Хорев, Михаил Владимирович           | р. 1956    | С 2021               | Посол по особым поручениям МИД РФ, спецпредставитель МИД РФ                                                          |
| 9 июня 2023      | 422                 | Юрков, Анатолий Леонидович           | р. 1957    | н/д                  | Посол по особым поручениям МИД РФ                                                                                    |
| 2 октября 2023   | 737                 | Баздникин, Сергей Александрович      | р. 1967    | 2005-2006            | Советник (руководитель) канцелярии посольства РФ в Приштине, СиЧ                                                     |
| 2 октября 2023   | 737                 | Баздникин, Сергей Александрович      | р. 1967    | С 2018               | Чрезвычайный и полномочный посол РФ в Северной Македонии                                                             |
| 2 октября 2023   | 737                 | Бойков, Евгений Мирославович         | р. 1954    | 2009-2015            | Генеральный консул РФ в Генуе, Италия                                                                                |
| 2 октября 2023   | 737                 | Бойков, Евгений Мирославович         | р. 1954    | 2018-2024            | Чрезвычайный и полномочный посол РФ в Панаме                                                                         |
| 2 октября 2023   | 737                 | Десятников, Глеб Феликсович          | р. 1966    | С 2018               | Чрезвычайный и полномочный посол РФ в Иордании                                                                       |
| 2 октября 2023   | 737                 | Евсиков, Алексей Николаевич          | р. 1961    | 2015-2019            | Генеральный консул РФ в Шанхае, КНР                                                                                  |
| 2 октября 2023   | 737                 | Евсиков, Алексей Николаевич          | р. 1961    | 2019-2023            | Посол по особым поручениям МИД РФ                                                                                    |
| 2 октября 2023   | 737                 | Евсиков, Алексей Николаевич          | р. 1961    | С 2023               | Чрезвычайный и полномочный посол РФ в Монголии                                                                       |
| 2 октября 2023   | 737                 | Желтов, Владимир Филиппович          | р. 1967    | 2018-2023            | Чрезвычайный и полномочный посол РФ в Судане                                                                         |
| 2 октября 2023   | 737                 | Желтов, Владимир Филиппович          | р. 1967    | С 2023               | Чрезвычайный и полномочный посол РФ в Кувейте                                                                        |
| 2 октября 2023   | 737                 | Загайнов, Евгений Тимофеевич         | р. 1967    | 2018-2023            | Директор Правового департамента МИД РФ                                                                               |
| 2 октября 2023   | 737                 | Загайнов, Евгений Тимофеевич         | р. 1967    | С 2023               | Постоянный представитель РФ при АСЕАН                                                                                |
| 2 октября 2023   | 737                 | Зуев, Георгий Викторович             | р. 1958    | С 2018               | Чрезвычайный и полномочный посол РФ в Новой Зеландии                                                                 |
| 2 октября 2023   | 737                 | Зуев, Георгий Викторович             | р. 1958    | С 2018               | Чрезвычайный и полномочный посол РФ в Самоа и Тонга (по совм.)                                                       |
| 2 октября 2023   | 737                 | Искандаров, Ильяс Фархадович         | р. 1965    | 2020-2024            | Чрезвычайный и полномочный посол РФ в Габоне                                                                         |
| 2 октября 2023   | 737                 | Искандаров, Ильяс Фархадович         | р. 1965    | С 2024               | Чрезвычайный и полномочный посол РФ в Конго                                                                          |
| 2 октября 2023   | 737                 | Корчунов, Николай Викторович         | р. 1964    | 2011-2012            | И. о. постоянного представителя РФ при НАТО                                                                          |
| 2 октября 2023   | 737                 | Корчунов, Николай Викторович         | р. 1964    | 2018-2024            | Посол по особым поручениям МИД РФ, председатель Комитета старших должностных лиц Арктического совета от РФ           |
| 2 октября 2023   | 737                 | Корчунов, Николай Викторович         | р. 1964    | С 2024               | Чрезвычайный и полномочный посол РФ в Норвегии                                                                       |
| 2 октября 2023   | 737                 | Кулахметов, Марат Минюрович          | р. 1959    | С 2017               | Чрезвычайный и полномочный посол РФ в Южной Осетии                                                                   |
| 2 октября 2023   | 737                 | Курмаз, Александр Сергеевич          | р. 1959    | 2017-2025            | Чрезвычайный и полномочный посол РФ в Гайане                                                                         |
| 2 октября 2023   | 737                 | Курмаз, Александр Сергеевич          | р. 1959    | 2018-2025            | Чрезвычайный и полномочный посол РФ в Сент-Винсенте и Гренадинах, Барбадосе, Тринидаде и Тобаго и Гренаде (по совм.) |
| 2 октября 2023   | 737                 | Максимычев, Дмитрий Игоревич         | р. 1961    | 2011-2015            | Заместитель постоянного представителя РФ при ООН                                                                     |
| 2 октября 2023   | 737                 | Максимычев, Дмитрий Игоревич         | р. 1961    | 2018-2024            | Чрезвычайный и полномочный посол РФ в Кении                                                                          |
| 2 октября 2023   | 737                 | Моргунов, Илья Анатольевич           | р. 1959    | 2012-2016            | Чрезвычайный и полномочный посол РФ в Ираке                                                                          |
| 2 октября 2023   | 737                 | Моргунов, Илья Анатольевич           | р. 1959    | 2017-2021            | Главный советник Департамента БВиСА МИД РФ                                                                           |
| 2 октября 2023   | 737                 | Моргунов, Илья Анатольевич           | р. 1959    | 2021-2024            | Чрезвычайный и полномочный посол РФ в Омане                                                                          |
| 2 октября 2023   | 737                 | Сафронков, Владимир Карпович         | р. 1964    | С 2015               | Заместитель постоянного представителя РФ при ООН                                                                     |
| 2 октября 2023   | 737                 | Сафронков, Владимир Карпович         | р. 1964    | С 2017               | Посол по особым поручениям МИД РФ                                                                                    |
| 2 октября 2023   | 737                 | Софинский, Николай Всеволодович      | р. 1958    | 2003-2008            | Генеральный консул РФ в Хьюстоне, США                                                                                |
| 2 октября 2023   | 737                 | Софинский, Николай Всеволодович      | р. 1958    | 2011-2015            | Чрезвычайный и полномочный посол РФ в Перу                                                                           |
| 2 октября 2023   | 737                 | Софинский, Николай Всеволодович      | р. 1958    | 2018-2020            | Чрезвычайный и полномочный посол РФ в Уругвае                                                                        |
| 2 октября 2023   | 737                 | Софинский, Николай Всеволодович      | р. 1958    | С 2023               | Чрезвычайный и полномочный посол РФ в Мексике и Белизе (по совм.)                                                    |
| 2 октября 2023   | 737                 | Спринчан, Владимир Иванович          | р. 1957    | 2017-2020            | Чрезвычайный и полномочный посол РФ в Боливии                                                                        |
| 2 октября 2023   | 737                 | Спринчан, Владимир Иванович          | р. 1957    | С 2021               | Чрезвычайный и полномочный посол РФ в Эквадоре                                                                       |
| 2 октября 2023   | 737                 | Томихин, Евгений Юрьевич             | р. 1966    | 2016-2018            | Посол по особым поручениям МИД РФ                                                                                    |
| 2 октября 2023   | 737                 | Томихин, Евгений Юрьевич             | р. 1966    | С 2018               | Чрезвычайный и полномочный посол РФ в Таиланде                                                                       |
| 2 октября 2023   | 737                 | Чепик, Георгий Юрьевич               | р. 1968    | 2019-2024            | Чрезвычайный и полномочный посол РФ в Конго                                                                          |
| 8 ноября 2023    | 849                 | Климов, Алексей Владимирович         | р. 1959    | С 2023               | Директор Консульского департамента МИД РФ                                                                            |
| 29 декабря 2023  | 997                 | Пилипсон, Юрий Валентинович          | р. 1967    | С 2019               | Директор 4-го Европейского департамента МИД РФ                                                                       |
| 13 февраля 2024  | 110                 | Гончар, Денис Владимирович           | р. 1973    | С 2019               | Директор 4-го Департамента стран СНГ МИД РФ                                                                          |
| 13 февраля 2024  | 110                 | Рудаков, Александр Николаевич        | р. 1962    | С 2020               | Чрезвычайный и полномочный посол РФ в Ливане                                                                         |
| 1 апреля 2024    | 224                 | Тодуа, Георгий Владимирович          | р. 1964    | 2014-2019            | Чрезвычайный и полномочный посол РФ в Бурунди                                                                        |
| 1 апреля 2024    | 224                 | Тодуа, Георгий Владимирович          | р. 1964    | С 2023               | Чрезвычайный и полномочный посол РФ в Камеруне                                                                       |
| 1 апреля 2024    | 224                 | Тодуа, Георгий Владимирович          | р. 1964    | 2023-2024            | Чрезвычайный и полномочный посол РФ в Экв. Гвинее (по совм.)                                                         |
| 1 апреля 2024    | 224                 | Феоктистов, Дмитрий Валерьевич       | р. 1967    | С 2018               | Чрезвычайный и полномочный посол РФ в Аргентине                                                                      |
| 13 июня 2024     | 496                 | Зиновьев, Георгий Вениаминович       | р. 1967    | 2018-2023            | Директор 1-го департамента Азии МИД РФ                                                                               |
| 13 июня 2024     | 496                 | Зиновьев, Георгий Вениаминович       | р. 1967    | С 2023               | Чрезвычайный и полномочный посол РФ в Республике Корея                                                               |
| 13 июня 2024     | 496                 | Леденёв, Михаил Николаевич           | р. 1962    | 2011-2013            | Помощник министра иностранных дел РФ                                                                                 |
| 13 июня 2024     | 496                 | Леденёв, Михаил Николаевич           | р. 1962    | 2015-2020            | Генеральный консул РФ в Карловых Варах, Чехия                                                                        |
| 13 июня 2024     | 496                 | Леденёв, Михаил Николаевич           | р. 1962    | 2020-2024            | Чрезвычайный и полномочный посол РФ в Боливии                                                                        |
| 13 июня 2024     | 496                 | Леденёв, Михаил Николаевич           | р. 1962    | С 2024               | Чрезвычайный и полномочный посол РФ в Никарагуа                                                                      |
| 13 июня 2024     | 496                 | Леденёв, Михаил Николаевич           | р. 1962    | С 2024               | Чрезвычайный и полномочный посол РФ в Сальвадоре и Гондурасе (по совм.)                                              |
| 13 июня 2024     | 496                 | Писарев, Александр Борисович         | р. 1956    | 2017-2020            | Генеральный консул РФ в Хьюстоне, США                                                                                |
| 13 июня 2024     | 496                 | Писарев, Александр Борисович         | р. 1956    | С 2020               | Чрезвычайный и полномочный посол РФ в Парагвае                                                                       |
| 1 октября 2024   | 836                 | Амбаров, Роман Евгеньевич            | р. 1968    | 2015-2019            | Генеральный консул РФ в Кейптауне, ЮАР                                                                               |
| 1 октября 2024   | 836                 | Амбаров, Роман Евгеньевич            | р. 1968    | 2020-2024            | Директор Департамента безопасности МИД РФ                                                                            |
| 1 октября 2024   | 836                 | Амбаров, Роман Евгеньевич            | р. 1968    | С 2024               | Чрезвычайный и полномочный посол РФ в ЮАР и Лесото (по совм.)                                                        |
| 1 октября 2024   | 836                 | Лукашик, Александр Петрович          | р. 1959    | 2016-2022            | Временный поверенный в делах РФ на Украине                                                                           |
| 1 октября 2024   | 836                 | Лукашик, Александр Петрович          | р. 1959    | 2022-2024            | Директор Деп-та по связям с субъектами Федерации и парламентом МИД РФ                                                |
| 1 октября 2024   | 836                 | Лукашик, Александр Петрович          | р. 1959    | С 2025               | Чрезвычайный и полномочный посол РФ в Черногории                                                                     |
| 1 октября 2024   | 836                 | Овчинников, Алексей Михайлович       | р. 1966    | С 2015               | Директор Деп-та азиатского и тихоокеанского сотрудничества МИД РФ                                                    |
| 27 декабря 2024  | 1113                | Дробинин, Алексей Юрьевич            | р. 1974    | С 2021               | Директор Департамента внешнеполитического планирования МИД РФ                                                        |
| 27 декабря 2024  | 1113                | Островский, Алексей Владимирович     | р. 1976    | 2004-2007            | Заместитель председателя комитета ГД по международным делам                                                          |
| 27 декабря 2024  | 1113                | Островский, Алексей Владимирович     | р. 1976    | 2007-2011            | Председатель комитета ГД по делам СНГ и связям с соотечественниками                                                  |
| 27 декабря 2024  | 1113                | Островский, Алексей Владимирович     | р. 1976    | 2011-2012            | Председатель Комитета ГД по делам общественных объединений                                                           |
| 27 декабря 2024  | 1113                | Островский, Алексей Владимирович     | р. 1976    | С 2024               | Генеральный директор МИД РФ                                                                                          |
| 27 декабря 2024  | 1113                | Петров, Сергей Владимирович          | р. 1962    | н/д                  | Посол по особым поручениям МИД РФ                                                                                    |
| 27 декабря 2024  | 1113                | Чальян, Карэн Драстаматович          | р. 1955    | 2018-2024            | Чрезвычайный и полномочный посол РФ в Руанде                                                                         |
| 27 декабря 2024  | 1113                | Чальян, Карэн Драстаматович          | р. 1955    | С 2024               | Чрезвычайный и полномочный посол РФ в Экваториальной Гвинее                                                          |
| 10 февраля 2025  | 71                  | Жирнов, Дмитрий Александрович        | р. 1977    | С 2020               | Чрезвычайный и полномочный посол РФ в Афганистане                                                                    |
| 10 февраля 2025  | 71                  | Калинин, Владимир Анатольевич        | р. 1954    | 2011-2015            | Генеральный консул РФ в Гонконге, КНР                                                                                |
| 10 февраля 2025  | 71                  | Калинин, Владимир Анатольевич        | р. 1954    | С 2019               | Чрезвычайный и полномочный посол РФ в Лаосе                                                                          |
| 10 февраля 2025  | 71                  | Князев, Павел Русланович             | р. 1964    | н/д                  | Посол по особым поручениям МИД РФ                                                                                    |
| 10 февраля 2025  | 71                  | Ноздрев, Николай Станиславович       | р. 1971    | 2018-2024            | Директор 3-го Департамента Азии МИД РФ                                                                               |
| 10 февраля 2025  | 71                  | Ноздрев, Николай Станиславович       | р. 1971    | С 2024               | Чрезвычайный и полномочный посол РФ в Японии                                                                         |
| 10 февраля 2025  | 71                  | Эйвазов, Тимур Рафаилович            | р. 1971    | С 2019               | Чрезвычайный и полномочный посол РФ в Словении                                                                       |
| 11 июня 2025     | 395                 | Агасандян Микаэл Вадимович           | р. 1973    | 2021-2023            | Посол по особым поручениям МИД РФ                                                                                    |
| 11 июня 2025     | 395                 | Агасандян Микаэл Вадимович           | р. 1973    | 2021-2024            | Полномочный представитель РФ при ОДКБ                                                                                |
| 11 июня 2025     | 395                 | Агасандян Микаэл Вадимович           | р. 1973    | С 2023               | Директор 1-го Департамента стран СНГ МИД РФ                                                                          |
| 11 июня 2025     | 395                 | Алимов, Александр Сергеевич          | р. 1970    | С 2022               | Директор Департамента по гумсотрудничеству и культурным связям МИД РФ                                                |
| 11 июня 2025     | 395                 | Биричевский, Дмитрий Анатольевич     | р. 1973    | С 2021               | Директор Департамента экономического сотрудничества МИД РФ                                                           |
| 11 июня 2025     | 395                 | Довгаленко, Татьяна Евгеньевна       | р. 1974    | С 2024               | Директор Департамента партнерства с Африкой МИД РФ                                                                   |
| 11 июня 2025     | 395                 | Подъёлышев, Андрей Леонидович        | р. 1962    | 2015-2019            | Генеральный консул РФ в Стамбуле, Турция                                                                             |
| 11 июня 2025     | 395                 | Подъёлышев, Андрей Леонидович        | р. 1962    | С 2024               | Чрезвычайный и полномочный посол РФ в Нигерии                                                                        |
| 11 июня 2025     | 395                 | Соломатин, Алексей Владимирович      | р. 1967    | 2013-2018            | Чрезвычайный и полномочный посол РФ в Кувейте                                                                        |
| 11 июня 2025     | 395                 | Соломатин, Алексей Владимирович      | р. 1967    | С 2025               | Чрезвычайный и полномочный посол РФ в Алжире                                                                         |
| 11 июня 2025     | 395                 | Студенников, Артём Игоревич          | р. 1968    | С 2023               | Директор 1-го Европейского департамента МИД РФ                                                                       |

## Самые молодые послы
Ниже приводится список дипломатов, получивших ранг Чрезвычайного и Полномочного Посла в наиболее молодом возрасте:
| Фамилия, имя, отчество            | Дата рождения   | Дата присвоения ранга | Возраст при присвоении ранга |
| --------------------------------- | --------------- | --------------------- | ---------------------------- |
| Колосовский, Андрей Игоревич      | 12 мая 1956     | 1 февраля 1992        | 35 лет, 8 месяцев, 20 дней   |
| Спасский, Николай Николаевич      | 10 августа 1961 | 15 марта 2000         | 38 лет, 7 месяцев, 5 дней    |
| Разов, Сергей Сергеевич           | 28 января 1953  | 24 января 1992        | 38 лет, 11 месяцев, 27 дней  |
| Козырев, Андрей Владимирович      | 27 марта 1951   | 12 декабря 1990       | 39 лет, 8 месяцев, 16 дней   |
| Ястржембский, Сергей Владимирович | 4 декабря 1953  | 20 июня 1994          | 40 лет, 6 месяцев, 16 дней   |

### В XXI веке
| Фамилия, имя, отчество       | Дата рождения    | Дата присвоения ранга | Возраст при присвоении ранга |
| ---------------------------- | ---------------- | --------------------- | ---------------------------- |
| Иванов, Евгений Сергеевич    | 14 февраля 1974  | 10 февраля 2018       | 43 года, 11 месяцев, 27 дней |
| Захарова, Мария Владимировна | 24 декабря 1975  | 8 июня 2020           | 44 года, 5 месяцев, 11 дней  |
| Богдашев, Игорь Викторович   | 19 сентября 1977 | 12 сентября 2022      | 44 лет, 11 месяцев, 24 дня   |
| Рогозин, Дмитрий Олегович    | 21 декабря 1963  | 6 апреля 2009         | 45 лет, 3 месяца, 16 дней    |
| Ванин, Михаил Валентинович   | 1 августа 1960   | 10 января 2006        | 45 лет, 5 месяцев, 9 дней    |